# Asteraceae
Las asteráceas (Asteraceae), también llamadas compuestas (Compositae Giseke, nom. cons.), reúnen 32 913 especies repartidas en unos 1911 géneros, por lo que son la familia de Angiospermas con mayor riqueza y diversidad biológica.
Se caracterizan por presentar las flores dispuestas en una inflorescencia compuesta denominada capítulo la cual se halla rodeada de una o más filas de brácteas (involucro).
El nombre Asteraceae deriva del nombre del género tipo de la familia Aster, término que —a su vez— proviene del griego ἀστήρ que significa «estrella» y hace alusión a la forma de la inflorescencia. Por otro lado, el nombre de compuestas, más antiguo, pero válido, hace referencia al tipo particular de inflorescencia compuesta que caracteriza a la familia y que solo se halla en muy pocas familias de Angiospermas.
Las compuestas presentan una considerable importancia ecológica y económica. Los miembros de esta familia se distribuyen desde las regiones polares hasta los trópicos, conquistando todos los hábitats disponibles, desde los desiertos hasta los pantanos y desde las selvas hasta los picos montañosos. En muchas regiones del mundo las compuestas llegan a integrar hasta el 10 % de la flora vernácula. La familia contiene algunos géneros con una gran cantidad de especies, como es el caso de Eupatorium s.l. (1200 especies), Senecio (con 1000 especies) y Helichrysum (500-600 especies).

## Descripción

### Hábito
La mayoría de las especies de compuestas son plantas herbáceas, raramente árboles, arbustos o lianas. Muchas especies presentan látex y también aceites esenciales. Pueden o no ser resinosas. Las hojas, en general, están bien desarrolladas, en algunos casos se hallan muy reducidas. En general no son plantas suculentas, si bien hay algunos ejemplos de compuestas con esa característica.
Pueden ser anuales, bienales o perennes, con una agregación basal de hojas (una "roseta" basal) o sin ella. Existen especies hidrofíticas (ciertas especies de Bidens o Cotula), que presentan hojas sumergidas y emergentes. Por otro lado, existen especies heliofíticas, mesofíticas y xerofíticas.

### Hojas
Las hojas de las compuestas son usualmente alternas y espiraladas, menos frecuentemente opuestas, raramente verticiladas. Con respecto a su consistencia, las hojas pueden ser herbáceas, carnosas, coriáceas o membranosas y estar más o menos modificadas en espinas. Pueden ser pecioladas o sésiles, con o sin glándulas, aromáticas, fétidas o sin olor marcado. En relación con la morfología, las hojas pueden ser simples o compuestas, ocasionalmente peltadas. La lámina foliar puede ser entera o disectada, pinnatífida o palmatífida, a veces espinosa. En general carecen de estípulas. Los márgenes de la lámina foliar pueden ser enteros, crenados, serrados o dentados; planos, revolutos o involutos. Las hojas no presentan un meristema basal persistente. En la mayoría de las compuestas la nerviación foliar comprende una nervadura media y nervaduras laterales más o menos similares. Tales hojas se describen como "de nerviación pinnada". La venación en otras compuestas frecuentemente consiste en una nervadura media y nervaduras laterales pronunciadas. Tales hojas se describen como 3-nervadas, 5-nervadas, etc., dependiendo del número de nervaduras laterales presentes.

### Anatomía
Las compuestas, principalmente los miembros de Cichorieae, pueden presentar estructuras especializadas para segregar látex denominadas laticíferos. Estos laticíferos pueden encontrarse en uno o varios órganos de la planta. Ocasionalmente pueden presentar estructuras foliares para la eliminación de agua líquida llamadas hidátodos. Las láminas foliares pueden presentar cavidades secretoras, con resinas o con látex.
Las venas menores de la hoja pueden presentar células especializadas en el transporte de fotoasimilados desde el mesófilo hacia el elemento criboso del floema, denominadas células de transferencia. Tal tipo de célula fue detectado en 58 géneros de compuestas. Ciertos géneros no las presentan, tales como Eupatorium y Barnadesia.
Con respecto a la anatomía del tallo, los nudos pueden ser uni, tri o multilacunares. El engrosamiento secundario del tallo puede no producirse o desarrollarse a partir de un anillo cambial convencional. A veces este crecimiento secundario es anómalo, en el sentido que se produce a partir de anillos cambiales concéntricos.
Las compuestas frecuentemente tienen pelos glandulares sésiles o subsésiles, que consisten de bases multicelulares que sustentan elementos globulares que contienen sustancias resinosas o pegajosas. Tales estructuras reciben el nombre de glándulas, pelos glandulares o tricomas glandulares. Estas glándulas pueden ser translúcidas, amarillentas a marrones, o anaranjadas.

### Flor

Esquema de una flor ligulada: A = ovario ínfero; B = vilano; C = anteras de los estambres soldadas en tubo con los filamentos libres soldados a la corola; D = lígula; E = estilo rodeado por el tubo estaminal y con su estigma bífido sobresaliente.

Esquema de una flor tubulosa (flósculo): A = ovario ínfero; B = tubo fusionado de la corola con 4 o 5 lóbulos; C = anteras de los estambres soldadas en tubo; D = estilo rodeado por el tubo estaminal y con su estigma bífido sobresaliente.

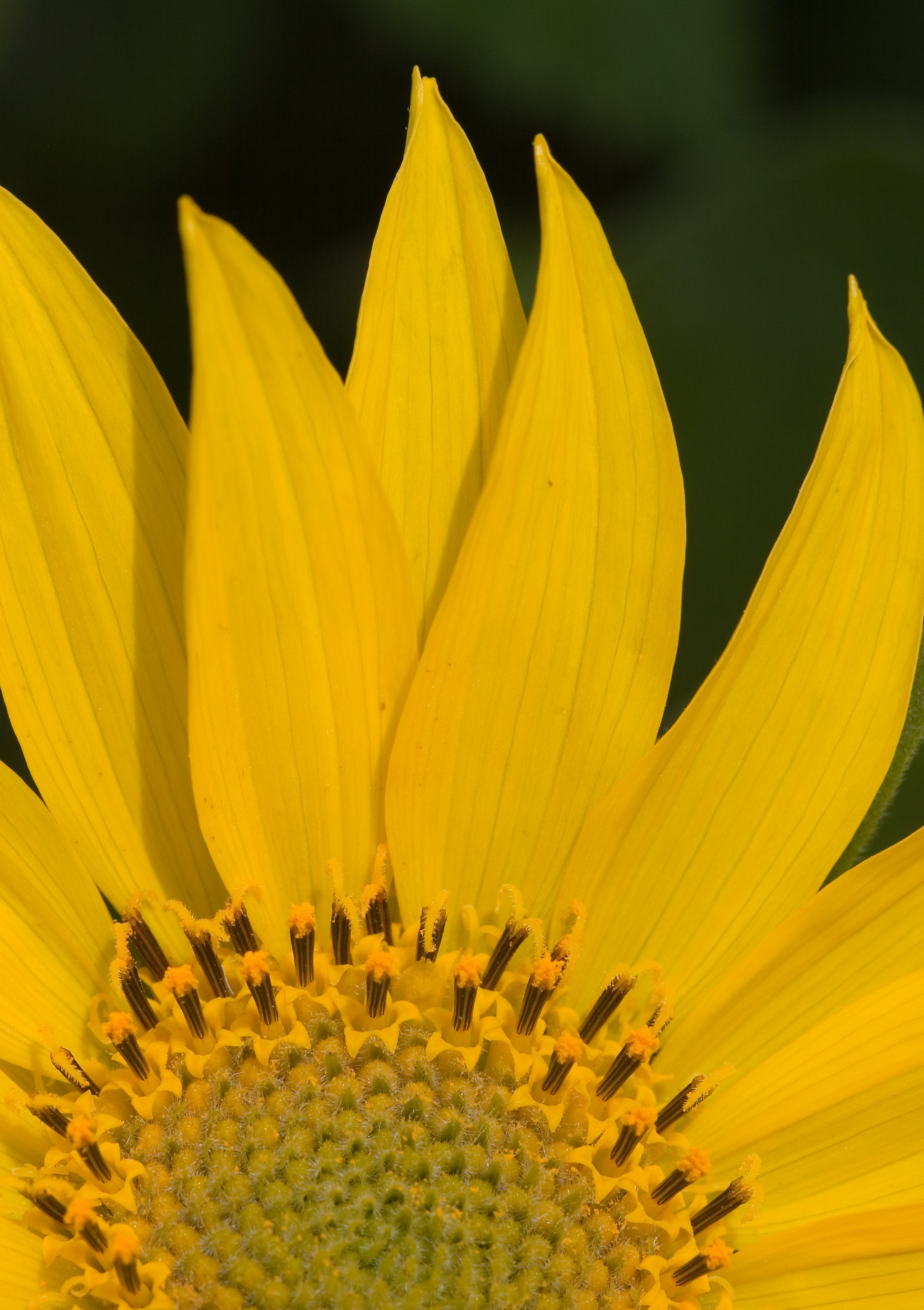
Capítulo de Helianthus (Asteraceae) mostrando la disposición de las flores tubulosas y liguladas sobre el receptáculo común.

Las flores son pequeñas, hermafroditas o, en ocasiones, funcionalmente unisexuales o estériles (en este último caso se denominan neutras). Por su simetría pueden ser tanto actinomorfas como zigomorfas, es decir que pueden presentar simetría radial o bilateral, respectivamente. Por el número de piezas que componen cada ciclo, las flores de las compuestas son pentámeras. Hipanto ausente.
El cáliz es nulo o bien los sépalos están profundamente modificados, formando un papus o vilano, de dos a muchas escamas, cerdas o pelos, persistentes, a veces connadas. El papus puede ser piloso, diminutamente barbado, o plumoso.
La corola es gamopétala, los cinco pétalos pueden unirse entre sí formando un tubo con 4 o 5 lóbulos (la flor se denomina tubulosa o flósculo), o dos grupos de pétalos unidos (en el caso de las flores bilabiadas, con un labio superior formado por 2 pétalos y un labio inferior formado por 3 pétalos), o pueden presentar un tubo corto y el limbo prolongado lateralmente en una lígula con 3 o 5 dientes (flores liguladas).
El androceo presenta usualmente 5 estambres, los cuales alternan con los lóbulos de la corola. Los filamentos, casi siempre libres, se hallan insertos lateralmente en el tubo de la corola y las anteras, basifijas y de dehiscencia longitudinal e introrsa, están usualmente soldadas entre sí (raramente los filamentos están connatos y las anteras libres: por ejemplo en los Ambrosiinae de la tribu Heliantheae), formando así un tubo alrededor del estilo en el cual el polen, usualmente tricolporado (con 3 aperturas), es liberado, y el estilo entonces crece a través de este tubo, empujando hacia afuera o tomando el polen (con pelos variadamente desarrollados) y presentándoselo a los visitantes florales, después de lo cual los estigmas se vuelven receptivos (es decir, con un émbolo o mecanismo de polinización por cepillado).
El gineceo es de 2 carpelos connados, ovario ínfero, unilocular. Presentan un solo óvulo anátropo, con 1 tegumento y un delgado megasporangio. La placentación es basal. El pistilo presenta un estilo que usualmente posee en su ápice un nectario. El estilo se halla dividido distalmente en dos ramas (ramas estilares) que presentan papilas estigmáticas en su cara adaxial dispuestas en dos líneas separadas o bien, en una sola banda continua.

### Inflorescencia

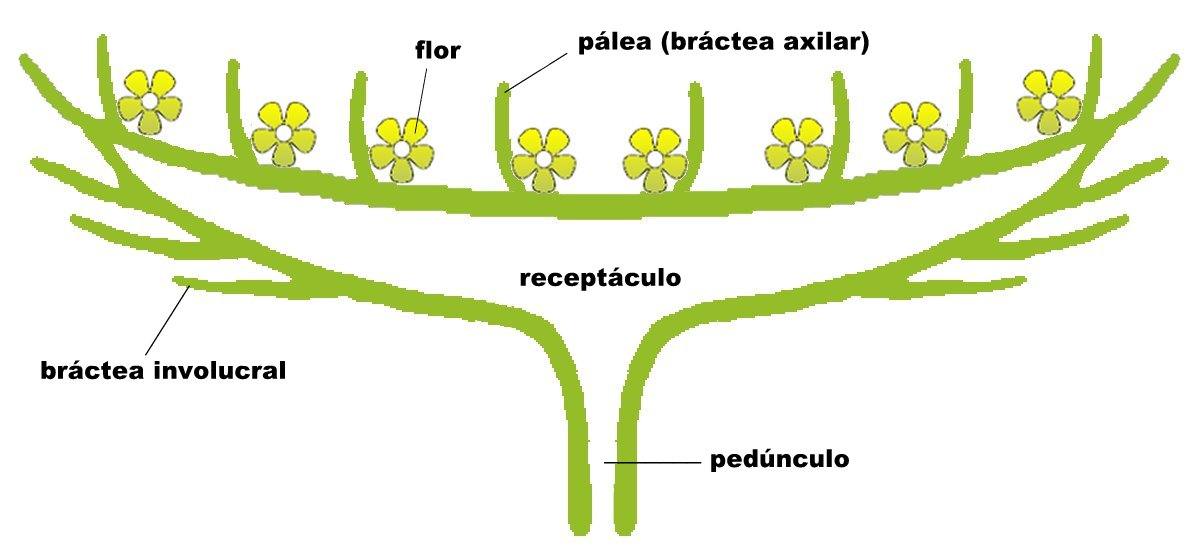
Esquema de una inflorescencia en capítulo.

El capítulo es un tipo de inflorescencia racimosa o abierta en la que el pedúnculo se ensancha en la extremidad formando un disco algo grueso, llamado receptáculo común o clinanto, que puede ser plano, cóncavo, convexo o cónico. Este receptáculo común se halla rodeado por una o más series de brácteas, comúnmente referidas como brácteas involucrales y que constituían el involucro. Sobre este órgano se disponen las flores sésiles acompañadas o no por sus correspondientes brácteas (generalmente descritas como brácteas, pelos o escamas axilantes y que de hecho son asimilables a las bracteolas de, por ejemplo, las umbelliferae). Es la inflorescencia típica de las compuestas y de algunos otros géneros como Scabiosa.
Los capítulos pueden tener solo flores tubulosas, pueden tener flores tubulosas en el centro y bilabiadas hacia afuera, las últimas femeninas o estériles y las primeras masculinas o bisexuales, o pueden tener solo flores liguladas, con los lóbulos de la corola valvados. Si tienen solo flores tubulosas, estas pueden ser todas bisexuales, o puede ser una mezcla de flores femeninas estériles con bisexuales estaminadas, en el mismo capítulo o en capítulos diferentes.
Los capítulos, a su vez, pueden agruparse en inflorescencias compuestas diversas, determinadas, terminales o axilares.

### Fruto

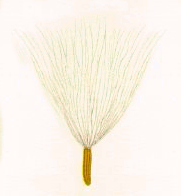
Detalle de una cipsela. Obsérvese el papus o vilano que permitirá la diseminación del fruto con el viento.

Usualmente, el fruto de las compuestas se describe como un aquenio debido a su parecido con los aquenios verdaderos. No obstante, por definición los aquenios son frutos secos, uniseminados, derivados de ovarios unicapelares y súperos. Los ovarios de las compuestas, por el contrario, son bicarpelares e ínferos. Por esa razón los frutos de las compuestas se describen correctamente como cipselas, un término acuñado por C. de Mirbel en 1815. La morfología de un ovario de compuesta durante la floración es marcadamente diferente de la morfología del fruto maduro que deriva de tal ovario. Las formas de las cipselas han sido utilizadas por los taxónomos para distinguir especies, géneros e incluso subtribus. En la mayoría de las especies de la familia las cipselas son más o menos isodiamétricas en sección transversal, mientras que en algunas especies es lenticular a elíptica. Tales frutos se dicen comprimidos si el eje mayor de la sección transversal es más o menos paralelo a un radio del capítulo (como por ejemplo en Verbesina) o aplanados radialmente si el eje menor de la sección transversal del fruto es paralelo a un radio del capítulo (como en el caso de Coreopsis).
Como se mencionó previamente, el cáliz en las compuestas se halla modificado y, además, es persistente en el fruto (se dice que es acrescente) y recibe la denominación de papus o vilano. Este órgano muestra una gran diversidad morfológica (aristas, pelos, coronas, brácteas, etc.) y es frecuentemente usado como carácter diagnóstico para el reconocimiento de géneros y especies de compuestas. En algunos taxones se forma un pico elongado entre el fruto y el papus.
La semilla es exalbuminada y el endosperma es escaso o inexistente.

### Fitoquímica
Las compuestas almacenan carbohidratos como oligosacáridos, incluyendo a la inulina. Usualmente en las especies de la familia están presentes los poliacetilenos y los aceites aromáticos terpenoides. Frecuentemente se presentan lactonas sesquiterpénicas (no obstante, sin iridoides).

### Números cromosómicos
Las especies de la familia presentan números cromosómicos básicos desde x=2 hasta x=19. Se supone que el número básico de la familia es x=9.
Brachicome lineariloba es un efimerófito nativo de Australia que, con solo 4 cromosomas de 6 a 8 µm de longitud en sus células somáticas, es la compuesta con el menor número cromosómico conocido.

### Modos de reproducción

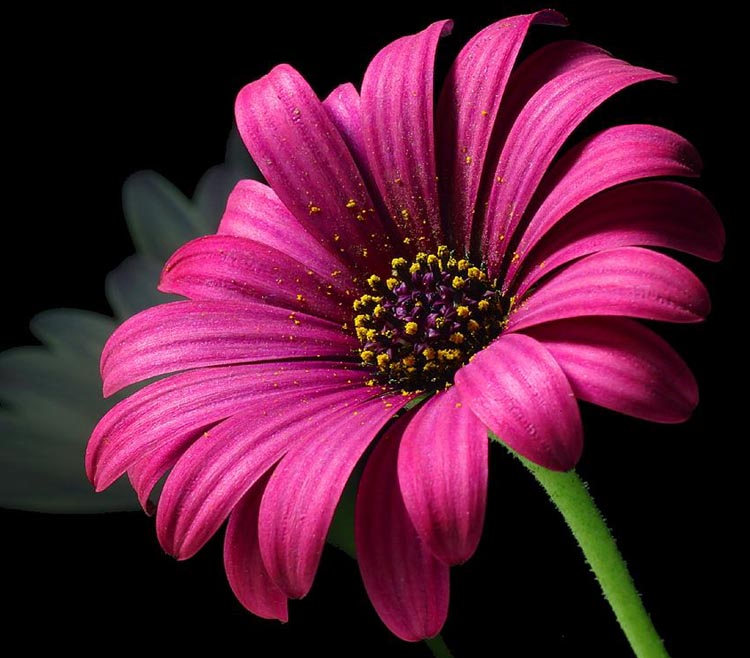
Flores tubulosas, hermafroditas, liberando el polen en una Compuesta.

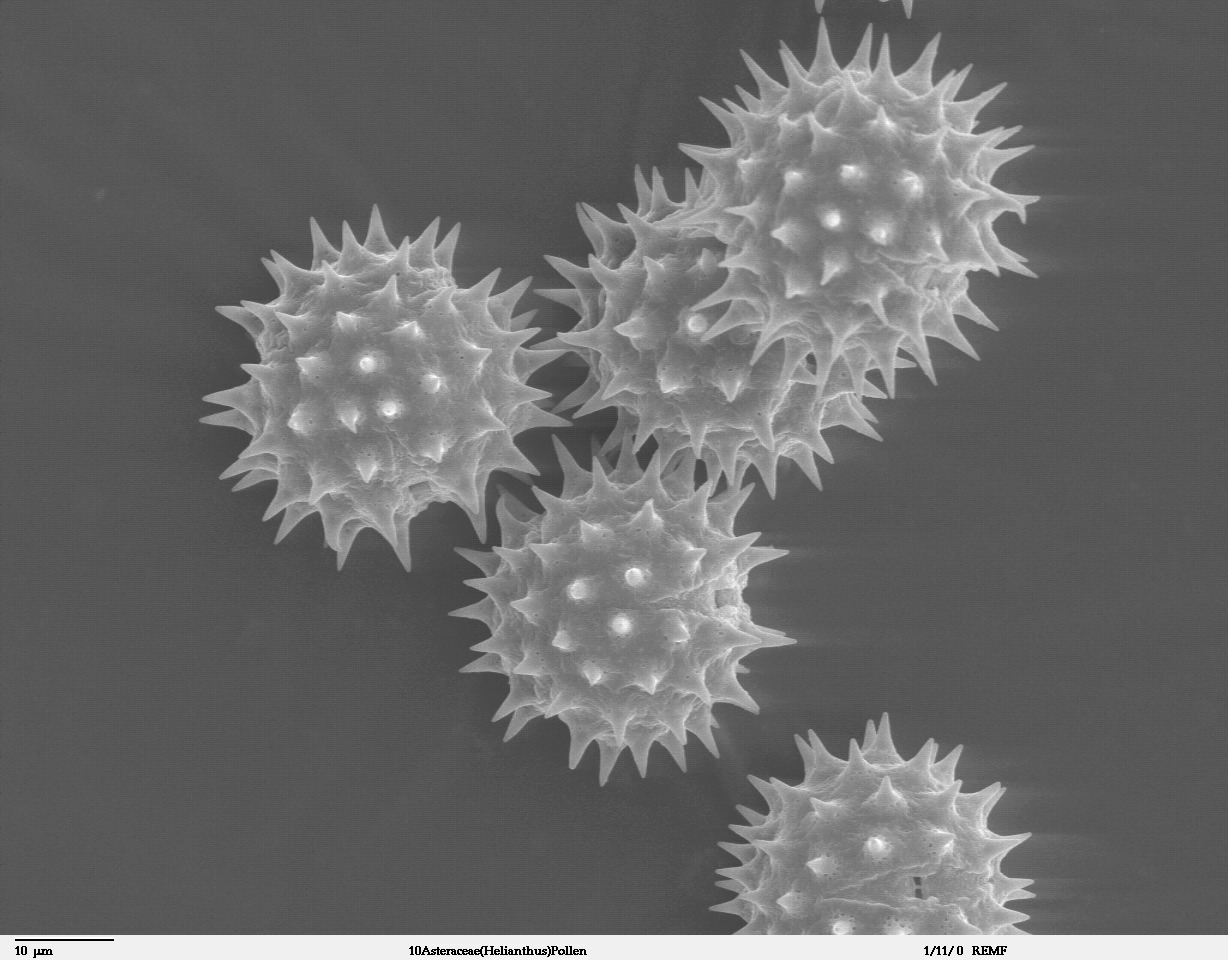
Los granos de polen de las compuestas son espinosos. Esto facilita su adherencia a los insectos que llevan a cabo la polinización. En la imagen se muestran los granos de polen de girasol (Helianthus annuus).

La diversidad de modos de reproducción de las compuestas solo tiene paralelo con su heterogeneidad morfológica. Existen especies dioicas (o sea, con plantas femeninas y plantas masculinas, como por ejemplo Baccharis articulata) y otras en las cuales coexisten individuos unisexuales con hermafroditas en la misma población (Bidens sandvicensis, por ejemplo). No obstante, la mayoría de las compuestas son hermafroditas, es decir que los dos sexos se presentan en la misma flor. Estas especies hermafroditas, a su vez, pueden ser autógamas o alógamas, según puedan o no producir semillas por autofecundación, respectivamente. En el caso de las compuestas alógamas, se ha determinado que la autopolinización se evita debido a un mecanismo de autoincompatibilidad particular llamado autoincompatibilidad esporofítica homomórfica. Las particularidades del mismo son que la reacción de incompatibilidad entre el polen y el pistilo está gobernada por el genotipo de la planta que da origen a los granos de polen (es decir, por el esporófito) y no por el genotipo de cada grano de polen individual. En este sistema de autoincompatibilidad, determinado por un único gen llamado S, la detención del crecimiento de los tubos polínicos ocurre en el estigma, apenas se inicia su germinación.
Un modo de reproducción bastante distribuido en esta familia es la apomixis. La apomixis se define como la reproducción asexual a través de semillas. En este sistema reproductivo los embriones se desarrollan por mitosis a partir de una oósfera no reducida sin que tenga lugar la fecundación. En otras palabras, cada embrión producido es genéticamente idéntico a la planta madre. La apomixis se halla ampliamente distribuida en ciertas familias de plantas, tales como las Poáceas, las Rosáceas y las Compuestas. En estas últimas la apomixis es un tipo de reproducción obligada en muchas especies, mientras que en las otras dos familias la apomixis y la reproducción sexual pueden tener lugar, lado a lado, en el mismo individuo (apomixis facultativa).
La reproducción apomíctica se ha detectado en varios géneros de compuestas, tales como Achillea, Crepis, Hieracium, Taraxacum,  Conyza,  Eupatorium,
 Erigeron, Brachycome, Parthenium y Árnica.
Buena parte de las especies apomícticas de las compuestas son estériles debido a autopoliploidía (las especies triploides Taraxacum officinale y  Erigeron annuus, por ejemplo) y a hibridación interespecífica (tal es el caso de Arnica gracilis, una especie híbrida entre A. latifolia y A. cordifolia). Los híbridos interespecíficos frecuentemente presentan problemas de segregación cromosómica durante la meiosis debido a un inadecuado apareamiento cromosómico. Debido a esto son altamente estériles. La ventaja selectiva de la reproducción apomíctica se hace evidente considerando que en estos individuos, de otro modo estériles, se asegura su reproducción y dispersión por medio de semillas. Desde un punto de vista ecológico, las especies apomícticas se distribuyen frecuentemente en hábitats disturbados y son muy exitosos colonizadores, ya que no dependen de la presencia de individuos de la misma especie en las inmediaciones para dejar descendencia.
La genética de la apomixis en las compuestas ha sido investigada por lo menos para la especie triploide Erigeron annuus, y se halla determinada por dos genes con segregación independiente.

## Ecología
La familia es cosmopolita, sus especies habitan desde zonas frías hasta los trópicos, pasando por las zonas templadas y subtropicales. Son especialmente frecuentes en número de especies o número de individuos en las regiones áridas o semiáridas abiertas y las regiones montañosas, de latitudes subtropicales o templadas.
Las pequeñas flores de Asteraceae no son fáciles de ver, los capítulos usualmente funcionan como (y de golpe de vista hasta pueden parecer) una única flor. En los capítulos con flores tubulosas en el centro y bilabiadas hacia afuera, las flores bilabiadas son las que atraen a los polinizadores y las tubulosas maduran centrípetamente. Los polinizadores usualmente aterrizan en las flores bilabiadas y depositan el polen de otras plantas en los estigmas de las flores tubulosas marginales, más antiguas. Los filamentos de muchas Asteraceae responden al tacto contrayéndose abruptamente forzando el polen a salir hacia el cuerpo del polinizador. El color de la corola es variable. Las inflorescencias de las compuestas generalmente se entrecruzan y atraen una amplia variedad de polinizadores generalistas (como por ejemplo, mariposas, abejas, moscas y escarabajos), pero la polinización por abejas solitarias es especialmente común. Algunos géneros tienen flores reducidas que son polinizadas por el viento (anemofilia, como Ambrosia y Baccharis), y algunos tienen capítulos reducidos a una única flor, pero estos capítulos reducidos son después agregados en cabezas compuestas (como en Echinops).
Los frutos de la mayoría de los miembros de Asteraceae son dispersados por viento, con el papus funcionando como un paracaídas. El fruto aplanado y muchas veces alado ayuda a la dispersión por viento. El transporte externo sobre pájaros o mamíferos es facilitado por modificaciones del papus como las cerdas con barbas retrorsas, crecimientos del fruto como ganchos o espinas, o brácteas involucrales especializadas.

## Evolución, filogenia y taxonomía

### Evolución
Las astéridas y las campanúlidas basales aparentemente se originaron en el período cretácico temprano, y las asterales en el cretácico tardío. Se ha hipotetizado un origen en el cretácico tardío para Asterales en Gondwana oriental (Australasia) con una expansión posterior hacia Gondwana occidental (América del Sur y Antártida), donde se habrían originado las asteráceas antes de la separación de América y Antártida.
Por otro lado, se ha sostenido que la estrecha relación existente entre las asteráceas con las familias Goodeniaceae y Calyceraceae, además de la posición basal de la subfamilia de compuestas Barnadesioideae, indican que el complejo se ha originado en Sudamérica, Antártida y Australia.
Los datos del polen fósil parecen indicar un origen sudamericano de las Asteráceas en el Eoceno, con una migración posterior hacia Norteamérica en el Eoceno tardío o en el Oligoceno. No obstante, recientemente se informó el hallazgo de polen de Asteraceae (asignable a Mutisioideae) del Paleoceno-Eoceno de Sudáfrica, lo que indicaría un origen más temprano de la familia en Gondwana oriental.

### Filogenia

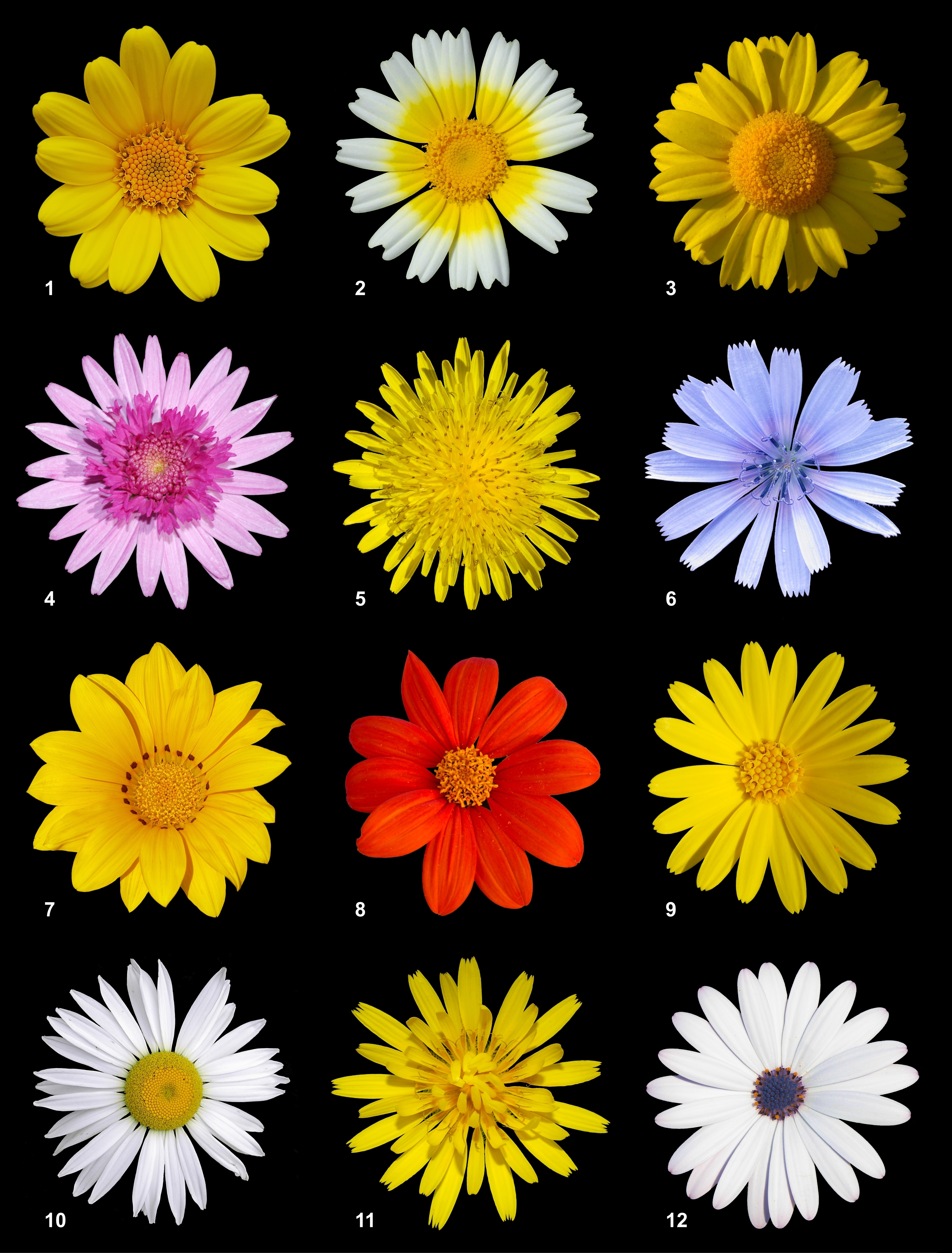
Diversidad de capítulos en las compuestas. 1.- Anthemis tinctoria (Asteroideae), 2.- Glebionis coronarium (Asteroideae), 3.-
Coleostephus myconis (Asteroideae), 4.- Glebionis sp. (Asteroideae), 5.- Sonchus oleraceus (Cichoireideae), 6.- Cichorium intybus (Cichoireideae), 7.- Gazania rigens (Cichoireideae), 8.- Tithonia rotundifolia (Asteroideae), 9.- Calendula arvensis (Asteroideae), 10.- Leucanthemum vulgare (Asteroideae), 11.- Hieracium lachenalli (Cichoireideae), 12.- Osteospermum ecklonis (Asteroideae).

Asteraceae ha sido el foco de numerosos análisis filogenéticos.
Las asteráceas forman un grupo monofilético bastante obvio y fácilmente reconocible. Las sinapomorfías tanto morfológicas como moleculares son numerosas.
La familia está dividida en numerosas tribus que, hasta hace poco tiempo, se ordenaban en 3 subfamilias (K.Bremer 1987, 1994, Bremer y Jansen 1992).
Barnadesioideae, un pequeño grupo sudamericano comprendido principalmente por árboles y arbustos, es hermano del resto de la familia (Jansen y Palmer 1987). A este grupo le falta la inversión de ADN del cloroplasto que caracteriza al resto de las especies de la familia (Jensen y Palmer 1987). El resto de las tribus están divididas en mitades más o menos iguales entre las "Cichorioideae" y las "Asteroideae" (K. Bremer 1987, 1994, Carlquist 1976, Thorne 1992). "Cichorioideae" es parafilética, pero las relaciones filogenéticas dentro del complejo aún no están del todo comprendidas. "Cichorioideae" se caracteriza por ramas del estilo con la superficie interna estigmática. Sus cabezas son usualmente discoides, excepto en la tribu Lactuceae, que tiene cabezas liguladas. En esta subfamilia hay canales resiníferos y laticíferos, y el sistema de látex está especialmente bien desarrollado en Lactuceae. Lactuceae es bastante diferente del resto y a veces ha sido ubicado en su propia subfamilia (Cronquist 1955, 1977, 1981), pero está cercanamente emparentado a Vernonieae. Las monofiléticas Asteroideae pueden ser diagnosticadas por tener el tejido estigmático restringido a 2 líneas en cada rama del estilo, la falta de laticíferos, la presencia de flores bilabiadas (y cabezas de flores bilabiadas, aunque perdidas en algunos géneros), las flores tubulosas con lóbulos cortos (pero secundariamente alargados en algunas), y caracteres de ADN.
La familia ha sido clasificada recientemente en al menos 11 subfamilias (Panero y Funk 2002). Se añadió después una subfamilia más: Wunderlichioideae, con 8 géneros y 24 especies en Suramérica y China.
|   | Corymbioideae: (Corymbium).                 |
|   |                                             |
| • | \| \| Asteroideae: Cosmopolita. \| \| \| \| |
|   | \| \| Asteroideae: Cosmopolita. \| \| \| \| |
|   | Asteroideae: Cosmopolita.                   |
|   |                                             |

|  | Asteroideae: Cosmopolita. |
|  |                           |

|   | Corymbioideae: (Corymbium).                 |
|   |                                             |
| • | \| \| Asteroideae: Cosmopolita. \| \| \| \| |
|   | \| \| Asteroideae: Cosmopolita. \| \| \| \| |
|   | Asteroideae: Cosmopolita.                   |
|   |                                             |

|  | Asteroideae: Cosmopolita. |
|  |                           |

|   | Corymbioideae: (Corymbium).                 |
|   |                                             |
| • | \| \| Asteroideae: Cosmopolita. \| \| \| \| |
|   | \| \| Asteroideae: Cosmopolita. \| \| \| \| |
|   | Asteroideae: Cosmopolita.                   |
|   |                                             |

|  | Asteroideae: Cosmopolita. |
|  |                           |

|   | Corymbioideae: (Corymbium).                 |
|   |                                             |
| • | \| \| Asteroideae: Cosmopolita. \| \| \| \| |
|   | \| \| Asteroideae: Cosmopolita. \| \| \| \| |
|   | Asteroideae: Cosmopolita.                   |
|   |                                             |

|  | Asteroideae: Cosmopolita. |
|  |                           |

|   | Corymbioideae: (Corymbium).                 |
|   |                                             |
| • | \| \| Asteroideae: Cosmopolita. \| \| \| \| |
|   | \| \| Asteroideae: Cosmopolita. \| \| \| \| |
|   | Asteroideae: Cosmopolita.                   |
|   |                                             |

|  | Asteroideae: Cosmopolita. |
|  |                           |

|   | Corymbioideae: (Corymbium).                 |
|   |                                             |
| • | \| \| Asteroideae: Cosmopolita. \| \| \| \| |
|   | \| \| Asteroideae: Cosmopolita. \| \| \| \| |
|   | Asteroideae: Cosmopolita.                   |
|   |                                             |

|  | Asteroideae: Cosmopolita. |
|  |                           |

|   | Corymbioideae: (Corymbium).                 |
|   |                                             |
| • | \| \| Asteroideae: Cosmopolita. \| \| \| \| |
|   | \| \| Asteroideae: Cosmopolita. \| \| \| \| |
|   | Asteroideae: Cosmopolita.                   |
|   |                                             |

|  | Asteroideae: Cosmopolita. |
|  |                           |

|   | Corymbioideae: (Corymbium).                 |
|   |                                             |
| • | \| \| Asteroideae: Cosmopolita. \| \| \| \| |
|   | \| \| Asteroideae: Cosmopolita. \| \| \| \| |
|   | Asteroideae: Cosmopolita.                   |
|   |                                             |

|  | Asteroideae: Cosmopolita. |
|  |                           |

|   | Corymbioideae: (Corymbium).                 |
|   |                                             |
| • | \| \| Asteroideae: Cosmopolita. \| \| \| \| |
|   | \| \| Asteroideae: Cosmopolita. \| \| \| \| |
|   | Asteroideae: Cosmopolita.                   |
|   |                                             |

|  | Asteroideae: Cosmopolita. |
|  |                           |

|   | Corymbioideae: (Corymbium).                 |
|   |                                             |
| • | \| \| Asteroideae: Cosmopolita. \| \| \| \| |
|   | \| \| Asteroideae: Cosmopolita. \| \| \| \| |
|   | Asteroideae: Cosmopolita.                   |
|   |                                             |

|  | Asteroideae: Cosmopolita. |
|  |                           |

|   | Corymbioideae: (Corymbium).                 |
|   |                                             |
| • | \| \| Asteroideae: Cosmopolita. \| \| \| \| |
|   | \| \| Asteroideae: Cosmopolita. \| \| \| \| |
|   | Asteroideae: Cosmopolita.                   |
|   |                                             |

|  | Asteroideae: Cosmopolita. |
|  |                           |

|   | Corymbioideae: (Corymbium).                 |
|   |                                             |
| • | \| \| Asteroideae: Cosmopolita. \| \| \| \| |
|   | \| \| Asteroideae: Cosmopolita. \| \| \| \| |
|   | Asteroideae: Cosmopolita.                   |
|   |                                             |

|  | Asteroideae: Cosmopolita. |
|  |                           |

|   | Corymbioideae: (Corymbium).                 |
|   |                                             |
| • | \| \| Asteroideae: Cosmopolita. \| \| \| \| |
|   | \| \| Asteroideae: Cosmopolita. \| \| \| \| |
|   | Asteroideae: Cosmopolita.                   |
|   |                                             |

|  | Asteroideae: Cosmopolita. |
|  |                           |

|   | Corymbioideae: (Corymbium).                 |
|   |                                             |
| • | \| \| Asteroideae: Cosmopolita. \| \| \| \| |
|   | \| \| Asteroideae: Cosmopolita. \| \| \| \| |
|   | Asteroideae: Cosmopolita.                   |
|   |                                             |

|  | Asteroideae: Cosmopolita. |
|  |                           |

|   | Corymbioideae: (Corymbium).                 |
|   |                                             |
| • | \| \| Asteroideae: Cosmopolita. \| \| \| \| |
|   | \| \| Asteroideae: Cosmopolita. \| \| \| \| |
|   | Asteroideae: Cosmopolita.                   |
|   |                                             |

|  | Asteroideae: Cosmopolita. |
|  |                           |

|   | Corymbioideae: (Corymbium).                 |
|   |                                             |
| • | \| \| Asteroideae: Cosmopolita. \| \| \| \| |
|   | \| \| Asteroideae: Cosmopolita. \| \| \| \| |
|   | Asteroideae: Cosmopolita.                   |
|   |                                             |

|  | Asteroideae: Cosmopolita. |
|  |                           |

|   | Corymbioideae: (Corymbium).                 |
|   |                                             |
| • | \| \| Asteroideae: Cosmopolita. \| \| \| \| |
|   | \| \| Asteroideae: Cosmopolita. \| \| \| \| |
|   | Asteroideae: Cosmopolita.                   |
|   |                                             |

|  | Asteroideae: Cosmopolita. |
|  |                           |

|   | Corymbioideae: (Corymbium).                 |
|   |                                             |
| • | \| \| Asteroideae: Cosmopolita. \| \| \| \| |
|   | \| \| Asteroideae: Cosmopolita. \| \| \| \| |
|   | Asteroideae: Cosmopolita.                   |
|   |                                             |

|  | Asteroideae: Cosmopolita. |
|  |                           |

|   | Corymbioideae: (Corymbium).                 |
|   |                                             |
| • | \| \| Asteroideae: Cosmopolita. \| \| \| \| |
|   | \| \| Asteroideae: Cosmopolita. \| \| \| \| |
|   | Asteroideae: Cosmopolita.                   |
|   |                                             |

|  | Asteroideae: Cosmopolita. |
|  |                           |

|   | Corymbioideae: (Corymbium).                 |
|   |                                             |
| • | \| \| Asteroideae: Cosmopolita. \| \| \| \| |
|   | \| \| Asteroideae: Cosmopolita. \| \| \| \| |
|   | Asteroideae: Cosmopolita.                   |
|   |                                             |

|  | Asteroideae: Cosmopolita. |
|  |                           |

|   | Corymbioideae: (Corymbium).                 |
|   |                                             |
| • | \| \| Asteroideae: Cosmopolita. \| \| \| \| |
|   | \| \| Asteroideae: Cosmopolita. \| \| \| \| |
|   | Asteroideae: Cosmopolita.                   |
|   |                                             |

|  | Asteroideae: Cosmopolita. |
|  |                           |

|   | Corymbioideae: (Corymbium).                 |
|   |                                             |
| • | \| \| Asteroideae: Cosmopolita. \| \| \| \| |
|   | \| \| Asteroideae: Cosmopolita. \| \| \| \| |
|   | Asteroideae: Cosmopolita.                   |
|   |                                             |

|  | Asteroideae: Cosmopolita. |
|  |                           |

|   | Corymbioideae: (Corymbium).                 |
|   |                                             |
| • | \| \| Asteroideae: Cosmopolita. \| \| \| \| |
|   | \| \| Asteroideae: Cosmopolita. \| \| \| \| |
|   | Asteroideae: Cosmopolita.                   |
|   |                                             |

|  | Asteroideae: Cosmopolita. |
|  |                           |

|   | Corymbioideae: (Corymbium).                 |
|   |                                             |
| • | \| \| Asteroideae: Cosmopolita. \| \| \| \| |
|   | \| \| Asteroideae: Cosmopolita. \| \| \| \| |
|   | Asteroideae: Cosmopolita.                   |
|   |                                             |

|  | Asteroideae: Cosmopolita. |
|  |                           |

|   | Corymbioideae: (Corymbium).                 |
|   |                                             |
| • | \| \| Asteroideae: Cosmopolita. \| \| \| \| |
|   | \| \| Asteroideae: Cosmopolita. \| \| \| \| |
|   | Asteroideae: Cosmopolita.                   |
|   |                                             |

|  | Asteroideae: Cosmopolita. |
|  |                           |

|   | Corymbioideae: (Corymbium).                 |
|   |                                             |
| • | \| \| Asteroideae: Cosmopolita. \| \| \| \| |
|   | \| \| Asteroideae: Cosmopolita. \| \| \| \| |
|   | Asteroideae: Cosmopolita.                   |
|   |                                             |

|  | Asteroideae: Cosmopolita. |
|  |                           |

|   | Corymbioideae: (Corymbium).                 |
|   |                                             |
| • | \| \| Asteroideae: Cosmopolita. \| \| \| \| |
|   | \| \| Asteroideae: Cosmopolita. \| \| \| \| |
|   | Asteroideae: Cosmopolita.                   |
|   |                                             |

|  | Asteroideae: Cosmopolita. |
|  |                           |

|   | Corymbioideae: (Corymbium).                 |
|   |                                             |
| • | \| \| Asteroideae: Cosmopolita. \| \| \| \| |
|   | \| \| Asteroideae: Cosmopolita. \| \| \| \| |
|   | Asteroideae: Cosmopolita.                   |
|   |                                             |

|  | Asteroideae: Cosmopolita. |
|  |                           |

|   | Corymbioideae: (Corymbium).                 |
|   |                                             |
| • | \| \| Asteroideae: Cosmopolita. \| \| \| \| |
|   | \| \| Asteroideae: Cosmopolita. \| \| \| \| |
|   | Asteroideae: Cosmopolita.                   |
|   |                                             |

|  | Asteroideae: Cosmopolita. |
|  |                           |

|   | Corymbioideae: (Corymbium).                 |
|   |                                             |
| • | \| \| Asteroideae: Cosmopolita. \| \| \| \| |
|   | \| \| Asteroideae: Cosmopolita. \| \| \| \| |
|   | Asteroideae: Cosmopolita.                   |
|   |                                             |

|  | Asteroideae: Cosmopolita. |
|  |                           |

|   | Corymbioideae: (Corymbium).                 |
|   |                                             |
| • | \| \| Asteroideae: Cosmopolita. \| \| \| \| |
|   | \| \| Asteroideae: Cosmopolita. \| \| \| \| |
|   | Asteroideae: Cosmopolita.                   |
|   |                                             |

|  | Asteroideae: Cosmopolita. |
|  |                           |

|   | Corymbioideae: (Corymbium).                 |
|   |                                             |
| • | \| \| Asteroideae: Cosmopolita. \| \| \| \| |
|   | \| \| Asteroideae: Cosmopolita. \| \| \| \| |
|   | Asteroideae: Cosmopolita.                   |
|   |                                             |

|  | Asteroideae: Cosmopolita. |
|  |                           |

|   | Corymbioideae: (Corymbium).                 |
|   |                                             |
| • | \| \| Asteroideae: Cosmopolita. \| \| \| \| |
|   | \| \| Asteroideae: Cosmopolita. \| \| \| \| |
|   | Asteroideae: Cosmopolita.                   |
|   |                                             |

|  | Asteroideae: Cosmopolita. |
|  |                           |

|   | Corymbioideae: (Corymbium).                 |
|   |                                             |
| • | \| \| Asteroideae: Cosmopolita. \| \| \| \| |
|   | \| \| Asteroideae: Cosmopolita. \| \| \| \| |
|   | Asteroideae: Cosmopolita.                   |
|   |                                             |

|  | Asteroideae: Cosmopolita. |
|  |                           |

|   | Corymbioideae: (Corymbium).                 |
|   |                                             |
| • | \| \| Asteroideae: Cosmopolita. \| \| \| \| |
|   | \| \| Asteroideae: Cosmopolita. \| \| \| \| |
|   | Asteroideae: Cosmopolita.                   |
|   |                                             |

|  | Asteroideae: Cosmopolita. |
|  |                           |

|   | Corymbioideae: (Corymbium).                 |
|   |                                             |
| • | \| \| Asteroideae: Cosmopolita. \| \| \| \| |
|   | \| \| Asteroideae: Cosmopolita. \| \| \| \| |
|   | Asteroideae: Cosmopolita.                   |
|   |                                             |

|  | Asteroideae: Cosmopolita. |
|  |                           |

|   | Corymbioideae: (Corymbium).                 |
|   |                                             |
| • | \| \| Asteroideae: Cosmopolita. \| \| \| \| |
|   | \| \| Asteroideae: Cosmopolita. \| \| \| \| |
|   | Asteroideae: Cosmopolita.                   |
|   |                                             |

|  | Asteroideae: Cosmopolita. |
|  |                           |

|   | Corymbioideae: (Corymbium).                 |
|   |                                             |
| • | \| \| Asteroideae: Cosmopolita. \| \| \| \| |
|   | \| \| Asteroideae: Cosmopolita. \| \| \| \| |
|   | Asteroideae: Cosmopolita.                   |
|   |                                             |

|  | Asteroideae: Cosmopolita. |
|  |                           |

|   | Corymbioideae: (Corymbium).                 |
|   |                                             |
| • | \| \| Asteroideae: Cosmopolita. \| \| \| \| |
|   | \| \| Asteroideae: Cosmopolita. \| \| \| \| |
|   | Asteroideae: Cosmopolita.                   |
|   |                                             |

|  | Asteroideae: Cosmopolita. |
|  |                           |

|   | Corymbioideae: (Corymbium).                 |
|   |                                             |
| • | \| \| Asteroideae: Cosmopolita. \| \| \| \| |
|   | \| \| Asteroideae: Cosmopolita. \| \| \| \| |
|   | Asteroideae: Cosmopolita.                   |
|   |                                             |

|  | Asteroideae: Cosmopolita. |
|  |                           |

|   | Corymbioideae: (Corymbium).                 |
|   |                                             |
| • | \| \| Asteroideae: Cosmopolita. \| \| \| \| |
|   | \| \| Asteroideae: Cosmopolita. \| \| \| \| |
|   | Asteroideae: Cosmopolita.                   |
|   |                                             |

|  | Asteroideae: Cosmopolita. |
|  |                           |

|   | Corymbioideae: (Corymbium).                 |
|   |                                             |
| • | \| \| Asteroideae: Cosmopolita. \| \| \| \| |
|   | \| \| Asteroideae: Cosmopolita. \| \| \| \| |
|   | Asteroideae: Cosmopolita.                   |
|   |                                             |

|  | Asteroideae: Cosmopolita. |
|  |                           |

|   | Corymbioideae: (Corymbium).                 |
|   |                                             |
| • | \| \| Asteroideae: Cosmopolita. \| \| \| \| |
|   | \| \| Asteroideae: Cosmopolita. \| \| \| \| |
|   | Asteroideae: Cosmopolita.                   |
|   |                                             |

|  | Asteroideae: Cosmopolita. |
|  |                           |

|   | Corymbioideae: (Corymbium).                 |
|   |                                             |
| • | \| \| Asteroideae: Cosmopolita. \| \| \| \| |
|   | \| \| Asteroideae: Cosmopolita. \| \| \| \| |
|   | Asteroideae: Cosmopolita.                   |
|   |                                             |

|  | Asteroideae: Cosmopolita. |
|  |                           |

|   | Corymbioideae: (Corymbium).                 |
|   |                                             |
| • | \| \| Asteroideae: Cosmopolita. \| \| \| \| |
|   | \| \| Asteroideae: Cosmopolita. \| \| \| \| |
|   | Asteroideae: Cosmopolita.                   |
|   |                                             |

|  | Asteroideae: Cosmopolita. |
|  |                           |

|   | Corymbioideae: (Corymbium).                 |
|   |                                             |
| • | \| \| Asteroideae: Cosmopolita. \| \| \| \| |
|   | \| \| Asteroideae: Cosmopolita. \| \| \| \| |
|   | Asteroideae: Cosmopolita.                   |
|   |                                             |

|  | Asteroideae: Cosmopolita. |
|  |                           |

|   | Corymbioideae: (Corymbium).                 |
|   |                                             |
| • | \| \| Asteroideae: Cosmopolita. \| \| \| \| |
|   | \| \| Asteroideae: Cosmopolita. \| \| \| \| |
|   | Asteroideae: Cosmopolita.                   |
|   |                                             |

|  | Asteroideae: Cosmopolita. |
|  |                           |

|   | Corymbioideae: (Corymbium).                 |
|   |                                             |
| • | \| \| Asteroideae: Cosmopolita. \| \| \| \| |
|   | \| \| Asteroideae: Cosmopolita. \| \| \| \| |
|   | Asteroideae: Cosmopolita.                   |
|   |                                             |

|  | Asteroideae: Cosmopolita. |
|  |                           |

|   | Corymbioideae: (Corymbium).                 |
|   |                                             |
| • | \| \| Asteroideae: Cosmopolita. \| \| \| \| |
|   | \| \| Asteroideae: Cosmopolita. \| \| \| \| |
|   | Asteroideae: Cosmopolita.                   |
|   |                                             |

|  | Asteroideae: Cosmopolita. |
|  |                           |

|   | Corymbioideae: (Corymbium).                 |
|   |                                             |
| • | \| \| Asteroideae: Cosmopolita. \| \| \| \| |
|   | \| \| Asteroideae: Cosmopolita. \| \| \| \| |
|   | Asteroideae: Cosmopolita.                   |
|   |                                             |

|  | Asteroideae: Cosmopolita. |
|  |                           |

|   | Corymbioideae: (Corymbium).                 |
|   |                                             |
| • | \| \| Asteroideae: Cosmopolita. \| \| \| \| |
|   | \| \| Asteroideae: Cosmopolita. \| \| \| \| |
|   | Asteroideae: Cosmopolita.                   |
|   |                                             |

|  | Asteroideae: Cosmopolita. |
|  |                           |

|   | Corymbioideae: (Corymbium).                 |
|   |                                             |
| • | \| \| Asteroideae: Cosmopolita. \| \| \| \| |
|   | \| \| Asteroideae: Cosmopolita. \| \| \| \| |
|   | Asteroideae: Cosmopolita.                   |
|   |                                             |

|  | Asteroideae: Cosmopolita. |
|  |                           |

|   | Corymbioideae: (Corymbium).                 |
|   |                                             |
| • | \| \| Asteroideae: Cosmopolita. \| \| \| \| |
|   | \| \| Asteroideae: Cosmopolita. \| \| \| \| |
|   | Asteroideae: Cosmopolita.                   |
|   |                                             |

|  | Asteroideae: Cosmopolita. |
|  |                           |

|   | Corymbioideae: (Corymbium).                 |
|   |                                             |
| • | \| \| Asteroideae: Cosmopolita. \| \| \| \| |
|   | \| \| Asteroideae: Cosmopolita. \| \| \| \| |
|   | Asteroideae: Cosmopolita.                   |
|   |                                             |

|  | Asteroideae: Cosmopolita. |
|  |                           |

|   | Corymbioideae: (Corymbium).                 |
|   |                                             |
| • | \| \| Asteroideae: Cosmopolita. \| \| \| \| |
|   | \| \| Asteroideae: Cosmopolita. \| \| \| \| |
|   | Asteroideae: Cosmopolita.                   |
|   |                                             |

|  | Asteroideae: Cosmopolita. |
|  |                           |

|   | Corymbioideae: (Corymbium).                 |
|   |                                             |
| • | \| \| Asteroideae: Cosmopolita. \| \| \| \| |
|   | \| \| Asteroideae: Cosmopolita. \| \| \| \| |
|   | Asteroideae: Cosmopolita.                   |
|   |                                             |

|  | Asteroideae: Cosmopolita. |
|  |                           |

|   | Corymbioideae: (Corymbium).                 |
|   |                                             |
| • | \| \| Asteroideae: Cosmopolita. \| \| \| \| |
|   | \| \| Asteroideae: Cosmopolita. \| \| \| \| |
|   | Asteroideae: Cosmopolita.                   |
|   |                                             |

|  | Asteroideae: Cosmopolita. |
|  |                           |

|   | Corymbioideae: (Corymbium).                 |
|   |                                             |
| • | \| \| Asteroideae: Cosmopolita. \| \| \| \| |
|   | \| \| Asteroideae: Cosmopolita. \| \| \| \| |
|   | Asteroideae: Cosmopolita.                   |
|   |                                             |

|  | Asteroideae: Cosmopolita. |
|  |                           |

|   | Corymbioideae: (Corymbium).                 |
|   |                                             |
| • | \| \| Asteroideae: Cosmopolita. \| \| \| \| |
|   | \| \| Asteroideae: Cosmopolita. \| \| \| \| |
|   | Asteroideae: Cosmopolita.                   |
|   |                                             |

|  | Asteroideae: Cosmopolita. |
|  |                           |

|   | Corymbioideae: (Corymbium).                 |
|   |                                             |
| • | \| \| Asteroideae: Cosmopolita. \| \| \| \| |
|   | \| \| Asteroideae: Cosmopolita. \| \| \| \| |
|   | Asteroideae: Cosmopolita.                   |
|   |                                             |

|  | Asteroideae: Cosmopolita. |
|  |                           |

|   | Corymbioideae: (Corymbium).                 |
|   |                                             |
| • | \| \| Asteroideae: Cosmopolita. \| \| \| \| |
|   | \| \| Asteroideae: Cosmopolita. \| \| \| \| |
|   | Asteroideae: Cosmopolita.                   |
|   |                                             |

|  | Asteroideae: Cosmopolita. |
|  |                           |

|   | Corymbioideae: (Corymbium).                 |
|   |                                             |
| • | \| \| Asteroideae: Cosmopolita. \| \| \| \| |
|   | \| \| Asteroideae: Cosmopolita. \| \| \| \| |
|   | Asteroideae: Cosmopolita.                   |
|   |                                             |

|  | Asteroideae: Cosmopolita. |
|  |                           |

|   | Corymbioideae: (Corymbium).                 |
|   |                                             |
| • | \| \| Asteroideae: Cosmopolita. \| \| \| \| |
|   | \| \| Asteroideae: Cosmopolita. \| \| \| \| |
|   | Asteroideae: Cosmopolita.                   |
|   |                                             |

|  | Asteroideae: Cosmopolita. |
|  |                           |

|   | Corymbioideae: (Corymbium).                 |
|   |                                             |
| • | \| \| Asteroideae: Cosmopolita. \| \| \| \| |
|   | \| \| Asteroideae: Cosmopolita. \| \| \| \| |
|   | Asteroideae: Cosmopolita.                   |
|   |                                             |

|  | Asteroideae: Cosmopolita. |
|  |                           |

|   | Corymbioideae: (Corymbium).                 |
|   |                                             |
| • | \| \| Asteroideae: Cosmopolita. \| \| \| \| |
|   | \| \| Asteroideae: Cosmopolita. \| \| \| \| |
|   | Asteroideae: Cosmopolita.                   |
|   |                                             |

|  | Asteroideae: Cosmopolita. |
|  |                           |

|   | Corymbioideae: (Corymbium).                 |
|   |                                             |
| • | \| \| Asteroideae: Cosmopolita. \| \| \| \| |
|   | \| \| Asteroideae: Cosmopolita. \| \| \| \| |
|   | Asteroideae: Cosmopolita.                   |
|   |                                             |

|  | Asteroideae: Cosmopolita. |
|  |                           |

|   | Corymbioideae: (Corymbium).                 |
|   |                                             |
| • | \| \| Asteroideae: Cosmopolita. \| \| \| \| |
|   | \| \| Asteroideae: Cosmopolita. \| \| \| \| |
|   | Asteroideae: Cosmopolita.                   |
|   |                                             |

|  | Asteroideae: Cosmopolita. |
|  |                           |

|   | Corymbioideae: (Corymbium).                 |
|   |                                             |
| • | \| \| Asteroideae: Cosmopolita. \| \| \| \| |
|   | \| \| Asteroideae: Cosmopolita. \| \| \| \| |
|   | Asteroideae: Cosmopolita.                   |
|   |                                             |

|  | Asteroideae: Cosmopolita. |
|  |                           |

|   | Corymbioideae: (Corymbium).                 |
|   |                                             |
| • | \| \| Asteroideae: Cosmopolita. \| \| \| \| |
|   | \| \| Asteroideae: Cosmopolita. \| \| \| \| |
|   | Asteroideae: Cosmopolita.                   |
|   |                                             |

|  | Asteroideae: Cosmopolita. |
|  |                           |

|   | Corymbioideae: (Corymbium).                 |
|   |                                             |
| • | \| \| Asteroideae: Cosmopolita. \| \| \| \| |
|   | \| \| Asteroideae: Cosmopolita. \| \| \| \| |
|   | Asteroideae: Cosmopolita.                   |
|   |                                             |

|  | Asteroideae: Cosmopolita. |
|  |                           |

|   | Corymbioideae: (Corymbium).                 |
|   |                                             |
| • | \| \| Asteroideae: Cosmopolita. \| \| \| \| |
|   | \| \| Asteroideae: Cosmopolita. \| \| \| \| |
|   | Asteroideae: Cosmopolita.                   |
|   |                                             |

|  | Asteroideae: Cosmopolita. |
|  |                           |

|   | Corymbioideae: (Corymbium).                 |
|   |                                             |
| • | \| \| Asteroideae: Cosmopolita. \| \| \| \| |
|   | \| \| Asteroideae: Cosmopolita. \| \| \| \| |
|   | Asteroideae: Cosmopolita.                   |
|   |                                             |

|  | Asteroideae: Cosmopolita. |
|  |                           |

|   | Corymbioideae: (Corymbium).                 |
|   |                                             |
| • | \| \| Asteroideae: Cosmopolita. \| \| \| \| |
|   | \| \| Asteroideae: Cosmopolita. \| \| \| \| |
|   | Asteroideae: Cosmopolita.                   |
|   |                                             |

|  | Asteroideae: Cosmopolita. |
|  |                           |

|   | Corymbioideae: (Corymbium).                 |
|   |                                             |
| • | \| \| Asteroideae: Cosmopolita. \| \| \| \| |
|   | \| \| Asteroideae: Cosmopolita. \| \| \| \| |
|   | Asteroideae: Cosmopolita.                   |
|   |                                             |

|  | Asteroideae: Cosmopolita. |
|  |                           |

|   | Corymbioideae: (Corymbium).                 |
|   |                                             |
| • | \| \| Asteroideae: Cosmopolita. \| \| \| \| |
|   | \| \| Asteroideae: Cosmopolita. \| \| \| \| |
|   | Asteroideae: Cosmopolita.                   |
|   |                                             |

|  | Asteroideae: Cosmopolita. |
|  |                           |

|   | Corymbioideae: (Corymbium).                 |
|   |                                             |
| • | \| \| Asteroideae: Cosmopolita. \| \| \| \| |
|   | \| \| Asteroideae: Cosmopolita. \| \| \| \| |
|   | Asteroideae: Cosmopolita.                   |
|   |                                             |

|  | Asteroideae: Cosmopolita. |
|  |                           |

|   | Corymbioideae: (Corymbium).                 |
|   |                                             |
| • | \| \| Asteroideae: Cosmopolita. \| \| \| \| |
|   | \| \| Asteroideae: Cosmopolita. \| \| \| \| |
|   | Asteroideae: Cosmopolita.                   |
|   |                                             |

|  | Asteroideae: Cosmopolita. |
|  |                           |

|   | Corymbioideae: (Corymbium).                 |
|   |                                             |
| • | \| \| Asteroideae: Cosmopolita. \| \| \| \| |
|   | \| \| Asteroideae: Cosmopolita. \| \| \| \| |
|   | Asteroideae: Cosmopolita.                   |
|   |                                             |

|  | Asteroideae: Cosmopolita. |
|  |                           |

|   | Corymbioideae: (Corymbium).                 |
|   |                                             |
| • | \| \| Asteroideae: Cosmopolita. \| \| \| \| |
|   | \| \| Asteroideae: Cosmopolita. \| \| \| \| |
|   | Asteroideae: Cosmopolita.                   |
|   |                                             |

|  | Asteroideae: Cosmopolita. |
|  |                           |

|   | Corymbioideae: (Corymbium).                 |
|   |                                             |
| • | \| \| Asteroideae: Cosmopolita. \| \| \| \| |
|   | \| \| Asteroideae: Cosmopolita. \| \| \| \| |
|   | Asteroideae: Cosmopolita.                   |
|   |                                             |

|  | Asteroideae: Cosmopolita. |
|  |                           |

|   | Corymbioideae: (Corymbium).                 |
|   |                                             |
| • | \| \| Asteroideae: Cosmopolita. \| \| \| \| |
|   | \| \| Asteroideae: Cosmopolita. \| \| \| \| |
|   | Asteroideae: Cosmopolita.                   |
|   |                                             |

|  | Asteroideae: Cosmopolita. |
|  |                           |

|   | Corymbioideae: (Corymbium).                 |
|   |                                             |
| • | \| \| Asteroideae: Cosmopolita. \| \| \| \| |
|   | \| \| Asteroideae: Cosmopolita. \| \| \| \| |
|   | Asteroideae: Cosmopolita.                   |
|   |                                             |

|  | Asteroideae: Cosmopolita. |
|  |                           |

|   | Corymbioideae: (Corymbium).                 |
|   |                                             |
| • | \| \| Asteroideae: Cosmopolita. \| \| \| \| |
|   | \| \| Asteroideae: Cosmopolita. \| \| \| \| |
|   | Asteroideae: Cosmopolita.                   |
|   |                                             |

|  | Asteroideae: Cosmopolita. |
|  |                           |

|   | Corymbioideae: (Corymbium).                 |
|   |                                             |
| • | \| \| Asteroideae: Cosmopolita. \| \| \| \| |
|   | \| \| Asteroideae: Cosmopolita. \| \| \| \| |
|   | Asteroideae: Cosmopolita.                   |
|   |                                             |

|  | Asteroideae: Cosmopolita. |
|  |                           |

|   | Corymbioideae: (Corymbium).                 |
|   |                                             |
| • | \| \| Asteroideae: Cosmopolita. \| \| \| \| |
|   | \| \| Asteroideae: Cosmopolita. \| \| \| \| |
|   | Asteroideae: Cosmopolita.                   |
|   |                                             |

|  | Asteroideae: Cosmopolita. |
|  |                           |

|   | Corymbioideae: (Corymbium).                 |
|   |                                             |
| • | \| \| Asteroideae: Cosmopolita. \| \| \| \| |
|   | \| \| Asteroideae: Cosmopolita. \| \| \| \| |
|   | Asteroideae: Cosmopolita.                   |
|   |                                             |

|  | Asteroideae: Cosmopolita. |
|  |                           |

|   | Corymbioideae: (Corymbium).                 |
|   |                                             |
| • | \| \| Asteroideae: Cosmopolita. \| \| \| \| |
|   | \| \| Asteroideae: Cosmopolita. \| \| \| \| |
|   | Asteroideae: Cosmopolita.                   |
|   |                                             |

|  | Asteroideae: Cosmopolita. |
|  |                           |

|   | Corymbioideae: (Corymbium).                 |
|   |                                             |
| • | \| \| Asteroideae: Cosmopolita. \| \| \| \| |
|   | \| \| Asteroideae: Cosmopolita. \| \| \| \| |
|   | Asteroideae: Cosmopolita.                   |
|   |                                             |

|  | Asteroideae: Cosmopolita. |
|  |                           |

|   | Corymbioideae: (Corymbium).                 |
|   |                                             |
| • | \| \| Asteroideae: Cosmopolita. \| \| \| \| |
|   | \| \| Asteroideae: Cosmopolita. \| \| \| \| |
|   | Asteroideae: Cosmopolita.                   |
|   |                                             |

|  | Asteroideae: Cosmopolita. |
|  |                           |

|   | Corymbioideae: (Corymbium).                 |
|   |                                             |
| • | \| \| Asteroideae: Cosmopolita. \| \| \| \| |
|   | \| \| Asteroideae: Cosmopolita. \| \| \| \| |
|   | Asteroideae: Cosmopolita.                   |
|   |                                             |

|  | Asteroideae: Cosmopolita. |
|  |                           |

|   | Corymbioideae: (Corymbium).                 |
|   |                                             |
| • | \| \| Asteroideae: Cosmopolita. \| \| \| \| |
|   | \| \| Asteroideae: Cosmopolita. \| \| \| \| |
|   | Asteroideae: Cosmopolita.                   |
|   |                                             |

|  | Asteroideae: Cosmopolita. |
|  |                           |

|   | Corymbioideae: (Corymbium).                 |
|   |                                             |
| • | \| \| Asteroideae: Cosmopolita. \| \| \| \| |
|   | \| \| Asteroideae: Cosmopolita. \| \| \| \| |
|   | Asteroideae: Cosmopolita.                   |
|   |                                             |

|  | Asteroideae: Cosmopolita. |
|  |                           |

|   | Corymbioideae: (Corymbium).                 |
|   |                                             |
| • | \| \| Asteroideae: Cosmopolita. \| \| \| \| |
|   | \| \| Asteroideae: Cosmopolita. \| \| \| \| |
|   | Asteroideae: Cosmopolita.                   |
|   |                                             |

|  | Asteroideae: Cosmopolita. |
|  |                           |

|   | Corymbioideae: (Corymbium).                 |
|   |                                             |
| • | \| \| Asteroideae: Cosmopolita. \| \| \| \| |
|   | \| \| Asteroideae: Cosmopolita. \| \| \| \| |
|   | Asteroideae: Cosmopolita.                   |
|   |                                             |

|  | Asteroideae: Cosmopolita. |
|  |                           |

|   | Corymbioideae: (Corymbium).                 |
|   |                                             |
| • | \| \| Asteroideae: Cosmopolita. \| \| \| \| |
|   | \| \| Asteroideae: Cosmopolita. \| \| \| \| |
|   | Asteroideae: Cosmopolita.                   |
|   |                                             |

|  | Asteroideae: Cosmopolita. |
|  |                           |

|   | Corymbioideae: (Corymbium).                 |
|   |                                             |
| • | \| \| Asteroideae: Cosmopolita. \| \| \| \| |
|   | \| \| Asteroideae: Cosmopolita. \| \| \| \| |
|   | Asteroideae: Cosmopolita.                   |
|   |                                             |

|  | Asteroideae: Cosmopolita. |
|  |                           |

|   | Corymbioideae: (Corymbium).                 |
|   |                                             |
| • | \| \| Asteroideae: Cosmopolita. \| \| \| \| |
|   | \| \| Asteroideae: Cosmopolita. \| \| \| \| |
|   | Asteroideae: Cosmopolita.                   |
|   |                                             |

|  | Asteroideae: Cosmopolita. |
|  |                           |

|   | Corymbioideae: (Corymbium).                 |
|   |                                             |
| • | \| \| Asteroideae: Cosmopolita. \| \| \| \| |
|   | \| \| Asteroideae: Cosmopolita. \| \| \| \| |
|   | Asteroideae: Cosmopolita.                   |
|   |                                             |

|  | Asteroideae: Cosmopolita. |
|  |                           |

|   | Corymbioideae: (Corymbium).                 |
|   |                                             |
| • | \| \| Asteroideae: Cosmopolita. \| \| \| \| |
|   | \| \| Asteroideae: Cosmopolita. \| \| \| \| |
|   | Asteroideae: Cosmopolita.                   |
|   |                                             |

|  | Asteroideae: Cosmopolita. |
|  |                           |

|   | Corymbioideae: (Corymbium).                 |
|   |                                             |
| • | \| \| Asteroideae: Cosmopolita. \| \| \| \| |
|   | \| \| Asteroideae: Cosmopolita. \| \| \| \| |
|   | Asteroideae: Cosmopolita.                   |
|   |                                             |

|  | Asteroideae: Cosmopolita. |
|  |                           |

|   | Corymbioideae: (Corymbium).                 |
|   |                                             |
| • | \| \| Asteroideae: Cosmopolita. \| \| \| \| |
|   | \| \| Asteroideae: Cosmopolita. \| \| \| \| |
|   | Asteroideae: Cosmopolita.                   |
|   |                                             |

|  | Asteroideae: Cosmopolita. |
|  |                           |

|   | Corymbioideae: (Corymbium).                 |
|   |                                             |
| • | \| \| Asteroideae: Cosmopolita. \| \| \| \| |
|   | \| \| Asteroideae: Cosmopolita. \| \| \| \| |
|   | Asteroideae: Cosmopolita.                   |
|   |                                             |

|  | Asteroideae: Cosmopolita. |
|  |                           |

|   | Corymbioideae: (Corymbium).                 |
|   |                                             |
| • | \| \| Asteroideae: Cosmopolita. \| \| \| \| |
|   | \| \| Asteroideae: Cosmopolita. \| \| \| \| |
|   | Asteroideae: Cosmopolita.                   |
|   |                                             |

|  | Asteroideae: Cosmopolita. |
|  |                           |

|   | Corymbioideae: (Corymbium).                 |
|   |                                             |
| • | \| \| Asteroideae: Cosmopolita. \| \| \| \| |
|   | \| \| Asteroideae: Cosmopolita. \| \| \| \| |
|   | Asteroideae: Cosmopolita.                   |
|   |                                             |

|  | Asteroideae: Cosmopolita. |
|  |                           |

|   | Corymbioideae: (Corymbium).                 |
|   |                                             |
| • | \| \| Asteroideae: Cosmopolita. \| \| \| \| |
|   | \| \| Asteroideae: Cosmopolita. \| \| \| \| |
|   | Asteroideae: Cosmopolita.                   |
|   |                                             |

|  | Asteroideae: Cosmopolita. |
|  |                           |

|   | Corymbioideae: (Corymbium).                 |
|   |                                             |
| • | \| \| Asteroideae: Cosmopolita. \| \| \| \| |
|   | \| \| Asteroideae: Cosmopolita. \| \| \| \| |
|   | Asteroideae: Cosmopolita.                   |
|   |                                             |

|  | Asteroideae: Cosmopolita. |
|  |                           |

|   | Corymbioideae: (Corymbium).                 |
|   |                                             |
| • | \| \| Asteroideae: Cosmopolita. \| \| \| \| |
|   | \| \| Asteroideae: Cosmopolita. \| \| \| \| |
|   | Asteroideae: Cosmopolita.                   |
|   |                                             |

|  | Asteroideae: Cosmopolita. |
|  |                           |

|   | Corymbioideae: (Corymbium).                 |
|   |                                             |
| • | \| \| Asteroideae: Cosmopolita. \| \| \| \| |
|   | \| \| Asteroideae: Cosmopolita. \| \| \| \| |
|   | Asteroideae: Cosmopolita.                   |
|   |                                             |

|  | Asteroideae: Cosmopolita. |
|  |                           |

|   | Corymbioideae: (Corymbium).                 |
|   |                                             |
| • | \| \| Asteroideae: Cosmopolita. \| \| \| \| |
|   | \| \| Asteroideae: Cosmopolita. \| \| \| \| |
|   | Asteroideae: Cosmopolita.                   |
|   |                                             |

|  | Asteroideae: Cosmopolita. |
|  |                           |

|   | Corymbioideae: (Corymbium).                 |
|   |                                             |
| • | \| \| Asteroideae: Cosmopolita. \| \| \| \| |
|   | \| \| Asteroideae: Cosmopolita. \| \| \| \| |
|   | Asteroideae: Cosmopolita.                   |
|   |                                             |

|  | Asteroideae: Cosmopolita. |
|  |                           |

|   | Corymbioideae: (Corymbium).                 |
|   |                                             |
| • | \| \| Asteroideae: Cosmopolita. \| \| \| \| |
|   | \| \| Asteroideae: Cosmopolita. \| \| \| \| |
|   | Asteroideae: Cosmopolita.                   |
|   |                                             |

|  | Asteroideae: Cosmopolita. |
|  |                           |

|   | Corymbioideae: (Corymbium).                 |
|   |                                             |
| • | \| \| Asteroideae: Cosmopolita. \| \| \| \| |
|   | \| \| Asteroideae: Cosmopolita. \| \| \| \| |
|   | Asteroideae: Cosmopolita.                   |
|   |                                             |

|  | Asteroideae: Cosmopolita. |
|  |                           |

|   | Corymbioideae: (Corymbium).                 |
|   |                                             |
| • | \| \| Asteroideae: Cosmopolita. \| \| \| \| |
|   | \| \| Asteroideae: Cosmopolita. \| \| \| \| |
|   | Asteroideae: Cosmopolita.                   |
|   |                                             |

|  | Asteroideae: Cosmopolita. |
|  |                           |

|   | Corymbioideae: (Corymbium).                 |
|   |                                             |
| • | \| \| Asteroideae: Cosmopolita. \| \| \| \| |
|   | \| \| Asteroideae: Cosmopolita. \| \| \| \| |
|   | Asteroideae: Cosmopolita.                   |
|   |                                             |

|  | Asteroideae: Cosmopolita. |
|  |                           |

|   | Corymbioideae: (Corymbium).                 |
|   |                                             |
| • | \| \| Asteroideae: Cosmopolita. \| \| \| \| |
|   | \| \| Asteroideae: Cosmopolita. \| \| \| \| |
|   | Asteroideae: Cosmopolita.                   |
|   |                                             |

|  | Asteroideae: Cosmopolita. |
|  |                           |

|   | Corymbioideae: (Corymbium).                 |
|   |                                             |
| • | \| \| Asteroideae: Cosmopolita. \| \| \| \| |
|   | \| \| Asteroideae: Cosmopolita. \| \| \| \| |
|   | Asteroideae: Cosmopolita.                   |
|   |                                             |

|  | Asteroideae: Cosmopolita. |
|  |                           |

|   | Corymbioideae: (Corymbium).                 |
|   |                                             |
| • | \| \| Asteroideae: Cosmopolita. \| \| \| \| |
|   | \| \| Asteroideae: Cosmopolita. \| \| \| \| |
|   | Asteroideae: Cosmopolita.                   |
|   |                                             |

|  | Asteroideae: Cosmopolita. |
|  |                           |

|   | Corymbioideae: (Corymbium).                 |
|   |                                             |
| • | \| \| Asteroideae: Cosmopolita. \| \| \| \| |
|   | \| \| Asteroideae: Cosmopolita. \| \| \| \| |
|   | Asteroideae: Cosmopolita.                   |
|   |                                             |

|  | Asteroideae: Cosmopolita. |
|  |                           |

|   | Corymbioideae: (Corymbium).                 |
|   |                                             |
| • | \| \| Asteroideae: Cosmopolita. \| \| \| \| |
|   | \| \| Asteroideae: Cosmopolita. \| \| \| \| |
|   | Asteroideae: Cosmopolita.                   |
|   |                                             |

|  | Asteroideae: Cosmopolita. |
|  |                           |

|   | Corymbioideae: (Corymbium).                 |
|   |                                             |
| • | \| \| Asteroideae: Cosmopolita. \| \| \| \| |
|   | \| \| Asteroideae: Cosmopolita. \| \| \| \| |
|   | Asteroideae: Cosmopolita.                   |
|   |                                             |

|  | Asteroideae: Cosmopolita. |
|  |                           |

|   | Corymbioideae: (Corymbium).                 |
|   |                                             |
| • | \| \| Asteroideae: Cosmopolita. \| \| \| \| |
|   | \| \| Asteroideae: Cosmopolita. \| \| \| \| |
|   | Asteroideae: Cosmopolita.                   |
|   |                                             |

|  | Asteroideae: Cosmopolita. |
|  |                           |

|   | Corymbioideae: (Corymbium).                 |
|   |                                             |
| • | \| \| Asteroideae: Cosmopolita. \| \| \| \| |
|   | \| \| Asteroideae: Cosmopolita. \| \| \| \| |
|   | Asteroideae: Cosmopolita.                   |
|   |                                             |

|  | Asteroideae: Cosmopolita. |
|  |                           |

|   | Corymbioideae: (Corymbium).                 |
|   |                                             |
| • | \| \| Asteroideae: Cosmopolita. \| \| \| \| |
|   | \| \| Asteroideae: Cosmopolita. \| \| \| \| |
|   | Asteroideae: Cosmopolita.                   |
|   |                                             |

|  | Asteroideae: Cosmopolita. |
|  |                           |

|   | Corymbioideae: (Corymbium).                 |
|   |                                             |
| • | \| \| Asteroideae: Cosmopolita. \| \| \| \| |
|   | \| \| Asteroideae: Cosmopolita. \| \| \| \| |
|   | Asteroideae: Cosmopolita.                   |
|   |                                             |

|  | Asteroideae: Cosmopolita. |
|  |                           |

|   | Corymbioideae: (Corymbium).                 |
|   |                                             |
| • | \| \| Asteroideae: Cosmopolita. \| \| \| \| |
|   | \| \| Asteroideae: Cosmopolita. \| \| \| \| |
|   | Asteroideae: Cosmopolita.                   |
|   |                                             |

|  | Asteroideae: Cosmopolita. |
|  |                           |

|   | Corymbioideae: (Corymbium).                 |
|   |                                             |
| • | \| \| Asteroideae: Cosmopolita. \| \| \| \| |
|   | \| \| Asteroideae: Cosmopolita. \| \| \| \| |
|   | Asteroideae: Cosmopolita.                   |
|   |                                             |

|  | Asteroideae: Cosmopolita. |
|  |                           |

|   | Corymbioideae: (Corymbium).                 |
|   |                                             |
| • | \| \| Asteroideae: Cosmopolita. \| \| \| \| |
|   | \| \| Asteroideae: Cosmopolita. \| \| \| \| |
|   | Asteroideae: Cosmopolita.                   |
|   |                                             |

|  | Asteroideae: Cosmopolita. |
|  |                           |

|   | Corymbioideae: (Corymbium).                 |
|   |                                             |
| • | \| \| Asteroideae: Cosmopolita. \| \| \| \| |
|   | \| \| Asteroideae: Cosmopolita. \| \| \| \| |
|   | Asteroideae: Cosmopolita.                   |
|   |                                             |

|  | Asteroideae: Cosmopolita. |
|  |                           |

|   | Corymbioideae: (Corymbium).                 |
|   |                                             |
| • | \| \| Asteroideae: Cosmopolita. \| \| \| \| |
|   | \| \| Asteroideae: Cosmopolita. \| \| \| \| |
|   | Asteroideae: Cosmopolita.                   |
|   |                                             |

|  | Asteroideae: Cosmopolita. |
|  |                           |

|   | Corymbioideae: (Corymbium).                 |
|   |                                             |
| • | \| \| Asteroideae: Cosmopolita. \| \| \| \| |
|   | \| \| Asteroideae: Cosmopolita. \| \| \| \| |
|   | Asteroideae: Cosmopolita.                   |
|   |                                             |

|  | Asteroideae: Cosmopolita. |
|  |                           |

|   | Corymbioideae: (Corymbium).                 |
|   |                                             |
| • | \| \| Asteroideae: Cosmopolita. \| \| \| \| |
|   | \| \| Asteroideae: Cosmopolita. \| \| \| \| |
|   | Asteroideae: Cosmopolita.                   |
|   |                                             |

|  | Asteroideae: Cosmopolita. |
|  |                           |

|   | Corymbioideae: (Corymbium).                 |
|   |                                             |
| • | \| \| Asteroideae: Cosmopolita. \| \| \| \| |
|   | \| \| Asteroideae: Cosmopolita. \| \| \| \| |
|   | Asteroideae: Cosmopolita.                   |
|   |                                             |

|  | Asteroideae: Cosmopolita. |
|  |                           |

|   | Corymbioideae: (Corymbium).                 |
|   |                                             |
| • | \| \| Asteroideae: Cosmopolita. \| \| \| \| |
|   | \| \| Asteroideae: Cosmopolita. \| \| \| \| |
|   | Asteroideae: Cosmopolita.                   |
|   |                                             |

|  | Asteroideae: Cosmopolita. |
|  |                           |

|   | Corymbioideae: (Corymbium).                 |
|   |                                             |
| • | \| \| Asteroideae: Cosmopolita. \| \| \| \| |
|   | \| \| Asteroideae: Cosmopolita. \| \| \| \| |
|   | Asteroideae: Cosmopolita.                   |
|   |                                             |

|  | Asteroideae: Cosmopolita. |
|  |                           |

|   | Corymbioideae: (Corymbium).                 |
|   |                                             |
| • | \| \| Asteroideae: Cosmopolita. \| \| \| \| |
|   | \| \| Asteroideae: Cosmopolita. \| \| \| \| |
|   | Asteroideae: Cosmopolita.                   |
|   |                                             |

|  | Asteroideae: Cosmopolita. |
|  |                           |

|   | Corymbioideae: (Corymbium).                 |
|   |                                             |
| • | \| \| Asteroideae: Cosmopolita. \| \| \| \| |
|   | \| \| Asteroideae: Cosmopolita. \| \| \| \| |
|   | Asteroideae: Cosmopolita.                   |
|   |                                             |

|  | Asteroideae: Cosmopolita. |
|  |                           |

|   | Corymbioideae: (Corymbium).                 |
|   |                                             |
| • | \| \| Asteroideae: Cosmopolita. \| \| \| \| |
|   | \| \| Asteroideae: Cosmopolita. \| \| \| \| |
|   | Asteroideae: Cosmopolita.                   |
|   |                                             |

|  | Asteroideae: Cosmopolita. |
|  |                           |

|   | Corymbioideae: (Corymbium).                 |
|   |                                             |
| • | \| \| Asteroideae: Cosmopolita. \| \| \| \| |
|   | \| \| Asteroideae: Cosmopolita. \| \| \| \| |
|   | Asteroideae: Cosmopolita.                   |
|   |                                             |

|  | Asteroideae: Cosmopolita. |
|  |                           |

|   | Corymbioideae: (Corymbium).                 |
|   |                                             |
| • | \| \| Asteroideae: Cosmopolita. \| \| \| \| |
|   | \| \| Asteroideae: Cosmopolita. \| \| \| \| |
|   | Asteroideae: Cosmopolita.                   |
|   |                                             |

|  | Asteroideae: Cosmopolita. |
|  |                           |

|   | Corymbioideae: (Corymbium).                 |
|   |                                             |
| • | \| \| Asteroideae: Cosmopolita. \| \| \| \| |
|   | \| \| Asteroideae: Cosmopolita. \| \| \| \| |
|   | Asteroideae: Cosmopolita.                   |
|   |                                             |

|  | Asteroideae: Cosmopolita. |
|  |                           |

|   | Corymbioideae: (Corymbium).                 |
|   |                                             |
| • | \| \| Asteroideae: Cosmopolita. \| \| \| \| |
|   | \| \| Asteroideae: Cosmopolita. \| \| \| \| |
|   | Asteroideae: Cosmopolita.                   |
|   |                                             |

|  | Asteroideae: Cosmopolita. |
|  |                           |

|   | Corymbioideae: (Corymbium).                 |
|   |                                             |
| • | \| \| Asteroideae: Cosmopolita. \| \| \| \| |
|   | \| \| Asteroideae: Cosmopolita. \| \| \| \| |
|   | Asteroideae: Cosmopolita.                   |
|   |                                             |

|  | Asteroideae: Cosmopolita. |
|  |                           |

|   | Corymbioideae: (Corymbium).                 |
|   |                                             |
| • | \| \| Asteroideae: Cosmopolita. \| \| \| \| |
|   | \| \| Asteroideae: Cosmopolita. \| \| \| \| |
|   | Asteroideae: Cosmopolita.                   |
|   |                                             |

|  | Asteroideae: Cosmopolita. |
|  |                           |

|   | Corymbioideae: (Corymbium).                 |
|   |                                             |
| • | \| \| Asteroideae: Cosmopolita. \| \| \| \| |
|   | \| \| Asteroideae: Cosmopolita. \| \| \| \| |
|   | Asteroideae: Cosmopolita.                   |
|   |                                             |

|  | Asteroideae: Cosmopolita. |
|  |                           |

|   | Corymbioideae: (Corymbium).                 |
|   |                                             |
| • | \| \| Asteroideae: Cosmopolita. \| \| \| \| |
|   | \| \| Asteroideae: Cosmopolita. \| \| \| \| |
|   | Asteroideae: Cosmopolita.                   |
|   |                                             |

|  | Asteroideae: Cosmopolita. |
|  |                           |

|   | Corymbioideae: (Corymbium).                 |
|   |                                             |
| • | \| \| Asteroideae: Cosmopolita. \| \| \| \| |
|   | \| \| Asteroideae: Cosmopolita. \| \| \| \| |
|   | Asteroideae: Cosmopolita.                   |
|   |                                             |

|  | Asteroideae: Cosmopolita. |
|  |                           |

|   | Corymbioideae: (Corymbium).                 |
|   |                                             |
| • | \| \| Asteroideae: Cosmopolita. \| \| \| \| |
|   | \| \| Asteroideae: Cosmopolita. \| \| \| \| |
|   | Asteroideae: Cosmopolita.                   |
|   |                                             |

|  | Asteroideae: Cosmopolita. |
|  |                           |

|   | Corymbioideae: (Corymbium).                 |
|   |                                             |
| • | \| \| Asteroideae: Cosmopolita. \| \| \| \| |
|   | \| \| Asteroideae: Cosmopolita. \| \| \| \| |
|   | Asteroideae: Cosmopolita.                   |
|   |                                             |

|  | Asteroideae: Cosmopolita. |
|  |                           |

|   | Corymbioideae: (Corymbium).                 |
|   |                                             |
| • | \| \| Asteroideae: Cosmopolita. \| \| \| \| |
|   | \| \| Asteroideae: Cosmopolita. \| \| \| \| |
|   | Asteroideae: Cosmopolita.                   |
|   |                                             |

|  | Asteroideae: Cosmopolita. |
|  |                           |

|   | Corymbioideae: (Corymbium).                 |
|   |                                             |
| • | \| \| Asteroideae: Cosmopolita. \| \| \| \| |
|   | \| \| Asteroideae: Cosmopolita. \| \| \| \| |
|   | Asteroideae: Cosmopolita.                   |
|   |                                             |

|  | Asteroideae: Cosmopolita. |
|  |                           |

|   | Corymbioideae: (Corymbium).                 |
|   |                                             |
| • | \| \| Asteroideae: Cosmopolita. \| \| \| \| |
|   | \| \| Asteroideae: Cosmopolita. \| \| \| \| |
|   | Asteroideae: Cosmopolita.                   |
|   |                                             |

|  | Asteroideae: Cosmopolita. |
|  |                           |

|   | Corymbioideae: (Corymbium).                 |
|   |                                             |
| • | \| \| Asteroideae: Cosmopolita. \| \| \| \| |
|   | \| \| Asteroideae: Cosmopolita. \| \| \| \| |
|   | Asteroideae: Cosmopolita.                   |
|   |                                             |

|  | Asteroideae: Cosmopolita. |
|  |                           |

|   | Corymbioideae: (Corymbium).                 |
|   |                                             |
| • | \| \| Asteroideae: Cosmopolita. \| \| \| \| |
|   | \| \| Asteroideae: Cosmopolita. \| \| \| \| |
|   | Asteroideae: Cosmopolita.                   |
|   |                                             |

|  | Asteroideae: Cosmopolita. |
|  |                           |

|   | Corymbioideae: (Corymbium).                 |
|   |                                             |
| • | \| \| Asteroideae: Cosmopolita. \| \| \| \| |
|   | \| \| Asteroideae: Cosmopolita. \| \| \| \| |
|   | Asteroideae: Cosmopolita.                   |
|   |                                             |

|  | Asteroideae: Cosmopolita. |
|  |                           |

|   | Corymbioideae: (Corymbium).                 |
|   |                                             |
| • | \| \| Asteroideae: Cosmopolita. \| \| \| \| |
|   | \| \| Asteroideae: Cosmopolita. \| \| \| \| |
|   | Asteroideae: Cosmopolita.                   |
|   |                                             |

|  | Asteroideae: Cosmopolita. |
|  |                           |

|   | Corymbioideae: (Corymbium).                 |
|   |                                             |
| • | \| \| Asteroideae: Cosmopolita. \| \| \| \| |
|   | \| \| Asteroideae: Cosmopolita. \| \| \| \| |
|   | Asteroideae: Cosmopolita.                   |
|   |                                             |

|  | Asteroideae: Cosmopolita. |
|  |                           |

|   | Corymbioideae: (Corymbium).                 |
|   |                                             |
| • | \| \| Asteroideae: Cosmopolita. \| \| \| \| |
|   | \| \| Asteroideae: Cosmopolita. \| \| \| \| |
|   | Asteroideae: Cosmopolita.                   |
|   |                                             |

|  | Asteroideae: Cosmopolita. |
|  |                           |

|   | Corymbioideae: (Corymbium).                 |
|   |                                             |
| • | \| \| Asteroideae: Cosmopolita. \| \| \| \| |
|   | \| \| Asteroideae: Cosmopolita. \| \| \| \| |
|   | Asteroideae: Cosmopolita.                   |
|   |                                             |

|  | Asteroideae: Cosmopolita. |
|  |                           |

|   | Corymbioideae: (Corymbium).                 |
|   |                                             |
| • | \| \| Asteroideae: Cosmopolita. \| \| \| \| |
|   | \| \| Asteroideae: Cosmopolita. \| \| \| \| |
|   | Asteroideae: Cosmopolita.                   |
|   |                                             |

|  | Asteroideae: Cosmopolita. |
|  |                           |

|   | Corymbioideae: (Corymbium).                 |
|   |                                             |
| • | \| \| Asteroideae: Cosmopolita. \| \| \| \| |
|   | \| \| Asteroideae: Cosmopolita. \| \| \| \| |
|   | Asteroideae: Cosmopolita.                   |
|   |                                             |

|  | Asteroideae: Cosmopolita. |
|  |                           |

|   | Corymbioideae: (Corymbium).                 |
|   |                                             |
| • | \| \| Asteroideae: Cosmopolita. \| \| \| \| |
|   | \| \| Asteroideae: Cosmopolita. \| \| \| \| |
|   | Asteroideae: Cosmopolita.                   |
|   |                                             |

|  | Asteroideae: Cosmopolita. |
|  |                           |

|   | Corymbioideae: (Corymbium).                 |
|   |                                             |
| • | \| \| Asteroideae: Cosmopolita. \| \| \| \| |
|   | \| \| Asteroideae: Cosmopolita. \| \| \| \| |
|   | Asteroideae: Cosmopolita.                   |
|   |                                             |

|  | Asteroideae: Cosmopolita. |
|  |                           |

|   | Corymbioideae: (Corymbium).                 |
|   |                                             |
| • | \| \| Asteroideae: Cosmopolita. \| \| \| \| |
|   | \| \| Asteroideae: Cosmopolita. \| \| \| \| |
|   | Asteroideae: Cosmopolita.                   |
|   |                                             |

|  | Asteroideae: Cosmopolita. |
|  |                           |

|   | Corymbioideae: (Corymbium).                 |
|   |                                             |
| • | \| \| Asteroideae: Cosmopolita. \| \| \| \| |
|   | \| \| Asteroideae: Cosmopolita. \| \| \| \| |
|   | Asteroideae: Cosmopolita.                   |
|   |                                             |

|  | Asteroideae: Cosmopolita. |
|  |                           |

|   | Corymbioideae: (Corymbium).                 |
|   |                                             |
| • | \| \| Asteroideae: Cosmopolita. \| \| \| \| |
|   | \| \| Asteroideae: Cosmopolita. \| \| \| \| |
|   | Asteroideae: Cosmopolita.                   |
|   |                                             |

|  | Asteroideae: Cosmopolita. |
|  |                           |

|   | Corymbioideae: (Corymbium).                 |
|   |                                             |
| • | \| \| Asteroideae: Cosmopolita. \| \| \| \| |
|   | \| \| Asteroideae: Cosmopolita. \| \| \| \| |
|   | Asteroideae: Cosmopolita.                   |
|   |                                             |

|  | Asteroideae: Cosmopolita. |
|  |                           |

|   | Corymbioideae: (Corymbium).                 |
|   |                                             |
| • | \| \| Asteroideae: Cosmopolita. \| \| \| \| |
|   | \| \| Asteroideae: Cosmopolita. \| \| \| \| |
|   | Asteroideae: Cosmopolita.                   |
|   |                                             |

|  | Asteroideae: Cosmopolita. |
|  |                           |

|   | Corymbioideae: (Corymbium).                 |
|   |                                             |
| • | \| \| Asteroideae: Cosmopolita. \| \| \| \| |
|   | \| \| Asteroideae: Cosmopolita. \| \| \| \| |
|   | Asteroideae: Cosmopolita.                   |
|   |                                             |

|  | Asteroideae: Cosmopolita. |
|  |                           |

|   | Corymbioideae: (Corymbium).                 |
|   |                                             |
| • | \| \| Asteroideae: Cosmopolita. \| \| \| \| |
|   | \| \| Asteroideae: Cosmopolita. \| \| \| \| |
|   | Asteroideae: Cosmopolita.                   |
|   |                                             |

|  | Asteroideae: Cosmopolita. |
|  |                           |

|   | Corymbioideae: (Corymbium).                 |
|   |                                             |
| • | \| \| Asteroideae: Cosmopolita. \| \| \| \| |
|   | \| \| Asteroideae: Cosmopolita. \| \| \| \| |
|   | Asteroideae: Cosmopolita.                   |
|   |                                             |

|  | Asteroideae: Cosmopolita. |
|  |                           |

|   | Corymbioideae: (Corymbium).                 |
|   |                                             |
| • | \| \| Asteroideae: Cosmopolita. \| \| \| \| |
|   | \| \| Asteroideae: Cosmopolita. \| \| \| \| |
|   | Asteroideae: Cosmopolita.                   |
|   |                                             |

|  | Asteroideae: Cosmopolita. |
|  |                           |

|   | Corymbioideae: (Corymbium).                 |
|   |                                             |
| • | \| \| Asteroideae: Cosmopolita. \| \| \| \| |
|   | \| \| Asteroideae: Cosmopolita. \| \| \| \| |
|   | Asteroideae: Cosmopolita.                   |
|   |                                             |

|  | Asteroideae: Cosmopolita. |
|  |                           |

|   | Corymbioideae: (Corymbium).                 |
|   |                                             |
| • | \| \| Asteroideae: Cosmopolita. \| \| \| \| |
|   | \| \| Asteroideae: Cosmopolita. \| \| \| \| |
|   | Asteroideae: Cosmopolita.                   |
|   |                                             |

|  | Asteroideae: Cosmopolita. |
|  |                           |

|   | Corymbioideae: (Corymbium).                 |
|   |                                             |
| • | \| \| Asteroideae: Cosmopolita. \| \| \| \| |
|   | \| \| Asteroideae: Cosmopolita. \| \| \| \| |
|   | Asteroideae: Cosmopolita.                   |
|   |                                             |

|  | Asteroideae: Cosmopolita. |
|  |                           |

|   | Corymbioideae: (Corymbium).                 |
|   |                                             |
| • | \| \| Asteroideae: Cosmopolita. \| \| \| \| |
|   | \| \| Asteroideae: Cosmopolita. \| \| \| \| |
|   | Asteroideae: Cosmopolita.                   |
|   |                                             |

|  | Asteroideae: Cosmopolita. |
|  |                           |

|   | Corymbioideae: (Corymbium).                 |
|   |                                             |
| • | \| \| Asteroideae: Cosmopolita. \| \| \| \| |
|   | \| \| Asteroideae: Cosmopolita. \| \| \| \| |
|   | Asteroideae: Cosmopolita.                   |
|   |                                             |

|  | Asteroideae: Cosmopolita. |
|  |                           |

|   | Corymbioideae: (Corymbium).                 |
|   |                                             |
| • | \| \| Asteroideae: Cosmopolita. \| \| \| \| |
|   | \| \| Asteroideae: Cosmopolita. \| \| \| \| |
|   | Asteroideae: Cosmopolita.                   |
|   |                                             |

|  | Asteroideae: Cosmopolita. |
|  |                           |

|   | Corymbioideae: (Corymbium).                 |
|   |                                             |
| • | \| \| Asteroideae: Cosmopolita. \| \| \| \| |
|   | \| \| Asteroideae: Cosmopolita. \| \| \| \| |
|   | Asteroideae: Cosmopolita.                   |
|   |                                             |

|  | Asteroideae: Cosmopolita. |
|  |                           |

|   | Corymbioideae: (Corymbium).                 |
|   |                                             |
| • | \| \| Asteroideae: Cosmopolita. \| \| \| \| |
|   | \| \| Asteroideae: Cosmopolita. \| \| \| \| |
|   | Asteroideae: Cosmopolita.                   |
|   |                                             |

|  | Asteroideae: Cosmopolita. |
|  |                           |

|   | Corymbioideae: (Corymbium).                 |
|   |                                             |
| • | \| \| Asteroideae: Cosmopolita. \| \| \| \| |
|   | \| \| Asteroideae: Cosmopolita. \| \| \| \| |
|   | Asteroideae: Cosmopolita.                   |
|   |                                             |

|  | Asteroideae: Cosmopolita. |
|  |                           |

|   | Corymbioideae: (Corymbium).                 |
|   |                                             |
| • | \| \| Asteroideae: Cosmopolita. \| \| \| \| |
|   | \| \| Asteroideae: Cosmopolita. \| \| \| \| |
|   | Asteroideae: Cosmopolita.                   |
|   |                                             |

|  | Asteroideae: Cosmopolita. |
|  |                           |

|   | Corymbioideae: (Corymbium).                 |
|   |                                             |
| • | \| \| Asteroideae: Cosmopolita. \| \| \| \| |
|   | \| \| Asteroideae: Cosmopolita. \| \| \| \| |
|   | Asteroideae: Cosmopolita.                   |
|   |                                             |

|  | Asteroideae: Cosmopolita. |
|  |                           |

|   | Corymbioideae: (Corymbium).                 |
|   |                                             |
| • | \| \| Asteroideae: Cosmopolita. \| \| \| \| |
|   | \| \| Asteroideae: Cosmopolita. \| \| \| \| |
|   | Asteroideae: Cosmopolita.                   |
|   |                                             |

|  | Asteroideae: Cosmopolita. |
|  |                           |

|   | Corymbioideae: (Corymbium).                 |
|   |                                             |
| • | \| \| Asteroideae: Cosmopolita. \| \| \| \| |
|   | \| \| Asteroideae: Cosmopolita. \| \| \| \| |
|   | Asteroideae: Cosmopolita.                   |
|   |                                             |

|  | Asteroideae: Cosmopolita. |
|  |                           |

|   | Corymbioideae: (Corymbium).                 |
|   |                                             |
| • | \| \| Asteroideae: Cosmopolita. \| \| \| \| |
|   | \| \| Asteroideae: Cosmopolita. \| \| \| \| |
|   | Asteroideae: Cosmopolita.                   |
|   |                                             |

|  | Asteroideae: Cosmopolita. |
|  |                           |

|   | Corymbioideae: (Corymbium).                 |
|   |                                             |
| • | \| \| Asteroideae: Cosmopolita. \| \| \| \| |
|   | \| \| Asteroideae: Cosmopolita. \| \| \| \| |
|   | Asteroideae: Cosmopolita.                   |
|   |                                             |

|  | Asteroideae: Cosmopolita. |
|  |                           |

|   | Corymbioideae: (Corymbium).                 |
|   |                                             |
| • | \| \| Asteroideae: Cosmopolita. \| \| \| \| |
|   | \| \| Asteroideae: Cosmopolita. \| \| \| \| |
|   | Asteroideae: Cosmopolita.                   |
|   |                                             |

|  | Asteroideae: Cosmopolita. |
|  |                           |

|   | Corymbioideae: (Corymbium).                 |
|   |                                             |
| • | \| \| Asteroideae: Cosmopolita. \| \| \| \| |
|   | \| \| Asteroideae: Cosmopolita. \| \| \| \| |
|   | Asteroideae: Cosmopolita.                   |
|   |                                             |

|  | Asteroideae: Cosmopolita. |
|  |                           |

|   | Corymbioideae: (Corymbium).                 |
|   |                                             |
| • | \| \| Asteroideae: Cosmopolita. \| \| \| \| |
|   | \| \| Asteroideae: Cosmopolita. \| \| \| \| |
|   | Asteroideae: Cosmopolita.                   |
|   |                                             |

|  | Asteroideae: Cosmopolita. |
|  |                           |

|   | Corymbioideae: (Corymbium).                 |
|   |                                             |
| • | \| \| Asteroideae: Cosmopolita. \| \| \| \| |
|   | \| \| Asteroideae: Cosmopolita. \| \| \| \| |
|   | Asteroideae: Cosmopolita.                   |
|   |                                             |

|  | Asteroideae: Cosmopolita. |
|  |                           |

|   | Corymbioideae: (Corymbium).                 |
|   |                                             |
| • | \| \| Asteroideae: Cosmopolita. \| \| \| \| |
|   | \| \| Asteroideae: Cosmopolita. \| \| \| \| |
|   | Asteroideae: Cosmopolita.                   |
|   |                                             |

|  | Asteroideae: Cosmopolita. |
|  |                           |

|   | Corymbioideae: (Corymbium).                 |
|   |                                             |
| • | \| \| Asteroideae: Cosmopolita. \| \| \| \| |
|   | \| \| Asteroideae: Cosmopolita. \| \| \| \| |
|   | Asteroideae: Cosmopolita.                   |
|   |                                             |

|  | Asteroideae: Cosmopolita. |
|  |                           |

|   | Corymbioideae: (Corymbium).                 |
|   |                                             |
| • | \| \| Asteroideae: Cosmopolita. \| \| \| \| |
|   | \| \| Asteroideae: Cosmopolita. \| \| \| \| |
|   | Asteroideae: Cosmopolita.                   |
|   |                                             |

|  | Asteroideae: Cosmopolita. |
|  |                           |

|   | Corymbioideae: (Corymbium).                 |
|   |                                             |
| • | \| \| Asteroideae: Cosmopolita. \| \| \| \| |
|   | \| \| Asteroideae: Cosmopolita. \| \| \| \| |
|   | Asteroideae: Cosmopolita.                   |
|   |                                             |

|  | Asteroideae: Cosmopolita. |
|  |                           |

|   | Corymbioideae: (Corymbium).                 |
|   |                                             |
| • | \| \| Asteroideae: Cosmopolita. \| \| \| \| |
|   | \| \| Asteroideae: Cosmopolita. \| \| \| \| |
|   | Asteroideae: Cosmopolita.                   |
|   |                                             |

|  | Asteroideae: Cosmopolita. |
|  |                           |

|   | Corymbioideae: (Corymbium).                 |
|   |                                             |
| • | \| \| Asteroideae: Cosmopolita. \| \| \| \| |
|   | \| \| Asteroideae: Cosmopolita. \| \| \| \| |
|   | Asteroideae: Cosmopolita.                   |
|   |                                             |

|  | Asteroideae: Cosmopolita. |
|  |                           |

|   | Corymbioideae: (Corymbium).                 |
|   |                                             |
| • | \| \| Asteroideae: Cosmopolita. \| \| \| \| |
|   | \| \| Asteroideae: Cosmopolita. \| \| \| \| |
|   | Asteroideae: Cosmopolita.                   |
|   |                                             |

|  | Asteroideae: Cosmopolita. |
|  |                           |

|   | Corymbioideae: (Corymbium).                 |
|   |                                             |
| • | \| \| Asteroideae: Cosmopolita. \| \| \| \| |
|   | \| \| Asteroideae: Cosmopolita. \| \| \| \| |
|   | Asteroideae: Cosmopolita.                   |
|   |                                             |

|  | Asteroideae: Cosmopolita. |
|  |                           |

|   | Corymbioideae: (Corymbium).                 |
|   |                                             |
| • | \| \| Asteroideae: Cosmopolita. \| \| \| \| |
|   | \| \| Asteroideae: Cosmopolita. \| \| \| \| |
|   | Asteroideae: Cosmopolita.                   |
|   |                                             |

|  | Asteroideae: Cosmopolita. |
|  |                           |

|   | Corymbioideae: (Corymbium).                 |
|   |                                             |
| • | \| \| Asteroideae: Cosmopolita. \| \| \| \| |
|   | \| \| Asteroideae: Cosmopolita. \| \| \| \| |
|   | Asteroideae: Cosmopolita.                   |
|   |                                             |

|  | Asteroideae: Cosmopolita. |
|  |                           |

|   | Corymbioideae: (Corymbium).                 |
|   |                                             |
| • | \| \| Asteroideae: Cosmopolita. \| \| \| \| |
|   | \| \| Asteroideae: Cosmopolita. \| \| \| \| |
|   | Asteroideae: Cosmopolita.                   |
|   |                                             |

|  | Asteroideae: Cosmopolita. |
|  |                           |

|   | Corymbioideae: (Corymbium).                 |
|   |                                             |
| • | \| \| Asteroideae: Cosmopolita. \| \| \| \| |
|   | \| \| Asteroideae: Cosmopolita. \| \| \| \| |
|   | Asteroideae: Cosmopolita.                   |
|   |                                             |

|  | Asteroideae: Cosmopolita. |
|  |                           |

|   | Corymbioideae: (Corymbium).                 |
|   |                                             |
| • | \| \| Asteroideae: Cosmopolita. \| \| \| \| |
|   | \| \| Asteroideae: Cosmopolita. \| \| \| \| |
|   | Asteroideae: Cosmopolita.                   |
|   |                                             |

|  | Asteroideae: Cosmopolita. |
|  |                           |

|   | Corymbioideae: (Corymbium).                 |
|   |                                             |
| • | \| \| Asteroideae: Cosmopolita. \| \| \| \| |
|   | \| \| Asteroideae: Cosmopolita. \| \| \| \| |
|   | Asteroideae: Cosmopolita.                   |
|   |                                             |

|  | Asteroideae: Cosmopolita. |
|  |                           |

|   | Corymbioideae: (Corymbium).                 |
|   |                                             |
| • | \| \| Asteroideae: Cosmopolita. \| \| \| \| |
|   | \| \| Asteroideae: Cosmopolita. \| \| \| \| |
|   | Asteroideae: Cosmopolita.                   |
|   |                                             |

|  | Asteroideae: Cosmopolita. |
|  |                           |

|   | Corymbioideae: (Corymbium).                 |
|   |                                             |
| • | \| \| Asteroideae: Cosmopolita. \| \| \| \| |
|   | \| \| Asteroideae: Cosmopolita. \| \| \| \| |
|   | Asteroideae: Cosmopolita.                   |
|   |                                             |

|  | Asteroideae: Cosmopolita. |
|  |                           |

|   | Corymbioideae: (Corymbium).                 |
|   |                                             |
| • | \| \| Asteroideae: Cosmopolita. \| \| \| \| |
|   | \| \| Asteroideae: Cosmopolita. \| \| \| \| |
|   | Asteroideae: Cosmopolita.                   |
|   |                                             |

|  | Asteroideae: Cosmopolita. |
|  |                           |

|   | Corymbioideae: (Corymbium).                 |
|   |                                             |
| • | \| \| Asteroideae: Cosmopolita. \| \| \| \| |
|   | \| \| Asteroideae: Cosmopolita. \| \| \| \| |
|   | Asteroideae: Cosmopolita.                   |
|   |                                             |

|  | Asteroideae: Cosmopolita. |
|  |                           |

|   | Corymbioideae: (Corymbium).                 |
|   |                                             |
| • | \| \| Asteroideae: Cosmopolita. \| \| \| \| |
|   | \| \| Asteroideae: Cosmopolita. \| \| \| \| |
|   | Asteroideae: Cosmopolita.                   |
|   |                                             |

|  | Asteroideae: Cosmopolita. |
|  |                           |

|   | Corymbioideae: (Corymbium).                 |
|   |                                             |
| • | \| \| Asteroideae: Cosmopolita. \| \| \| \| |
|   | \| \| Asteroideae: Cosmopolita. \| \| \| \| |
|   | Asteroideae: Cosmopolita.                   |
|   |                                             |

|  | Asteroideae: Cosmopolita. |
|  |                           |

|   | Corymbioideae: (Corymbium).                 |
|   |                                             |
| • | \| \| Asteroideae: Cosmopolita. \| \| \| \| |
|   | \| \| Asteroideae: Cosmopolita. \| \| \| \| |
|   | Asteroideae: Cosmopolita.                   |
|   |                                             |

|  | Asteroideae: Cosmopolita. |
|  |                           |

|   | Corymbioideae: (Corymbium).                 |
|   |                                             |
| • | \| \| Asteroideae: Cosmopolita. \| \| \| \| |
|   | \| \| Asteroideae: Cosmopolita. \| \| \| \| |
|   | Asteroideae: Cosmopolita.                   |
|   |                                             |

|  | Asteroideae: Cosmopolita. |
|  |                           |

|   | Corymbioideae: (Corymbium).                 |
|   |                                             |
| • | \| \| Asteroideae: Cosmopolita. \| \| \| \| |
|   | \| \| Asteroideae: Cosmopolita. \| \| \| \| |
|   | Asteroideae: Cosmopolita.                   |
|   |                                             |

|  | Asteroideae: Cosmopolita. |
|  |                           |

|   | Corymbioideae: (Corymbium).                 |
|   |                                             |
| • | \| \| Asteroideae: Cosmopolita. \| \| \| \| |
|   | \| \| Asteroideae: Cosmopolita. \| \| \| \| |
|   | Asteroideae: Cosmopolita.                   |
|   |                                             |

|  | Asteroideae: Cosmopolita. |
|  |                           |

|   | Corymbioideae: (Corymbium).                 |
|   |                                             |
| • | \| \| Asteroideae: Cosmopolita. \| \| \| \| |
|   | \| \| Asteroideae: Cosmopolita. \| \| \| \| |
|   | Asteroideae: Cosmopolita.                   |
|   |                                             |

|  | Asteroideae: Cosmopolita. |
|  |                           |

|   | Corymbioideae: (Corymbium).                 |
|   |                                             |
| • | \| \| Asteroideae: Cosmopolita. \| \| \| \| |
|   | \| \| Asteroideae: Cosmopolita. \| \| \| \| |
|   | Asteroideae: Cosmopolita.                   |
|   |                                             |

|  | Asteroideae: Cosmopolita. |
|  |                           |

|   | Corymbioideae: (Corymbium).                 |
|   |                                             |
| • | \| \| Asteroideae: Cosmopolita. \| \| \| \| |
|   | \| \| Asteroideae: Cosmopolita. \| \| \| \| |
|   | Asteroideae: Cosmopolita.                   |
|   |                                             |

|  | Asteroideae: Cosmopolita. |
|  |                           |

|   | Corymbioideae: (Corymbium).                 |
|   |                                             |
| • | \| \| Asteroideae: Cosmopolita. \| \| \| \| |
|   | \| \| Asteroideae: Cosmopolita. \| \| \| \| |
|   | Asteroideae: Cosmopolita.                   |
|   |                                             |

|  | Asteroideae: Cosmopolita. |
|  |                           |

|   | Corymbioideae: (Corymbium).                 |
|   |                                             |
| • | \| \| Asteroideae: Cosmopolita. \| \| \| \| |
|   | \| \| Asteroideae: Cosmopolita. \| \| \| \| |
|   | Asteroideae: Cosmopolita.                   |
|   |                                             |

|  | Asteroideae: Cosmopolita. |
|  |                           |

|   | Corymbioideae: (Corymbium).                 |
|   |                                             |
| • | \| \| Asteroideae: Cosmopolita. \| \| \| \| |
|   | \| \| Asteroideae: Cosmopolita. \| \| \| \| |
|   | Asteroideae: Cosmopolita.                   |
|   |                                             |

|  | Asteroideae: Cosmopolita. |
|  |                           |

|   | Corymbioideae: (Corymbium).                 |
|   |                                             |
| • | \| \| Asteroideae: Cosmopolita. \| \| \| \| |
|   | \| \| Asteroideae: Cosmopolita. \| \| \| \| |
|   | Asteroideae: Cosmopolita.                   |
|   |                                             |

|  | Asteroideae: Cosmopolita. |
|  |                           |

|   | Corymbioideae: (Corymbium).                 |
|   |                                             |
| • | \| \| Asteroideae: Cosmopolita. \| \| \| \| |
|   | \| \| Asteroideae: Cosmopolita. \| \| \| \| |
|   | Asteroideae: Cosmopolita.                   |
|   |                                             |

|  | Asteroideae: Cosmopolita. |
|  |                           |

|   | Corymbioideae: (Corymbium).                 |
|   |                                             |
| • | \| \| Asteroideae: Cosmopolita. \| \| \| \| |
|   | \| \| Asteroideae: Cosmopolita. \| \| \| \| |
|   | Asteroideae: Cosmopolita.                   |
|   |                                             |

|  | Asteroideae: Cosmopolita. |
|  |                           |

|   | Corymbioideae: (Corymbium).                 |
|   |                                             |
| • | \| \| Asteroideae: Cosmopolita. \| \| \| \| |
|   | \| \| Asteroideae: Cosmopolita. \| \| \| \| |
|   | Asteroideae: Cosmopolita.                   |
|   |                                             |

|  | Asteroideae: Cosmopolita. |
|  |                           |

|   | Corymbioideae: (Corymbium).                 |
|   |                                             |
| • | \| \| Asteroideae: Cosmopolita. \| \| \| \| |
|   | \| \| Asteroideae: Cosmopolita. \| \| \| \| |
|   | Asteroideae: Cosmopolita.                   |
|   |                                             |

|  | Asteroideae: Cosmopolita. |
|  |                           |

|   | Corymbioideae: (Corymbium).                 |
|   |                                             |
| • | \| \| Asteroideae: Cosmopolita. \| \| \| \| |
|   | \| \| Asteroideae: Cosmopolita. \| \| \| \| |
|   | Asteroideae: Cosmopolita.                   |
|   |                                             |

|  | Asteroideae: Cosmopolita. |
|  |                           |

|   | Corymbioideae: (Corymbium).                 |
|   |                                             |
| • | \| \| Asteroideae: Cosmopolita. \| \| \| \| |
|   | \| \| Asteroideae: Cosmopolita. \| \| \| \| |
|   | Asteroideae: Cosmopolita.                   |
|   |                                             |

|  | Asteroideae: Cosmopolita. |
|  |                           |

|   | Corymbioideae: (Corymbium).                 |
|   |                                             |
| • | \| \| Asteroideae: Cosmopolita. \| \| \| \| |
|   | \| \| Asteroideae: Cosmopolita. \| \| \| \| |
|   | Asteroideae: Cosmopolita.                   |
|   |                                             |

|  | Asteroideae: Cosmopolita. |
|  |                           |

|   | Corymbioideae: (Corymbium).                 |
|   |                                             |
| • | \| \| Asteroideae: Cosmopolita. \| \| \| \| |
|   | \| \| Asteroideae: Cosmopolita. \| \| \| \| |
|   | Asteroideae: Cosmopolita.                   |
|   |                                             |

|  | Asteroideae: Cosmopolita. |
|  |                           |

|   | Corymbioideae: (Corymbium).                 |
|   |                                             |
| • | \| \| Asteroideae: Cosmopolita. \| \| \| \| |
|   | \| \| Asteroideae: Cosmopolita. \| \| \| \| |
|   | Asteroideae: Cosmopolita.                   |
|   |                                             |

|  | Asteroideae: Cosmopolita. |
|  |                           |

|   | Corymbioideae: (Corymbium).                 |
|   |                                             |
| • | \| \| Asteroideae: Cosmopolita. \| \| \| \| |
|   | \| \| Asteroideae: Cosmopolita. \| \| \| \| |
|   | Asteroideae: Cosmopolita.                   |
|   |                                             |

|  | Asteroideae: Cosmopolita. |
|  |                           |

|   | Corymbioideae: (Corymbium).                 |
|   |                                             |
| • | \| \| Asteroideae: Cosmopolita. \| \| \| \| |
|   | \| \| Asteroideae: Cosmopolita. \| \| \| \| |
|   | Asteroideae: Cosmopolita.                   |
|   |                                             |

|  | Asteroideae: Cosmopolita. |
|  |                           |

|   | Corymbioideae: (Corymbium).                 |
|   |                                             |
| • | \| \| Asteroideae: Cosmopolita. \| \| \| \| |
|   | \| \| Asteroideae: Cosmopolita. \| \| \| \| |
|   | Asteroideae: Cosmopolita.                   |
|   |                                             |

|  | Asteroideae: Cosmopolita. |
|  |                           |

|   | Corymbioideae: (Corymbium).                 |
|   |                                             |
| • | \| \| Asteroideae: Cosmopolita. \| \| \| \| |
|   | \| \| Asteroideae: Cosmopolita. \| \| \| \| |
|   | Asteroideae: Cosmopolita.                   |
|   |                                             |

|  | Asteroideae: Cosmopolita. |
|  |                           |

|   | Corymbioideae: (Corymbium).                 |
|   |                                             |
| • | \| \| Asteroideae: Cosmopolita. \| \| \| \| |
|   | \| \| Asteroideae: Cosmopolita. \| \| \| \| |
|   | Asteroideae: Cosmopolita.                   |
|   |                                             |

|  | Asteroideae: Cosmopolita. |
|  |                           |

|   | Corymbioideae: (Corymbium).                 |
|   |                                             |
| • | \| \| Asteroideae: Cosmopolita. \| \| \| \| |
|   | \| \| Asteroideae: Cosmopolita. \| \| \| \| |
|   | Asteroideae: Cosmopolita.                   |
|   |                                             |

|  | Asteroideae: Cosmopolita. |
|  |                           |

|   | Corymbioideae: (Corymbium).                 |
|   |                                             |
| • | \| \| Asteroideae: Cosmopolita. \| \| \| \| |
|   | \| \| Asteroideae: Cosmopolita. \| \| \| \| |
|   | Asteroideae: Cosmopolita.                   |
|   |                                             |

|  | Asteroideae: Cosmopolita. |
|  |                           |

|   | Corymbioideae: (Corymbium).                 |
|   |                                             |
| • | \| \| Asteroideae: Cosmopolita. \| \| \| \| |
|   | \| \| Asteroideae: Cosmopolita. \| \| \| \| |
|   | Asteroideae: Cosmopolita.                   |
|   |                                             |

|  | Asteroideae: Cosmopolita. |
|  |                           |

|   | Corymbioideae: (Corymbium).                 |
|   |                                             |
| • | \| \| Asteroideae: Cosmopolita. \| \| \| \| |
|   | \| \| Asteroideae: Cosmopolita. \| \| \| \| |
|   | Asteroideae: Cosmopolita.                   |
|   |                                             |

|  | Asteroideae: Cosmopolita. |
|  |                           |

|   | Corymbioideae: (Corymbium).                 |
|   |                                             |
| • | \| \| Asteroideae: Cosmopolita. \| \| \| \| |
|   | \| \| Asteroideae: Cosmopolita. \| \| \| \| |
|   | Asteroideae: Cosmopolita.                   |
|   |                                             |

|  | Asteroideae: Cosmopolita. |
|  |                           |

|   | Corymbioideae: (Corymbium).                 |
|   |                                             |
| • | \| \| Asteroideae: Cosmopolita. \| \| \| \| |
|   | \| \| Asteroideae: Cosmopolita. \| \| \| \| |
|   | Asteroideae: Cosmopolita.                   |
|   |                                             |

|  | Asteroideae: Cosmopolita. |
|  |                           |

|   | Corymbioideae: (Corymbium).                 |
|   |                                             |
| • | \| \| Asteroideae: Cosmopolita. \| \| \| \| |
|   | \| \| Asteroideae: Cosmopolita. \| \| \| \| |
|   | Asteroideae: Cosmopolita.                   |
|   |                                             |

|  | Asteroideae: Cosmopolita. |
|  |                           |

|   | Corymbioideae: (Corymbium).                 |
|   |                                             |
| • | \| \| Asteroideae: Cosmopolita. \| \| \| \| |
|   | \| \| Asteroideae: Cosmopolita. \| \| \| \| |
|   | Asteroideae: Cosmopolita.                   |
|   |                                             |

|  | Asteroideae: Cosmopolita. |
|  |                           |

|   | Corymbioideae: (Corymbium).                 |
|   |                                             |
| • | \| \| Asteroideae: Cosmopolita. \| \| \| \| |
|   | \| \| Asteroideae: Cosmopolita. \| \| \| \| |
|   | Asteroideae: Cosmopolita.                   |
|   |                                             |

|  | Asteroideae: Cosmopolita. |
|  |                           |

|   | Corymbioideae: (Corymbium).                 |
|   |                                             |
| • | \| \| Asteroideae: Cosmopolita. \| \| \| \| |
|   | \| \| Asteroideae: Cosmopolita. \| \| \| \| |
|   | Asteroideae: Cosmopolita.                   |
|   |                                             |

|  | Asteroideae: Cosmopolita. |
|  |                           |

|   | Corymbioideae: (Corymbium).                 |
|   |                                             |
| • | \| \| Asteroideae: Cosmopolita. \| \| \| \| |
|   | \| \| Asteroideae: Cosmopolita. \| \| \| \| |
|   | Asteroideae: Cosmopolita.                   |
|   |                                             |

|  | Asteroideae: Cosmopolita. |
|  |                           |

|   | Corymbioideae: (Corymbium).                 |
|   |                                             |
| • | \| \| Asteroideae: Cosmopolita. \| \| \| \| |
|   | \| \| Asteroideae: Cosmopolita. \| \| \| \| |
|   | Asteroideae: Cosmopolita.                   |
|   |                                             |

|  | Asteroideae: Cosmopolita. |
|  |                           |

|   | Corymbioideae: (Corymbium).                 |
|   |                                             |
| • | \| \| Asteroideae: Cosmopolita. \| \| \| \| |
|   | \| \| Asteroideae: Cosmopolita. \| \| \| \| |
|   | Asteroideae: Cosmopolita.                   |
|   |                                             |

|  | Asteroideae: Cosmopolita. |
|  |                           |

|   | Corymbioideae: (Corymbium).                 |
|   |                                             |
| • | \| \| Asteroideae: Cosmopolita. \| \| \| \| |
|   | \| \| Asteroideae: Cosmopolita. \| \| \| \| |
|   | Asteroideae: Cosmopolita.                   |
|   |                                             |

|  | Asteroideae: Cosmopolita. |
|  |                           |

|   | Corymbioideae: (Corymbium).                 |
|   |                                             |
| • | \| \| Asteroideae: Cosmopolita. \| \| \| \| |
|   | \| \| Asteroideae: Cosmopolita. \| \| \| \| |
|   | Asteroideae: Cosmopolita.                   |
|   |                                             |

|  | Asteroideae: Cosmopolita. |
|  |                           |

|   | Corymbioideae: (Corymbium).                 |
|   |                                             |
| • | \| \| Asteroideae: Cosmopolita. \| \| \| \| |
|   | \| \| Asteroideae: Cosmopolita. \| \| \| \| |
|   | Asteroideae: Cosmopolita.                   |
|   |                                             |

|  | Asteroideae: Cosmopolita. |
|  |                           |

|   | Corymbioideae: (Corymbium).                 |
|   |                                             |
| • | \| \| Asteroideae: Cosmopolita. \| \| \| \| |
|   | \| \| Asteroideae: Cosmopolita. \| \| \| \| |
|   | Asteroideae: Cosmopolita.                   |
|   |                                             |

|  | Asteroideae: Cosmopolita. |
|  |                           |

|   | Corymbioideae: (Corymbium).                 |
|   |                                             |
| • | \| \| Asteroideae: Cosmopolita. \| \| \| \| |
|   | \| \| Asteroideae: Cosmopolita. \| \| \| \| |
|   | Asteroideae: Cosmopolita.                   |
|   |                                             |

|  | Asteroideae: Cosmopolita. |
|  |                           |

|   | Corymbioideae: (Corymbium).                 |
|   |                                             |
| • | \| \| Asteroideae: Cosmopolita. \| \| \| \| |
|   | \| \| Asteroideae: Cosmopolita. \| \| \| \| |
|   | Asteroideae: Cosmopolita.                   |
|   |                                             |

|  | Asteroideae: Cosmopolita. |
|  |                           |

|   | Corymbioideae: (Corymbium).                 |
|   |                                             |
| • | \| \| Asteroideae: Cosmopolita. \| \| \| \| |
|   | \| \| Asteroideae: Cosmopolita. \| \| \| \| |
|   | Asteroideae: Cosmopolita.                   |
|   |                                             |

|  | Asteroideae: Cosmopolita. |
|  |                           |

|   | Corymbioideae: (Corymbium).                 |
|   |                                             |
| • | \| \| Asteroideae: Cosmopolita. \| \| \| \| |
|   | \| \| Asteroideae: Cosmopolita. \| \| \| \| |
|   | Asteroideae: Cosmopolita.                   |
|   |                                             |

|  | Asteroideae: Cosmopolita. |
|  |                           |

|   | Corymbioideae: (Corymbium).                 |
|   |                                             |
| • | \| \| Asteroideae: Cosmopolita. \| \| \| \| |
|   | \| \| Asteroideae: Cosmopolita. \| \| \| \| |
|   | Asteroideae: Cosmopolita.                   |
|   |                                             |

|  | Asteroideae: Cosmopolita. |
|  |                           |

|   | Corymbioideae: (Corymbium).                 |
|   |                                             |
| • | \| \| Asteroideae: Cosmopolita. \| \| \| \| |
|   | \| \| Asteroideae: Cosmopolita. \| \| \| \| |
|   | Asteroideae: Cosmopolita.                   |
|   |                                             |

|  | Asteroideae: Cosmopolita. |
|  |                           |

|   | Corymbioideae: (Corymbium).                 |
|   |                                             |
| • | \| \| Asteroideae: Cosmopolita. \| \| \| \| |
|   | \| \| Asteroideae: Cosmopolita. \| \| \| \| |
|   | Asteroideae: Cosmopolita.                   |
|   |                                             |

|  | Asteroideae: Cosmopolita. |
|  |                           |

|   | Corymbioideae: (Corymbium).                 |
|   |                                             |
| • | \| \| Asteroideae: Cosmopolita. \| \| \| \| |
|   | \| \| Asteroideae: Cosmopolita. \| \| \| \| |
|   | Asteroideae: Cosmopolita.                   |
|   |                                             |

|  | Asteroideae: Cosmopolita. |
|  |                           |

|   | Corymbioideae: (Corymbium).                 |
|   |                                             |
| • | \| \| Asteroideae: Cosmopolita. \| \| \| \| |
|   | \| \| Asteroideae: Cosmopolita. \| \| \| \| |
|   | Asteroideae: Cosmopolita.                   |
|   |                                             |

|  | Asteroideae: Cosmopolita. |
|  |                           |

|   | Corymbioideae: (Corymbium).                 |
|   |                                             |
| • | \| \| Asteroideae: Cosmopolita. \| \| \| \| |
|   | \| \| Asteroideae: Cosmopolita. \| \| \| \| |
|   | Asteroideae: Cosmopolita.                   |
|   |                                             |

|  | Asteroideae: Cosmopolita. |
|  |                           |

|   | Corymbioideae: (Corymbium).                 |
|   |                                             |
| • | \| \| Asteroideae: Cosmopolita. \| \| \| \| |
|   | \| \| Asteroideae: Cosmopolita. \| \| \| \| |
|   | Asteroideae: Cosmopolita.                   |
|   |                                             |

|  | Asteroideae: Cosmopolita. |
|  |                           |

|   | Corymbioideae: (Corymbium).                 |
|   |                                             |
| • | \| \| Asteroideae: Cosmopolita. \| \| \| \| |
|   | \| \| Asteroideae: Cosmopolita. \| \| \| \| |
|   | Asteroideae: Cosmopolita.                   |
|   |                                             |

|  | Asteroideae: Cosmopolita. |
|  |                           |

|   | Corymbioideae: (Corymbium).                 |
|   |                                             |
| • | \| \| Asteroideae: Cosmopolita. \| \| \| \| |
|   | \| \| Asteroideae: Cosmopolita. \| \| \| \| |
|   | Asteroideae: Cosmopolita.                   |
|   |                                             |

|  | Asteroideae: Cosmopolita. |
|  |                           |

|   | Corymbioideae: (Corymbium).                 |
|   |                                             |
| • | \| \| Asteroideae: Cosmopolita. \| \| \| \| |
|   | \| \| Asteroideae: Cosmopolita. \| \| \| \| |
|   | Asteroideae: Cosmopolita.                   |
|   |                                             |

|  | Asteroideae: Cosmopolita. |
|  |                           |

|   | Corymbioideae: (Corymbium).                 |
|   |                                             |
| • | \| \| Asteroideae: Cosmopolita. \| \| \| \| |
|   | \| \| Asteroideae: Cosmopolita. \| \| \| \| |
|   | Asteroideae: Cosmopolita.                   |
|   |                                             |

|  | Asteroideae: Cosmopolita. |
|  |                           |

|   | Corymbioideae: (Corymbium).                 |
|   |                                             |
| • | \| \| Asteroideae: Cosmopolita. \| \| \| \| |
|   | \| \| Asteroideae: Cosmopolita. \| \| \| \| |
|   | Asteroideae: Cosmopolita.                   |
|   |                                             |

|  | Asteroideae: Cosmopolita. |
|  |                           |

|   | Corymbioideae: (Corymbium).                 |
|   |                                             |
| • | \| \| Asteroideae: Cosmopolita. \| \| \| \| |
|   | \| \| Asteroideae: Cosmopolita. \| \| \| \| |
|   | Asteroideae: Cosmopolita.                   |
|   |                                             |

|  | Asteroideae: Cosmopolita. |
|  |                           |

|   | Corymbioideae: (Corymbium).                 |
|   |                                             |
| • | \| \| Asteroideae: Cosmopolita. \| \| \| \| |
|   | \| \| Asteroideae: Cosmopolita. \| \| \| \| |
|   | Asteroideae: Cosmopolita.                   |
|   |                                             |

|  | Asteroideae: Cosmopolita. |
|  |                           |

|   | Corymbioideae: (Corymbium).                 |
|   |                                             |
| • | \| \| Asteroideae: Cosmopolita. \| \| \| \| |
|   | \| \| Asteroideae: Cosmopolita. \| \| \| \| |
|   | Asteroideae: Cosmopolita.                   |
|   |                                             |

|  | Asteroideae: Cosmopolita. |
|  |                           |

|   | Corymbioideae: (Corymbium).                 |
|   |                                             |
| • | \| \| Asteroideae: Cosmopolita. \| \| \| \| |
|   | \| \| Asteroideae: Cosmopolita. \| \| \| \| |
|   | Asteroideae: Cosmopolita.                   |
|   |                                             |

|  | Asteroideae: Cosmopolita. |
|  |                           |

|   | Corymbioideae: (Corymbium).                 |
|   |                                             |
| • | \| \| Asteroideae: Cosmopolita. \| \| \| \| |
|   | \| \| Asteroideae: Cosmopolita. \| \| \| \| |
|   | Asteroideae: Cosmopolita.                   |
|   |                                             |

|  | Asteroideae: Cosmopolita. |
|  |                           |

|   | Corymbioideae: (Corymbium).                 |
|   |                                             |
| • | \| \| Asteroideae: Cosmopolita. \| \| \| \| |
|   | \| \| Asteroideae: Cosmopolita. \| \| \| \| |
|   | Asteroideae: Cosmopolita.                   |
|   |                                             |

|  | Asteroideae: Cosmopolita. |
|  |                           |

|   | Corymbioideae: (Corymbium).                 |
|   |                                             |
| • | \| \| Asteroideae: Cosmopolita. \| \| \| \| |
|   | \| \| Asteroideae: Cosmopolita. \| \| \| \| |
|   | Asteroideae: Cosmopolita.                   |
|   |                                             |

|  | Asteroideae: Cosmopolita. |
|  |                           |

|   | Corymbioideae: (Corymbium).                 |
|   |                                             |
| • | \| \| Asteroideae: Cosmopolita. \| \| \| \| |
|   | \| \| Asteroideae: Cosmopolita. \| \| \| \| |
|   | Asteroideae: Cosmopolita.                   |
|   |                                             |

|  | Asteroideae: Cosmopolita. |
|  |                           |

|   | Corymbioideae: (Corymbium).                 |
|   |                                             |
| • | \| \| Asteroideae: Cosmopolita. \| \| \| \| |
|   | \| \| Asteroideae: Cosmopolita. \| \| \| \| |
|   | Asteroideae: Cosmopolita.                   |
|   |                                             |

|  | Asteroideae: Cosmopolita. |
|  |                           |

|   | Corymbioideae: (Corymbium).                 |
|   |                                             |
| • | \| \| Asteroideae: Cosmopolita. \| \| \| \| |
|   | \| \| Asteroideae: Cosmopolita. \| \| \| \| |
|   | Asteroideae: Cosmopolita.                   |
|   |                                             |

|  | Asteroideae: Cosmopolita. |
|  |                           |

|   | Corymbioideae: (Corymbium).                 |
|   |                                             |
| • | \| \| Asteroideae: Cosmopolita. \| \| \| \| |
|   | \| \| Asteroideae: Cosmopolita. \| \| \| \| |
|   | Asteroideae: Cosmopolita.                   |
|   |                                             |

|  | Asteroideae: Cosmopolita. |
|  |                           |

|   | Corymbioideae: (Corymbium).                 |
|   |                                             |
| • | \| \| Asteroideae: Cosmopolita. \| \| \| \| |
|   | \| \| Asteroideae: Cosmopolita. \| \| \| \| |
|   | Asteroideae: Cosmopolita.                   |
|   |                                             |

|  | Asteroideae: Cosmopolita. |
|  |                           |

|   | Corymbioideae: (Corymbium).                 |
|   |                                             |
| • | \| \| Asteroideae: Cosmopolita. \| \| \| \| |
|   | \| \| Asteroideae: Cosmopolita. \| \| \| \| |
|   | Asteroideae: Cosmopolita.                   |
|   |                                             |

|  | Asteroideae: Cosmopolita. |
|  |                           |

|   | Corymbioideae: (Corymbium).                 |
|   |                                             |
| • | \| \| Asteroideae: Cosmopolita. \| \| \| \| |
|   | \| \| Asteroideae: Cosmopolita. \| \| \| \| |
|   | Asteroideae: Cosmopolita.                   |
|   |                                             |

|  | Asteroideae: Cosmopolita. |
|  |                           |

|   | Corymbioideae: (Corymbium).                 |
|   |                                             |
| • | \| \| Asteroideae: Cosmopolita. \| \| \| \| |
|   | \| \| Asteroideae: Cosmopolita. \| \| \| \| |
|   | Asteroideae: Cosmopolita.                   |
|   |                                             |

|  | Asteroideae: Cosmopolita. |
|  |                           |

|   | Corymbioideae: (Corymbium).                 |
|   |                                             |
| • | \| \| Asteroideae: Cosmopolita. \| \| \| \| |
|   | \| \| Asteroideae: Cosmopolita. \| \| \| \| |
|   | Asteroideae: Cosmopolita.                   |
|   |                                             |

|  | Asteroideae: Cosmopolita. |
|  |                           |

|   | Corymbioideae: (Corymbium).                 |
|   |                                             |
| • | \| \| Asteroideae: Cosmopolita. \| \| \| \| |
|   | \| \| Asteroideae: Cosmopolita. \| \| \| \| |
|   | Asteroideae: Cosmopolita.                   |
|   |                                             |

|  | Asteroideae: Cosmopolita. |
|  |                           |

|   | Corymbioideae: (Corymbium).                 |
|   |                                             |
| • | \| \| Asteroideae: Cosmopolita. \| \| \| \| |
|   | \| \| Asteroideae: Cosmopolita. \| \| \| \| |
|   | Asteroideae: Cosmopolita.                   |
|   |                                             |

|  | Asteroideae: Cosmopolita. |
|  |                           |

|   | Corymbioideae: (Corymbium).                 |
|   |                                             |
| • | \| \| Asteroideae: Cosmopolita. \| \| \| \| |
|   | \| \| Asteroideae: Cosmopolita. \| \| \| \| |
|   | Asteroideae: Cosmopolita.                   |
|   |                                             |

|  | Asteroideae: Cosmopolita. |
|  |                           |

|   | Corymbioideae: (Corymbium).                 |
|   |                                             |
| • | \| \| Asteroideae: Cosmopolita. \| \| \| \| |
|   | \| \| Asteroideae: Cosmopolita. \| \| \| \| |
|   | Asteroideae: Cosmopolita.                   |
|   |                                             |

|  | Asteroideae: Cosmopolita. |
|  |                           |

|   | Corymbioideae: (Corymbium).                 |
|   |                                             |
| • | \| \| Asteroideae: Cosmopolita. \| \| \| \| |
|   | \| \| Asteroideae: Cosmopolita. \| \| \| \| |
|   | Asteroideae: Cosmopolita.                   |
|   |                                             |

|  | Asteroideae: Cosmopolita. |
|  |                           |

|   | Corymbioideae: (Corymbium).                 |
|   |                                             |
| • | \| \| Asteroideae: Cosmopolita. \| \| \| \| |
|   | \| \| Asteroideae: Cosmopolita. \| \| \| \| |
|   | Asteroideae: Cosmopolita.                   |
|   |                                             |

|  | Asteroideae: Cosmopolita. |
|  |                           |

|   | Corymbioideae: (Corymbium).                 |
|   |                                             |
| • | \| \| Asteroideae: Cosmopolita. \| \| \| \| |
|   | \| \| Asteroideae: Cosmopolita. \| \| \| \| |
|   | Asteroideae: Cosmopolita.                   |
|   |                                             |

|  | Asteroideae: Cosmopolita. |
|  |                           |

|   | Corymbioideae: (Corymbium).                 |
|   |                                             |
| • | \| \| Asteroideae: Cosmopolita. \| \| \| \| |
|   | \| \| Asteroideae: Cosmopolita. \| \| \| \| |
|   | Asteroideae: Cosmopolita.                   |
|   |                                             |

|  | Asteroideae: Cosmopolita. |
|  |                           |

|   | Corymbioideae: (Corymbium).                 |
|   |                                             |
| • | \| \| Asteroideae: Cosmopolita. \| \| \| \| |
|   | \| \| Asteroideae: Cosmopolita. \| \| \| \| |
|   | Asteroideae: Cosmopolita.                   |
|   |                                             |

|  | Asteroideae: Cosmopolita. |
|  |                           |

|   | Corymbioideae: (Corymbium).                 |
|   |                                             |
| • | \| \| Asteroideae: Cosmopolita. \| \| \| \| |
|   | \| \| Asteroideae: Cosmopolita. \| \| \| \| |
|   | Asteroideae: Cosmopolita.                   |
|   |                                             |

|  | Asteroideae: Cosmopolita. |
|  |                           |

|   | Corymbioideae: (Corymbium).                 |
|   |                                             |
| • | \| \| Asteroideae: Cosmopolita. \| \| \| \| |
|   | \| \| Asteroideae: Cosmopolita. \| \| \| \| |
|   | Asteroideae: Cosmopolita.                   |
|   |                                             |

|  | Asteroideae: Cosmopolita. |
|  |                           |

|   | Corymbioideae: (Corymbium).                 |
|   |                                             |
| • | \| \| Asteroideae: Cosmopolita. \| \| \| \| |
|   | \| \| Asteroideae: Cosmopolita. \| \| \| \| |
|   | Asteroideae: Cosmopolita.                   |
|   |                                             |

|  | Asteroideae: Cosmopolita. |
|  |                           |

|   | Corymbioideae: (Corymbium).                 |
|   |                                             |
| • | \| \| Asteroideae: Cosmopolita. \| \| \| \| |
|   | \| \| Asteroideae: Cosmopolita. \| \| \| \| |
|   | Asteroideae: Cosmopolita.                   |
|   |                                             |

|  | Asteroideae: Cosmopolita. |
|  |                           |

|   | Corymbioideae: (Corymbium).                 |
|   |                                             |
| • | \| \| Asteroideae: Cosmopolita. \| \| \| \| |
|   | \| \| Asteroideae: Cosmopolita. \| \| \| \| |
|   | Asteroideae: Cosmopolita.                   |
|   |                                             |

|  | Asteroideae: Cosmopolita. |
|  |                           |

|   | Corymbioideae: (Corymbium).                 |
|   |                                             |
| • | \| \| Asteroideae: Cosmopolita. \| \| \| \| |
|   | \| \| Asteroideae: Cosmopolita. \| \| \| \| |
|   | Asteroideae: Cosmopolita.                   |
|   |                                             |

|  | Asteroideae: Cosmopolita. |
|  |                           |

|   | Corymbioideae: (Corymbium).                 |
|   |                                             |
| • | \| \| Asteroideae: Cosmopolita. \| \| \| \| |
|   | \| \| Asteroideae: Cosmopolita. \| \| \| \| |
|   | Asteroideae: Cosmopolita.                   |
|   |                                             |

|  | Asteroideae: Cosmopolita. |
|  |                           |

|   | Corymbioideae: (Corymbium).                 |
|   |                                             |
| • | \| \| Asteroideae: Cosmopolita. \| \| \| \| |
|   | \| \| Asteroideae: Cosmopolita. \| \| \| \| |
|   | Asteroideae: Cosmopolita.                   |
|   |                                             |

|  | Asteroideae: Cosmopolita. |
|  |                           |

|   | Corymbioideae: (Corymbium).                 |
|   |                                             |
| • | \| \| Asteroideae: Cosmopolita. \| \| \| \| |
|   | \| \| Asteroideae: Cosmopolita. \| \| \| \| |
|   | Asteroideae: Cosmopolita.                   |
|   |                                             |

|  | Asteroideae: Cosmopolita. |
|  |                           |

|   | Corymbioideae: (Corymbium).                 |
|   |                                             |
| • | \| \| Asteroideae: Cosmopolita. \| \| \| \| |
|   | \| \| Asteroideae: Cosmopolita. \| \| \| \| |
|   | Asteroideae: Cosmopolita.                   |
|   |                                             |

|  | Asteroideae: Cosmopolita. |
|  |                           |

|   | Corymbioideae: (Corymbium).                 |
|   |                                             |
| • | \| \| Asteroideae: Cosmopolita. \| \| \| \| |
|   | \| \| Asteroideae: Cosmopolita. \| \| \| \| |
|   | Asteroideae: Cosmopolita.                   |
|   |                                             |

|  | Asteroideae: Cosmopolita. |
|  |                           |

|   | Corymbioideae: (Corymbium).                 |
|   |                                             |
| • | \| \| Asteroideae: Cosmopolita. \| \| \| \| |
|   | \| \| Asteroideae: Cosmopolita. \| \| \| \| |
|   | Asteroideae: Cosmopolita.                   |
|   |                                             |

|  | Asteroideae: Cosmopolita. |
|  |                           |

|   | Corymbioideae: (Corymbium).                 |
|   |                                             |
| • | \| \| Asteroideae: Cosmopolita. \| \| \| \| |
|   | \| \| Asteroideae: Cosmopolita. \| \| \| \| |
|   | Asteroideae: Cosmopolita.                   |
|   |                                             |

|  | Asteroideae: Cosmopolita. |
|  |                           |

|   | Corymbioideae: (Corymbium).                 |
|   |                                             |
| • | \| \| Asteroideae: Cosmopolita. \| \| \| \| |
|   | \| \| Asteroideae: Cosmopolita. \| \| \| \| |
|   | Asteroideae: Cosmopolita.                   |
|   |                                             |

|  | Asteroideae: Cosmopolita. |
|  |                           |

|   | Corymbioideae: (Corymbium).                 |
|   |                                             |
| • | \| \| Asteroideae: Cosmopolita. \| \| \| \| |
|   | \| \| Asteroideae: Cosmopolita. \| \| \| \| |
|   | Asteroideae: Cosmopolita.                   |
|   |                                             |

|  | Asteroideae: Cosmopolita. |
|  |                           |

|   | Corymbioideae: (Corymbium).                 |
|   |                                             |
| • | \| \| Asteroideae: Cosmopolita. \| \| \| \| |
|   | \| \| Asteroideae: Cosmopolita. \| \| \| \| |
|   | Asteroideae: Cosmopolita.                   |
|   |                                             |

|  | Asteroideae: Cosmopolita. |
|  |                           |

|   | Corymbioideae: (Corymbium).                 |
|   |                                             |
| • | \| \| Asteroideae: Cosmopolita. \| \| \| \| |
|   | \| \| Asteroideae: Cosmopolita. \| \| \| \| |
|   | Asteroideae: Cosmopolita.                   |
|   |                                             |

|  | Asteroideae: Cosmopolita. |
|  |                           |

|   | Corymbioideae: (Corymbium).                 |
|   |                                             |
| • | \| \| Asteroideae: Cosmopolita. \| \| \| \| |
|   | \| \| Asteroideae: Cosmopolita. \| \| \| \| |
|   | Asteroideae: Cosmopolita.                   |
|   |                                             |

|  | Asteroideae: Cosmopolita. |
|  |                           |

|   | Corymbioideae: (Corymbium).                 |
|   |                                             |
| • | \| \| Asteroideae: Cosmopolita. \| \| \| \| |
|   | \| \| Asteroideae: Cosmopolita. \| \| \| \| |
|   | Asteroideae: Cosmopolita.                   |
|   |                                             |

|  | Asteroideae: Cosmopolita. |
|  |                           |

|   | Corymbioideae: (Corymbium).                 |
|   |                                             |
| • | \| \| Asteroideae: Cosmopolita. \| \| \| \| |
|   | \| \| Asteroideae: Cosmopolita. \| \| \| \| |
|   | Asteroideae: Cosmopolita.                   |
|   |                                             |

|  | Asteroideae: Cosmopolita. |
|  |                           |

|   | Corymbioideae: (Corymbium).                 |
|   |                                             |
| • | \| \| Asteroideae: Cosmopolita. \| \| \| \| |
|   | \| \| Asteroideae: Cosmopolita. \| \| \| \| |
|   | Asteroideae: Cosmopolita.                   |
|   |                                             |

|  | Asteroideae: Cosmopolita. |
|  |                           |

|   | Corymbioideae: (Corymbium).                 |
|   |                                             |
| • | \| \| Asteroideae: Cosmopolita. \| \| \| \| |
|   | \| \| Asteroideae: Cosmopolita. \| \| \| \| |
|   | Asteroideae: Cosmopolita.                   |
|   |                                             |

|  | Asteroideae: Cosmopolita. |
|  |                           |

|   | Corymbioideae: (Corymbium).                 |
|   |                                             |
| • | \| \| Asteroideae: Cosmopolita. \| \| \| \| |
|   | \| \| Asteroideae: Cosmopolita. \| \| \| \| |
|   | Asteroideae: Cosmopolita.                   |
|   |                                             |

|  | Asteroideae: Cosmopolita. |
|  |                           |

|   | Corymbioideae: (Corymbium).                 |
|   |                                             |
| • | \| \| Asteroideae: Cosmopolita. \| \| \| \| |
|   | \| \| Asteroideae: Cosmopolita. \| \| \| \| |
|   | Asteroideae: Cosmopolita.                   |
|   |                                             |

|  | Asteroideae: Cosmopolita. |
|  |                           |

|   | Corymbioideae: (Corymbium).                 |
|   |                                             |
| • | \| \| Asteroideae: Cosmopolita. \| \| \| \| |
|   | \| \| Asteroideae: Cosmopolita. \| \| \| \| |
|   | Asteroideae: Cosmopolita.                   |
|   |                                             |

|  | Asteroideae: Cosmopolita. |
|  |                           |

|   | Corymbioideae: (Corymbium).                 |
|   |                                             |
| • | \| \| Asteroideae: Cosmopolita. \| \| \| \| |
|   | \| \| Asteroideae: Cosmopolita. \| \| \| \| |
|   | Asteroideae: Cosmopolita.                   |
|   |                                             |

|  | Asteroideae: Cosmopolita. |
|  |                           |

|   | Corymbioideae: (Corymbium).                 |
|   |                                             |
| • | \| \| Asteroideae: Cosmopolita. \| \| \| \| |
|   | \| \| Asteroideae: Cosmopolita. \| \| \| \| |
|   | Asteroideae: Cosmopolita.                   |
|   |                                             |

|  | Asteroideae: Cosmopolita. |
|  |                           |

|   | Corymbioideae: (Corymbium).                 |
|   |                                             |
| • | \| \| Asteroideae: Cosmopolita. \| \| \| \| |
|   | \| \| Asteroideae: Cosmopolita. \| \| \| \| |
|   | Asteroideae: Cosmopolita.                   |
|   |                                             |

|  | Asteroideae: Cosmopolita. |
|  |                           |

|   | Corymbioideae: (Corymbium).                 |
|   |                                             |
| • | \| \| Asteroideae: Cosmopolita. \| \| \| \| |
|   | \| \| Asteroideae: Cosmopolita. \| \| \| \| |
|   | Asteroideae: Cosmopolita.                   |
|   |                                             |

|  | Asteroideae: Cosmopolita. |
|  |                           |

|   | Corymbioideae: (Corymbium).                 |
|   |                                             |
| • | \| \| Asteroideae: Cosmopolita. \| \| \| \| |
|   | \| \| Asteroideae: Cosmopolita. \| \| \| \| |
|   | Asteroideae: Cosmopolita.                   |
|   |                                             |

|  | Asteroideae: Cosmopolita. |
|  |                           |

|   | Corymbioideae: (Corymbium).                 |
|   |                                             |
| • | \| \| Asteroideae: Cosmopolita. \| \| \| \| |
|   | \| \| Asteroideae: Cosmopolita. \| \| \| \| |
|   | Asteroideae: Cosmopolita.                   |
|   |                                             |

|  | Asteroideae: Cosmopolita. |
|  |                           |

|   | Corymbioideae: (Corymbium).                 |
|   |                                             |
| • | \| \| Asteroideae: Cosmopolita. \| \| \| \| |
|   | \| \| Asteroideae: Cosmopolita. \| \| \| \| |
|   | Asteroideae: Cosmopolita.                   |
|   |                                             |

|  | Asteroideae: Cosmopolita. |
|  |                           |

|   | Corymbioideae: (Corymbium).                 |
|   |                                             |
| • | \| \| Asteroideae: Cosmopolita. \| \| \| \| |
|   | \| \| Asteroideae: Cosmopolita. \| \| \| \| |
|   | Asteroideae: Cosmopolita.                   |
|   |                                             |

|  | Asteroideae: Cosmopolita. |
|  |                           |

|   | Corymbioideae: (Corymbium).                 |
|   |                                             |
| • | \| \| Asteroideae: Cosmopolita. \| \| \| \| |
|   | \| \| Asteroideae: Cosmopolita. \| \| \| \| |
|   | Asteroideae: Cosmopolita.                   |
|   |                                             |

|  | Asteroideae: Cosmopolita. |
|  |                           |

|   | Corymbioideae: (Corymbium).                 |
|   |                                             |
| • | \| \| Asteroideae: Cosmopolita. \| \| \| \| |
|   | \| \| Asteroideae: Cosmopolita. \| \| \| \| |
|   | Asteroideae: Cosmopolita.                   |
|   |                                             |

|  | Asteroideae: Cosmopolita. |
|  |                           |

|   | Corymbioideae: (Corymbium).                 |
|   |                                             |
| • | \| \| Asteroideae: Cosmopolita. \| \| \| \| |
|   | \| \| Asteroideae: Cosmopolita. \| \| \| \| |
|   | Asteroideae: Cosmopolita.                   |
|   |                                             |

|  | Asteroideae: Cosmopolita. |
|  |                           |

|   | Corymbioideae: (Corymbium).                 |
|   |                                             |
| • | \| \| Asteroideae: Cosmopolita. \| \| \| \| |
|   | \| \| Asteroideae: Cosmopolita. \| \| \| \| |
|   | Asteroideae: Cosmopolita.                   |
|   |                                             |

|  | Asteroideae: Cosmopolita. |
|  |                           |

|   | Corymbioideae: (Corymbium).                 |
|   |                                             |
| • | \| \| Asteroideae: Cosmopolita. \| \| \| \| |
|   | \| \| Asteroideae: Cosmopolita. \| \| \| \| |
|   | Asteroideae: Cosmopolita.                   |
|   |                                             |

|  | Asteroideae: Cosmopolita. |
|  |                           |

|   | Corymbioideae: (Corymbium).                 |
|   |                                             |
| • | \| \| Asteroideae: Cosmopolita. \| \| \| \| |
|   | \| \| Asteroideae: Cosmopolita. \| \| \| \| |
|   | Asteroideae: Cosmopolita.                   |
|   |                                             |

|  | Asteroideae: Cosmopolita. |
|  |                           |

|   | Corymbioideae: (Corymbium).                 |
|   |                                             |
| • | \| \| Asteroideae: Cosmopolita. \| \| \| \| |
|   | \| \| Asteroideae: Cosmopolita. \| \| \| \| |
|   | Asteroideae: Cosmopolita.                   |
|   |                                             |

|  | Asteroideae: Cosmopolita. |
|  |                           |

|   | Corymbioideae: (Corymbium).                 |
|   |                                             |
| • | \| \| Asteroideae: Cosmopolita. \| \| \| \| |
|   | \| \| Asteroideae: Cosmopolita. \| \| \| \| |
|   | Asteroideae: Cosmopolita.                   |
|   |                                             |

|  | Asteroideae: Cosmopolita. |
|  |                           |

|   | Corymbioideae: (Corymbium).                 |
|   |                                             |
| • | \| \| Asteroideae: Cosmopolita. \| \| \| \| |
|   | \| \| Asteroideae: Cosmopolita. \| \| \| \| |
|   | Asteroideae: Cosmopolita.                   |
|   |                                             |

|  | Asteroideae: Cosmopolita. |
|  |                           |

|   | Corymbioideae: (Corymbium).                 |
|   |                                             |
| • | \| \| Asteroideae: Cosmopolita. \| \| \| \| |
|   | \| \| Asteroideae: Cosmopolita. \| \| \| \| |
|   | Asteroideae: Cosmopolita.                   |
|   |                                             |

|  | Asteroideae: Cosmopolita. |
|  |                           |

|   | Corymbioideae: (Corymbium).                 |
|   |                                             |
| • | \| \| Asteroideae: Cosmopolita. \| \| \| \| |
|   | \| \| Asteroideae: Cosmopolita. \| \| \| \| |
|   | Asteroideae: Cosmopolita.                   |
|   |                                             |

|  | Asteroideae: Cosmopolita. |
|  |                           |

|   | Corymbioideae: (Corymbium).                 |
|   |                                             |
| • | \| \| Asteroideae: Cosmopolita. \| \| \| \| |
|   | \| \| Asteroideae: Cosmopolita. \| \| \| \| |
|   | Asteroideae: Cosmopolita.                   |
|   |                                             |

|  | Asteroideae: Cosmopolita. |
|  |                           |

|   | Corymbioideae: (Corymbium).                 |
|   |                                             |
| • | \| \| Asteroideae: Cosmopolita. \| \| \| \| |
|   | \| \| Asteroideae: Cosmopolita. \| \| \| \| |
|   | Asteroideae: Cosmopolita.                   |
|   |                                             |

|  | Asteroideae: Cosmopolita. |
|  |                           |

|   | Corymbioideae: (Corymbium).                 |
|   |                                             |
| • | \| \| Asteroideae: Cosmopolita. \| \| \| \| |
|   | \| \| Asteroideae: Cosmopolita. \| \| \| \| |
|   | Asteroideae: Cosmopolita.                   |
|   |                                             |

|  | Asteroideae: Cosmopolita. |
|  |                           |

|   | Corymbioideae: (Corymbium).                 |
|   |                                             |
| • | \| \| Asteroideae: Cosmopolita. \| \| \| \| |
|   | \| \| Asteroideae: Cosmopolita. \| \| \| \| |
|   | Asteroideae: Cosmopolita.                   |
|   |                                             |

|  | Asteroideae: Cosmopolita. |
|  |                           |

|   | Corymbioideae: (Corymbium).                 |
|   |                                             |
| • | \| \| Asteroideae: Cosmopolita. \| \| \| \| |
|   | \| \| Asteroideae: Cosmopolita. \| \| \| \| |
|   | Asteroideae: Cosmopolita.                   |
|   |                                             |

|  | Asteroideae: Cosmopolita. |
|  |                           |

|   | Corymbioideae: (Corymbium).                 |
|   |                                             |
| • | \| \| Asteroideae: Cosmopolita. \| \| \| \| |
|   | \| \| Asteroideae: Cosmopolita. \| \| \| \| |
|   | Asteroideae: Cosmopolita.                   |
|   |                                             |

|  | Asteroideae: Cosmopolita. |
|  |                           |

|   | Corymbioideae: (Corymbium).                 |
|   |                                             |
| • | \| \| Asteroideae: Cosmopolita. \| \| \| \| |
|   | \| \| Asteroideae: Cosmopolita. \| \| \| \| |
|   | Asteroideae: Cosmopolita.                   |
|   |                                             |

|  | Asteroideae: Cosmopolita. |
|  |                           |

|   | Corymbioideae: (Corymbium).                 |
|   |                                             |
| • | \| \| Asteroideae: Cosmopolita. \| \| \| \| |
|   | \| \| Asteroideae: Cosmopolita. \| \| \| \| |
|   | Asteroideae: Cosmopolita.                   |
|   |                                             |

|  | Asteroideae: Cosmopolita. |
|  |                           |

|   | Corymbioideae: (Corymbium).                 |
|   |                                             |
| • | \| \| Asteroideae: Cosmopolita. \| \| \| \| |
|   | \| \| Asteroideae: Cosmopolita. \| \| \| \| |
|   | Asteroideae: Cosmopolita.                   |
|   |                                             |

|  | Asteroideae: Cosmopolita. |
|  |                           |

|   | Corymbioideae: (Corymbium).                 |
|   |                                             |
| • | \| \| Asteroideae: Cosmopolita. \| \| \| \| |
|   | \| \| Asteroideae: Cosmopolita. \| \| \| \| |
|   | Asteroideae: Cosmopolita.                   |
|   |                                             |

|  | Asteroideae: Cosmopolita. |
|  |                           |

|   | Corymbioideae: (Corymbium).                 |
|   |                                             |
| • | \| \| Asteroideae: Cosmopolita. \| \| \| \| |
|   | \| \| Asteroideae: Cosmopolita. \| \| \| \| |
|   | Asteroideae: Cosmopolita.                   |
|   |                                             |

|  | Asteroideae: Cosmopolita. |
|  |                           |

|   | Corymbioideae: (Corymbium).                 |
|   |                                             |
| • | \| \| Asteroideae: Cosmopolita. \| \| \| \| |
|   | \| \| Asteroideae: Cosmopolita. \| \| \| \| |
|   | Asteroideae: Cosmopolita.                   |
|   |                                             |

|  | Asteroideae: Cosmopolita. |
|  |                           |

|   | Corymbioideae: (Corymbium).                 |
|   |                                             |
| • | \| \| Asteroideae: Cosmopolita. \| \| \| \| |
|   | \| \| Asteroideae: Cosmopolita. \| \| \| \| |
|   | Asteroideae: Cosmopolita.                   |
|   |                                             |

|  | Asteroideae: Cosmopolita. |
|  |                           |

|   | Corymbioideae: (Corymbium).                 |
|   |                                             |
| • | \| \| Asteroideae: Cosmopolita. \| \| \| \| |
|   | \| \| Asteroideae: Cosmopolita. \| \| \| \| |
|   | Asteroideae: Cosmopolita.                   |
|   |                                             |

|  | Asteroideae: Cosmopolita. |
|  |                           |

|   | Corymbioideae: (Corymbium).                 |
|   |                                             |
| • | \| \| Asteroideae: Cosmopolita. \| \| \| \| |
|   | \| \| Asteroideae: Cosmopolita. \| \| \| \| |
|   | Asteroideae: Cosmopolita.                   |
|   |                                             |

|  | Asteroideae: Cosmopolita. |
|  |                           |

|   | Corymbioideae: (Corymbium).                 |
|   |                                             |
| • | \| \| Asteroideae: Cosmopolita. \| \| \| \| |
|   | \| \| Asteroideae: Cosmopolita. \| \| \| \| |
|   | Asteroideae: Cosmopolita.                   |
|   |                                             |

|  | Asteroideae: Cosmopolita. |
|  |                           |

|   | Corymbioideae: (Corymbium).                 |
|   |                                             |
| • | \| \| Asteroideae: Cosmopolita. \| \| \| \| |
|   | \| \| Asteroideae: Cosmopolita. \| \| \| \| |
|   | Asteroideae: Cosmopolita.                   |
|   |                                             |

|  | Asteroideae: Cosmopolita. |
|  |                           |

|   | Corymbioideae: (Corymbium).                 |
|   |                                             |
| • | \| \| Asteroideae: Cosmopolita. \| \| \| \| |
|   | \| \| Asteroideae: Cosmopolita. \| \| \| \| |
|   | Asteroideae: Cosmopolita.                   |
|   |                                             |

|  | Asteroideae: Cosmopolita. |
|  |                           |

|   | Corymbioideae: (Corymbium).                 |
|   |                                             |
| • | \| \| Asteroideae: Cosmopolita. \| \| \| \| |
|   | \| \| Asteroideae: Cosmopolita. \| \| \| \| |
|   | Asteroideae: Cosmopolita.                   |
|   |                                             |

|  | Asteroideae: Cosmopolita. |
|  |                           |

|   | Corymbioideae: (Corymbium).                 |
|   |                                             |
| • | \| \| Asteroideae: Cosmopolita. \| \| \| \| |
|   | \| \| Asteroideae: Cosmopolita. \| \| \| \| |
|   | Asteroideae: Cosmopolita.                   |
|   |                                             |

|  | Asteroideae: Cosmopolita. |
|  |                           |

|   | Corymbioideae: (Corymbium).                 |
|   |                                             |
| • | \| \| Asteroideae: Cosmopolita. \| \| \| \| |
|   | \| \| Asteroideae: Cosmopolita. \| \| \| \| |
|   | Asteroideae: Cosmopolita.                   |
|   |                                             |

|  | Asteroideae: Cosmopolita. |
|  |                           |

|   | Corymbioideae: (Corymbium).                 |
|   |                                             |
| • | \| \| Asteroideae: Cosmopolita. \| \| \| \| |
|   | \| \| Asteroideae: Cosmopolita. \| \| \| \| |
|   | Asteroideae: Cosmopolita.                   |
|   |                                             |

|  | Asteroideae: Cosmopolita. |
|  |                           |

|   | Corymbioideae: (Corymbium).                 |
|   |                                             |
| • | \| \| Asteroideae: Cosmopolita. \| \| \| \| |
|   | \| \| Asteroideae: Cosmopolita. \| \| \| \| |
|   | Asteroideae: Cosmopolita.                   |
|   |                                             |

|  | Asteroideae: Cosmopolita. |
|  |                           |

|   | Corymbioideae: (Corymbium).                 |
|   |                                             |
| • | \| \| Asteroideae: Cosmopolita. \| \| \| \| |
|   | \| \| Asteroideae: Cosmopolita. \| \| \| \| |
|   | Asteroideae: Cosmopolita.                   |
|   |                                             |

|  | Asteroideae: Cosmopolita. |
|  |                           |

|   | Corymbioideae: (Corymbium).                 |
|   |                                             |
| • | \| \| Asteroideae: Cosmopolita. \| \| \| \| |
|   | \| \| Asteroideae: Cosmopolita. \| \| \| \| |
|   | Asteroideae: Cosmopolita.                   |
|   |                                             |

|  | Asteroideae: Cosmopolita. |
|  |                           |

|   | Corymbioideae: (Corymbium).                 |
|   |                                             |
| • | \| \| Asteroideae: Cosmopolita. \| \| \| \| |
|   | \| \| Asteroideae: Cosmopolita. \| \| \| \| |
|   | Asteroideae: Cosmopolita.                   |
|   |                                             |

|  | Asteroideae: Cosmopolita. |
|  |                           |

|   | Corymbioideae: (Corymbium).                 |
|   |                                             |
| • | \| \| Asteroideae: Cosmopolita. \| \| \| \| |
|   | \| \| Asteroideae: Cosmopolita. \| \| \| \| |
|   | Asteroideae: Cosmopolita.                   |
|   |                                             |

|  | Asteroideae: Cosmopolita. |
|  |                           |

|   | Corymbioideae: (Corymbium).                 |
|   |                                             |
| • | \| \| Asteroideae: Cosmopolita. \| \| \| \| |
|   | \| \| Asteroideae: Cosmopolita. \| \| \| \| |
|   | Asteroideae: Cosmopolita.                   |
|   |                                             |

|  | Asteroideae: Cosmopolita. |
|  |                           |

|   | Corymbioideae: (Corymbium).                 |
|   |                                             |
| • | \| \| Asteroideae: Cosmopolita. \| \| \| \| |
|   | \| \| Asteroideae: Cosmopolita. \| \| \| \| |
|   | Asteroideae: Cosmopolita.                   |
|   |                                             |

|  | Asteroideae: Cosmopolita. |
|  |                           |

|   | Corymbioideae: (Corymbium).                 |
|   |                                             |
| • | \| \| Asteroideae: Cosmopolita. \| \| \| \| |
|   | \| \| Asteroideae: Cosmopolita. \| \| \| \| |
|   | Asteroideae: Cosmopolita.                   |
|   |                                             |

|  | Asteroideae: Cosmopolita. |
|  |                           |

|   | Corymbioideae: (Corymbium).                 |
|   |                                             |
| • | \| \| Asteroideae: Cosmopolita. \| \| \| \| |
|   | \| \| Asteroideae: Cosmopolita. \| \| \| \| |
|   | Asteroideae: Cosmopolita.                   |
|   |                                             |

|  | Asteroideae: Cosmopolita. |
|  |                           |

|   | Corymbioideae: (Corymbium).                 |
|   |                                             |
| • | \| \| Asteroideae: Cosmopolita. \| \| \| \| |
|   | \| \| Asteroideae: Cosmopolita. \| \| \| \| |
|   | Asteroideae: Cosmopolita.                   |
|   |                                             |

|  | Asteroideae: Cosmopolita. |
|  |                           |

|   | Corymbioideae: (Corymbium).                 |
|   |                                             |
| • | \| \| Asteroideae: Cosmopolita. \| \| \| \| |
|   | \| \| Asteroideae: Cosmopolita. \| \| \| \| |
|   | Asteroideae: Cosmopolita.                   |
|   |                                             |

|  | Asteroideae: Cosmopolita. |
|  |                           |

|   | Corymbioideae: (Corymbium).                 |
|   |                                             |
| • | \| \| Asteroideae: Cosmopolita. \| \| \| \| |
|   | \| \| Asteroideae: Cosmopolita. \| \| \| \| |
|   | Asteroideae: Cosmopolita.                   |
|   |                                             |

|  | Asteroideae: Cosmopolita. |
|  |                           |

|   | Corymbioideae: (Corymbium).                 |
|   |                                             |
| • | \| \| Asteroideae: Cosmopolita. \| \| \| \| |
|   | \| \| Asteroideae: Cosmopolita. \| \| \| \| |
|   | Asteroideae: Cosmopolita.                   |
|   |                                             |

|  | Asteroideae: Cosmopolita. |
|  |                           |

|   | Corymbioideae: (Corymbium).                 |
|   |                                             |
| • | \| \| Asteroideae: Cosmopolita. \| \| \| \| |
|   | \| \| Asteroideae: Cosmopolita. \| \| \| \| |
|   | Asteroideae: Cosmopolita.                   |
|   |                                             |

|  | Asteroideae: Cosmopolita. |
|  |                           |

|   | Corymbioideae: (Corymbium).                 |
|   |                                             |
| • | \| \| Asteroideae: Cosmopolita. \| \| \| \| |
|   | \| \| Asteroideae: Cosmopolita. \| \| \| \| |
|   | Asteroideae: Cosmopolita.                   |
|   |                                             |

|  | Asteroideae: Cosmopolita. |
|  |                           |

|   | Corymbioideae: (Corymbium).                 |
|   |                                             |
| • | \| \| Asteroideae: Cosmopolita. \| \| \| \| |
|   | \| \| Asteroideae: Cosmopolita. \| \| \| \| |
|   | Asteroideae: Cosmopolita.                   |
|   |                                             |

|  | Asteroideae: Cosmopolita. |
|  |                           |

|   | Corymbioideae: (Corymbium).                 |
|   |                                             |
| • | \| \| Asteroideae: Cosmopolita. \| \| \| \| |
|   | \| \| Asteroideae: Cosmopolita. \| \| \| \| |
|   | Asteroideae: Cosmopolita.                   |
|   |                                             |

|  | Asteroideae: Cosmopolita. |
|  |                           |

|   | Corymbioideae: (Corymbium).                 |
|   |                                             |
| • | \| \| Asteroideae: Cosmopolita. \| \| \| \| |
|   | \| \| Asteroideae: Cosmopolita. \| \| \| \| |
|   | Asteroideae: Cosmopolita.                   |
|   |                                             |

|  | Asteroideae: Cosmopolita. |
|  |                           |

|   | Corymbioideae: (Corymbium).                 |
|   |                                             |
| • | \| \| Asteroideae: Cosmopolita. \| \| \| \| |
|   | \| \| Asteroideae: Cosmopolita. \| \| \| \| |
|   | Asteroideae: Cosmopolita.                   |
|   |                                             |

|  | Asteroideae: Cosmopolita. |
|  |                           |

|   | Corymbioideae: (Corymbium).                 |
|   |                                             |
| • | \| \| Asteroideae: Cosmopolita. \| \| \| \| |
|   | \| \| Asteroideae: Cosmopolita. \| \| \| \| |
|   | Asteroideae: Cosmopolita.                   |
|   |                                             |

|  | Asteroideae: Cosmopolita. |
|  |                           |

|   | Corymbioideae: (Corymbium).                 |
|   |                                             |
| • | \| \| Asteroideae: Cosmopolita. \| \| \| \| |
|   | \| \| Asteroideae: Cosmopolita. \| \| \| \| |
|   | Asteroideae: Cosmopolita.                   |
|   |                                             |

|  | Asteroideae: Cosmopolita. |
|  |                           |

|   | Corymbioideae: (Corymbium).                 |
|   |                                             |
| • | \| \| Asteroideae: Cosmopolita. \| \| \| \| |
|   | \| \| Asteroideae: Cosmopolita. \| \| \| \| |
|   | Asteroideae: Cosmopolita.                   |
|   |                                             |

|  | Asteroideae: Cosmopolita. |
|  |                           |

|   | Corymbioideae: (Corymbium).                 |
|   |                                             |
| • | \| \| Asteroideae: Cosmopolita. \| \| \| \| |
|   | \| \| Asteroideae: Cosmopolita. \| \| \| \| |
|   | Asteroideae: Cosmopolita.                   |
|   |                                             |

|  | Asteroideae: Cosmopolita. |
|  |                           |

|   | Corymbioideae: (Corymbium).                 |
|   |                                             |
| • | \| \| Asteroideae: Cosmopolita. \| \| \| \| |
|   | \| \| Asteroideae: Cosmopolita. \| \| \| \| |
|   | Asteroideae: Cosmopolita.                   |
|   |                                             |

|  | Asteroideae: Cosmopolita. |
|  |                           |

|   | Corymbioideae: (Corymbium).                 |
|   |                                             |
| • | \| \| Asteroideae: Cosmopolita. \| \| \| \| |
|   | \| \| Asteroideae: Cosmopolita. \| \| \| \| |
|   | Asteroideae: Cosmopolita.                   |
|   |                                             |

|  | Asteroideae: Cosmopolita. |
|  |                           |

|   | Corymbioideae: (Corymbium).                 |
|   |                                             |
| • | \| \| Asteroideae: Cosmopolita. \| \| \| \| |
|   | \| \| Asteroideae: Cosmopolita. \| \| \| \| |
|   | Asteroideae: Cosmopolita.                   |
|   |                                             |

|  | Asteroideae: Cosmopolita. |
|  |                           |

|   | Corymbioideae: (Corymbium).                 |
|   |                                             |
| • | \| \| Asteroideae: Cosmopolita. \| \| \| \| |
|   | \| \| Asteroideae: Cosmopolita. \| \| \| \| |
|   | Asteroideae: Cosmopolita.                   |
|   |                                             |

|  | Asteroideae: Cosmopolita. |
|  |                           |

|   | Corymbioideae: (Corymbium).                 |
|   |                                             |
| • | \| \| Asteroideae: Cosmopolita. \| \| \| \| |
|   | \| \| Asteroideae: Cosmopolita. \| \| \| \| |
|   | Asteroideae: Cosmopolita.                   |
|   |                                             |

|  | Asteroideae: Cosmopolita. |
|  |                           |

|   | Corymbioideae: (Corymbium).                 |
|   |                                             |
| • | \| \| Asteroideae: Cosmopolita. \| \| \| \| |
|   | \| \| Asteroideae: Cosmopolita. \| \| \| \| |
|   | Asteroideae: Cosmopolita.                   |
|   |                                             |

|  | Asteroideae: Cosmopolita. |
|  |                           |

|   | Corymbioideae: (Corymbium).                 |
|   |                                             |
| • | \| \| Asteroideae: Cosmopolita. \| \| \| \| |
|   | \| \| Asteroideae: Cosmopolita. \| \| \| \| |
|   | Asteroideae: Cosmopolita.                   |
|   |                                             |

|  | Asteroideae: Cosmopolita. |
|  |                           |

|   | Corymbioideae: (Corymbium).                 |
|   |                                             |
| • | \| \| Asteroideae: Cosmopolita. \| \| \| \| |
|   | \| \| Asteroideae: Cosmopolita. \| \| \| \| |
|   | Asteroideae: Cosmopolita.                   |
|   |                                             |

|  | Asteroideae: Cosmopolita. |
|  |                           |

|   | Corymbioideae: (Corymbium).                 |
|   |                                             |
| • | \| \| Asteroideae: Cosmopolita. \| \| \| \| |
|   | \| \| Asteroideae: Cosmopolita. \| \| \| \| |
|   | Asteroideae: Cosmopolita.                   |
|   |                                             |

|  | Asteroideae: Cosmopolita. |
|  |                           |

|   | Corymbioideae: (Corymbium).                 |
|   |                                             |
| • | \| \| Asteroideae: Cosmopolita. \| \| \| \| |
|   | \| \| Asteroideae: Cosmopolita. \| \| \| \| |
|   | Asteroideae: Cosmopolita.                   |
|   |                                             |

|  | Asteroideae: Cosmopolita. |
|  |                           |

|   | Corymbioideae: (Corymbium).                 |
|   |                                             |
| • | \| \| Asteroideae: Cosmopolita. \| \| \| \| |
|   | \| \| Asteroideae: Cosmopolita. \| \| \| \| |
|   | Asteroideae: Cosmopolita.                   |
|   |                                             |

|  | Asteroideae: Cosmopolita. |
|  |                           |

|   | Corymbioideae: (Corymbium).                 |
|   |                                             |
| • | \| \| Asteroideae: Cosmopolita. \| \| \| \| |
|   | \| \| Asteroideae: Cosmopolita. \| \| \| \| |
|   | Asteroideae: Cosmopolita.                   |
|   |                                             |

|  | Asteroideae: Cosmopolita. |
|  |                           |

|   | Corymbioideae: (Corymbium).                 |
|   |                                             |
| • | \| \| Asteroideae: Cosmopolita. \| \| \| \| |
|   | \| \| Asteroideae: Cosmopolita. \| \| \| \| |
|   | Asteroideae: Cosmopolita.                   |
|   |                                             |

|  | Asteroideae: Cosmopolita. |
|  |                           |

|   | Corymbioideae: (Corymbium).                 |
|   |                                             |
| • | \| \| Asteroideae: Cosmopolita. \| \| \| \| |
|   | \| \| Asteroideae: Cosmopolita. \| \| \| \| |
|   | Asteroideae: Cosmopolita.                   |
|   |                                             |

|  | Asteroideae: Cosmopolita. |
|  |                           |

|   | Corymbioideae: (Corymbium).                 |
|   |                                             |
| • | \| \| Asteroideae: Cosmopolita. \| \| \| \| |
|   | \| \| Asteroideae: Cosmopolita. \| \| \| \| |
|   | Asteroideae: Cosmopolita.                   |
|   |                                             |

|  | Asteroideae: Cosmopolita. |
|  |                           |

|   | Corymbioideae: (Corymbium).                 |
|   |                                             |
| • | \| \| Asteroideae: Cosmopolita. \| \| \| \| |
|   | \| \| Asteroideae: Cosmopolita. \| \| \| \| |
|   | Asteroideae: Cosmopolita.                   |
|   |                                             |

|  | Asteroideae: Cosmopolita. |
|  |                           |

|   | Corymbioideae: (Corymbium).                 |
|   |                                             |
| • | \| \| Asteroideae: Cosmopolita. \| \| \| \| |
|   | \| \| Asteroideae: Cosmopolita. \| \| \| \| |
|   | Asteroideae: Cosmopolita.                   |
|   |                                             |

|  | Asteroideae: Cosmopolita. |
|  |                           |

|   | Corymbioideae: (Corymbium).                 |
|   |                                             |
| • | \| \| Asteroideae: Cosmopolita. \| \| \| \| |
|   | \| \| Asteroideae: Cosmopolita. \| \| \| \| |
|   | Asteroideae: Cosmopolita.                   |
|   |                                             |

|  | Asteroideae: Cosmopolita. |
|  |                           |

|   | Corymbioideae: (Corymbium).                 |
|   |                                             |
| • | \| \| Asteroideae: Cosmopolita. \| \| \| \| |
|   | \| \| Asteroideae: Cosmopolita. \| \| \| \| |
|   | Asteroideae: Cosmopolita.                   |
|   |                                             |

|  | Asteroideae: Cosmopolita. |
|  |                           |

|   | Corymbioideae: (Corymbium).                 |
|   |                                             |
| • | \| \| Asteroideae: Cosmopolita. \| \| \| \| |
|   | \| \| Asteroideae: Cosmopolita. \| \| \| \| |
|   | Asteroideae: Cosmopolita.                   |
|   |                                             |

|  | Asteroideae: Cosmopolita. |
|  |                           |

|   | Corymbioideae: (Corymbium).                 |
|   |                                             |
| • | \| \| Asteroideae: Cosmopolita. \| \| \| \| |
|   | \| \| Asteroideae: Cosmopolita. \| \| \| \| |
|   | Asteroideae: Cosmopolita.                   |
|   |                                             |

|  | Asteroideae: Cosmopolita. |
|  |                           |

|   | Corymbioideae: (Corymbium).                 |
|   |                                             |
| • | \| \| Asteroideae: Cosmopolita. \| \| \| \| |
|   | \| \| Asteroideae: Cosmopolita. \| \| \| \| |
|   | Asteroideae: Cosmopolita.                   |
|   |                                             |

|  | Asteroideae: Cosmopolita. |
|  |                           |

|   | Corymbioideae: (Corymbium).                 |
|   |                                             |
| • | \| \| Asteroideae: Cosmopolita. \| \| \| \| |
|   | \| \| Asteroideae: Cosmopolita. \| \| \| \| |
|   | Asteroideae: Cosmopolita.                   |
|   |                                             |

|  | Asteroideae: Cosmopolita. |
|  |                           |

|   | Corymbioideae: (Corymbium).                 |
|   |                                             |
| • | \| \| Asteroideae: Cosmopolita. \| \| \| \| |
|   | \| \| Asteroideae: Cosmopolita. \| \| \| \| |
|   | Asteroideae: Cosmopolita.                   |
|   |                                             |

|  | Asteroideae: Cosmopolita. |
|  |                           |

|   | Corymbioideae: (Corymbium).                 |
|   |                                             |
| • | \| \| Asteroideae: Cosmopolita. \| \| \| \| |
|   | \| \| Asteroideae: Cosmopolita. \| \| \| \| |
|   | Asteroideae: Cosmopolita.                   |
|   |                                             |

|  | Asteroideae: Cosmopolita. |
|  |                           |

|   | Corymbioideae: (Corymbium).                 |
|   |                                             |
| • | \| \| Asteroideae: Cosmopolita. \| \| \| \| |
|   | \| \| Asteroideae: Cosmopolita. \| \| \| \| |
|   | Asteroideae: Cosmopolita.                   |
|   |                                             |

|  | Asteroideae: Cosmopolita. |
|  |                           |

|   | Corymbioideae: (Corymbium).                 |
|   |                                             |
| • | \| \| Asteroideae: Cosmopolita. \| \| \| \| |
|   | \| \| Asteroideae: Cosmopolita. \| \| \| \| |
|   | Asteroideae: Cosmopolita.                   |
|   |                                             |

|  | Asteroideae: Cosmopolita. |
|  |                           |

|   | Corymbioideae: (Corymbium).                 |
|   |                                             |
| • | \| \| Asteroideae: Cosmopolita. \| \| \| \| |
|   | \| \| Asteroideae: Cosmopolita. \| \| \| \| |
|   | Asteroideae: Cosmopolita.                   |
|   |                                             |

|  | Asteroideae: Cosmopolita. |
|  |                           |

|   | Corymbioideae: (Corymbium).                 |
|   |                                             |
| • | \| \| Asteroideae: Cosmopolita. \| \| \| \| |
|   | \| \| Asteroideae: Cosmopolita. \| \| \| \| |
|   | Asteroideae: Cosmopolita.                   |
|   |                                             |

|  | Asteroideae: Cosmopolita. |
|  |                           |

|   | Corymbioideae: (Corymbium).                 |
|   |                                             |
| • | \| \| Asteroideae: Cosmopolita. \| \| \| \| |
|   | \| \| Asteroideae: Cosmopolita. \| \| \| \| |
|   | Asteroideae: Cosmopolita.                   |
|   |                                             |

|  | Asteroideae: Cosmopolita. |
|  |                           |

|   | Corymbioideae: (Corymbium).                 |
|   |                                             |
| • | \| \| Asteroideae: Cosmopolita. \| \| \| \| |
|   | \| \| Asteroideae: Cosmopolita. \| \| \| \| |
|   | Asteroideae: Cosmopolita.                   |
|   |                                             |

|  | Asteroideae: Cosmopolita. |
|  |                           |

|   | Corymbioideae: (Corymbium).                 |
|   |                                             |
| • | \| \| Asteroideae: Cosmopolita. \| \| \| \| |
|   | \| \| Asteroideae: Cosmopolita. \| \| \| \| |
|   | Asteroideae: Cosmopolita.                   |
|   |                                             |

|  | Asteroideae: Cosmopolita. |
|  |                           |

|   | Corymbioideae: (Corymbium).                 |
|   |                                             |
| • | \| \| Asteroideae: Cosmopolita. \| \| \| \| |
|   | \| \| Asteroideae: Cosmopolita. \| \| \| \| |
|   | Asteroideae: Cosmopolita.                   |
|   |                                             |

|  | Asteroideae: Cosmopolita. |
|  |                           |

|   | Corymbioideae: (Corymbium).                 |
|   |                                             |
| • | \| \| Asteroideae: Cosmopolita. \| \| \| \| |
|   | \| \| Asteroideae: Cosmopolita. \| \| \| \| |
|   | Asteroideae: Cosmopolita.                   |
|   |                                             |

|  | Asteroideae: Cosmopolita. |
|  |                           |

|   | Corymbioideae: (Corymbium).                 |
|   |                                             |
| • | \| \| Asteroideae: Cosmopolita. \| \| \| \| |
|   | \| \| Asteroideae: Cosmopolita. \| \| \| \| |
|   | Asteroideae: Cosmopolita.                   |
|   |                                             |

|  | Asteroideae: Cosmopolita. |
|  |                           |

|   | Corymbioideae: (Corymbium).                 |
|   |                                             |
| • | \| \| Asteroideae: Cosmopolita. \| \| \| \| |
|   | \| \| Asteroideae: Cosmopolita. \| \| \| \| |
|   | Asteroideae: Cosmopolita.                   |
|   |                                             |

|  | Asteroideae: Cosmopolita. |
|  |                           |

|   | Corymbioideae: (Corymbium).                 |
|   |                                             |
| • | \| \| Asteroideae: Cosmopolita. \| \| \| \| |
|   | \| \| Asteroideae: Cosmopolita. \| \| \| \| |
|   | Asteroideae: Cosmopolita.                   |
|   |                                             |

|  | Asteroideae: Cosmopolita. |
|  |                           |

|   | Corymbioideae: (Corymbium).                 |
|   |                                             |
| • | \| \| Asteroideae: Cosmopolita. \| \| \| \| |
|   | \| \| Asteroideae: Cosmopolita. \| \| \| \| |
|   | Asteroideae: Cosmopolita.                   |
|   |                                             |

|  | Asteroideae: Cosmopolita. |
|  |                           |

|   | Corymbioideae: (Corymbium).                 |
|   |                                             |
| • | \| \| Asteroideae: Cosmopolita. \| \| \| \| |
|   | \| \| Asteroideae: Cosmopolita. \| \| \| \| |
|   | Asteroideae: Cosmopolita.                   |
|   |                                             |

|  | Asteroideae: Cosmopolita. |
|  |                           |

|   | Corymbioideae: (Corymbium).                 |
|   |                                             |
| • | \| \| Asteroideae: Cosmopolita. \| \| \| \| |
|   | \| \| Asteroideae: Cosmopolita. \| \| \| \| |
|   | Asteroideae: Cosmopolita.                   |
|   |                                             |

|  | Asteroideae: Cosmopolita. |
|  |                           |

|   | Corymbioideae: (Corymbium).                 |
|   |                                             |
| • | \| \| Asteroideae: Cosmopolita. \| \| \| \| |
|   | \| \| Asteroideae: Cosmopolita. \| \| \| \| |
|   | Asteroideae: Cosmopolita.                   |
|   |                                             |

|  | Asteroideae: Cosmopolita. |
|  |                           |

|   | Corymbioideae: (Corymbium).                 |
|   |                                             |
| • | \| \| Asteroideae: Cosmopolita. \| \| \| \| |
|   | \| \| Asteroideae: Cosmopolita. \| \| \| \| |
|   | Asteroideae: Cosmopolita.                   |
|   |                                             |

|  | Asteroideae: Cosmopolita. |
|  |                           |

|   | Corymbioideae: (Corymbium).                 |
|   |                                             |
| • | \| \| Asteroideae: Cosmopolita. \| \| \| \| |
|   | \| \| Asteroideae: Cosmopolita. \| \| \| \| |
|   | Asteroideae: Cosmopolita.                   |
|   |                                             |

|  | Asteroideae: Cosmopolita. |
|  |                           |

|   | Corymbioideae: (Corymbium).                 |
|   |                                             |
| • | \| \| Asteroideae: Cosmopolita. \| \| \| \| |
|   | \| \| Asteroideae: Cosmopolita. \| \| \| \| |
|   | Asteroideae: Cosmopolita.                   |
|   |                                             |

|  | Asteroideae: Cosmopolita. |
|  |                           |

|   | Corymbioideae: (Corymbium).                 |
|   |                                             |
| • | \| \| Asteroideae: Cosmopolita. \| \| \| \| |
|   | \| \| Asteroideae: Cosmopolita. \| \| \| \| |
|   | Asteroideae: Cosmopolita.                   |
|   |                                             |

|  | Asteroideae: Cosmopolita. |
|  |                           |

|   | Corymbioideae: (Corymbium).                 |
|   |                                             |
| • | \| \| Asteroideae: Cosmopolita. \| \| \| \| |
|   | \| \| Asteroideae: Cosmopolita. \| \| \| \| |
|   | Asteroideae: Cosmopolita.                   |
|   |                                             |

|  | Asteroideae: Cosmopolita. |
|  |                           |

|   | Corymbioideae: (Corymbium).                 |
|   |                                             |
| • | \| \| Asteroideae: Cosmopolita. \| \| \| \| |
|   | \| \| Asteroideae: Cosmopolita. \| \| \| \| |
|   | Asteroideae: Cosmopolita.                   |
|   |                                             |

|  | Asteroideae: Cosmopolita. |
|  |                           |

|   | Corymbioideae: (Corymbium).                 |
|   |                                             |
| • | \| \| Asteroideae: Cosmopolita. \| \| \| \| |
|   | \| \| Asteroideae: Cosmopolita. \| \| \| \| |
|   | Asteroideae: Cosmopolita.                   |
|   |                                             |

|  | Asteroideae: Cosmopolita. |
|  |                           |

|   | Corymbioideae: (Corymbium).                 |
|   |                                             |
| • | \| \| Asteroideae: Cosmopolita. \| \| \| \| |
|   | \| \| Asteroideae: Cosmopolita. \| \| \| \| |
|   | Asteroideae: Cosmopolita.                   |
|   |                                             |

|  | Asteroideae: Cosmopolita. |
|  |                           |

|   | Corymbioideae: (Corymbium).                 |
|   |                                             |
| • | \| \| Asteroideae: Cosmopolita. \| \| \| \| |
|   | \| \| Asteroideae: Cosmopolita. \| \| \| \| |
|   | Asteroideae: Cosmopolita.                   |
|   |                                             |

|  | Asteroideae: Cosmopolita. |
|  |                           |

|   | Corymbioideae: (Corymbium).                 |
|   |                                             |
| • | \| \| Asteroideae: Cosmopolita. \| \| \| \| |
|   | \| \| Asteroideae: Cosmopolita. \| \| \| \| |
|   | Asteroideae: Cosmopolita.                   |
|   |                                             |

|  | Asteroideae: Cosmopolita. |
|  |                           |

|   | Corymbioideae: (Corymbium).                 |
|   |                                             |
| • | \| \| Asteroideae: Cosmopolita. \| \| \| \| |
|   | \| \| Asteroideae: Cosmopolita. \| \| \| \| |
|   | Asteroideae: Cosmopolita.                   |
|   |                                             |

|  | Asteroideae: Cosmopolita. |
|  |                           |

|   | Corymbioideae: (Corymbium).                 |
|   |                                             |
| • | \| \| Asteroideae: Cosmopolita. \| \| \| \| |
|   | \| \| Asteroideae: Cosmopolita. \| \| \| \| |
|   | Asteroideae: Cosmopolita.                   |
|   |                                             |

|  | Asteroideae: Cosmopolita. |
|  |                           |

|   | Corymbioideae: (Corymbium).                 |
|   |                                             |
| • | \| \| Asteroideae: Cosmopolita. \| \| \| \| |
|   | \| \| Asteroideae: Cosmopolita. \| \| \| \| |
|   | Asteroideae: Cosmopolita.                   |
|   |                                             |

|  | Asteroideae: Cosmopolita. |
|  |                           |

|   | Corymbioideae: (Corymbium).                 |
|   |                                             |
| • | \| \| Asteroideae: Cosmopolita. \| \| \| \| |
|   | \| \| Asteroideae: Cosmopolita. \| \| \| \| |
|   | Asteroideae: Cosmopolita.                   |
|   |                                             |

|  | Asteroideae: Cosmopolita. |
|  |                           |

|   | Corymbioideae: (Corymbium).                 |
|   |                                             |
| • | \| \| Asteroideae: Cosmopolita. \| \| \| \| |
|   | \| \| Asteroideae: Cosmopolita. \| \| \| \| |
|   | Asteroideae: Cosmopolita.                   |
|   |                                             |

|  | Asteroideae: Cosmopolita. |
|  |                           |

|   | Corymbioideae: (Corymbium).                 |
|   |                                             |
| • | \| \| Asteroideae: Cosmopolita. \| \| \| \| |
|   | \| \| Asteroideae: Cosmopolita. \| \| \| \| |
|   | Asteroideae: Cosmopolita.                   |
|   |                                             |

|  | Asteroideae: Cosmopolita. |
|  |                           |

|   | Corymbioideae: (Corymbium).                 |
|   |                                             |
| • | \| \| Asteroideae: Cosmopolita. \| \| \| \| |
|   | \| \| Asteroideae: Cosmopolita. \| \| \| \| |
|   | Asteroideae: Cosmopolita.                   |
|   |                                             |

|  | Asteroideae: Cosmopolita. |
|  |                           |

|   | Corymbioideae: (Corymbium).                 |
|   |                                             |
| • | \| \| Asteroideae: Cosmopolita. \| \| \| \| |
|   | \| \| Asteroideae: Cosmopolita. \| \| \| \| |
|   | Asteroideae: Cosmopolita.                   |
|   |                                             |

|  | Asteroideae: Cosmopolita. |
|  |                           |

|   | Corymbioideae: (Corymbium).                 |
|   |                                             |
| • | \| \| Asteroideae: Cosmopolita. \| \| \| \| |
|   | \| \| Asteroideae: Cosmopolita. \| \| \| \| |
|   | Asteroideae: Cosmopolita.                   |
|   |                                             |

|  | Asteroideae: Cosmopolita. |
|  |                           |

|   | Corymbioideae: (Corymbium).                 |
|   |                                             |
| • | \| \| Asteroideae: Cosmopolita. \| \| \| \| |
|   | \| \| Asteroideae: Cosmopolita. \| \| \| \| |
|   | Asteroideae: Cosmopolita.                   |
|   |                                             |

|  | Asteroideae: Cosmopolita. |
|  |                           |

|   | Corymbioideae: (Corymbium).                 |
|   |                                             |
| • | \| \| Asteroideae: Cosmopolita. \| \| \| \| |
|   | \| \| Asteroideae: Cosmopolita. \| \| \| \| |
|   | Asteroideae: Cosmopolita.                   |
|   |                                             |

|  | Asteroideae: Cosmopolita. |
|  |                           |

|   | Corymbioideae: (Corymbium).                 |
|   |                                             |
| • | \| \| Asteroideae: Cosmopolita. \| \| \| \| |
|   | \| \| Asteroideae: Cosmopolita. \| \| \| \| |
|   | Asteroideae: Cosmopolita.                   |
|   |                                             |

|  | Asteroideae: Cosmopolita. |
|  |                           |

|   | Corymbioideae: (Corymbium).                 |
|   |                                             |
| • | \| \| Asteroideae: Cosmopolita. \| \| \| \| |
|   | \| \| Asteroideae: Cosmopolita. \| \| \| \| |
|   | Asteroideae: Cosmopolita.                   |
|   |                                             |

|  | Asteroideae: Cosmopolita. |
|  |                           |

|   | Corymbioideae: (Corymbium).                 |
|   |                                             |
| • | \| \| Asteroideae: Cosmopolita. \| \| \| \| |
|   | \| \| Asteroideae: Cosmopolita. \| \| \| \| |
|   | Asteroideae: Cosmopolita.                   |
|   |                                             |

|  | Asteroideae: Cosmopolita. |
|  |                           |

|   | Corymbioideae: (Corymbium).                 |
|   |                                             |
| • | \| \| Asteroideae: Cosmopolita. \| \| \| \| |
|   | \| \| Asteroideae: Cosmopolita. \| \| \| \| |
|   | Asteroideae: Cosmopolita.                   |
|   |                                             |

|  | Asteroideae: Cosmopolita. |
|  |                           |

|   | Corymbioideae: (Corymbium).                 |
|   |                                             |
| • | \| \| Asteroideae: Cosmopolita. \| \| \| \| |
|   | \| \| Asteroideae: Cosmopolita. \| \| \| \| |
|   | Asteroideae: Cosmopolita.                   |
|   |                                             |

|  | Asteroideae: Cosmopolita. |
|  |                           |

|   | Corymbioideae: (Corymbium).                 |
|   |                                             |
| • | \| \| Asteroideae: Cosmopolita. \| \| \| \| |
|   | \| \| Asteroideae: Cosmopolita. \| \| \| \| |
|   | Asteroideae: Cosmopolita.                   |
|   |                                             |

|  | Asteroideae: Cosmopolita. |
|  |                           |

|   | Corymbioideae: (Corymbium).                 |
|   |                                             |
| • | \| \| Asteroideae: Cosmopolita. \| \| \| \| |
|   | \| \| Asteroideae: Cosmopolita. \| \| \| \| |
|   | Asteroideae: Cosmopolita.                   |
|   |                                             |

|  | Asteroideae: Cosmopolita. |
|  |                           |

|   | Corymbioideae: (Corymbium).                 |
|   |                                             |
| • | \| \| Asteroideae: Cosmopolita. \| \| \| \| |
|   | \| \| Asteroideae: Cosmopolita. \| \| \| \| |
|   | Asteroideae: Cosmopolita.                   |
|   |                                             |

|  | Asteroideae: Cosmopolita. |
|  |                           |

|   | Corymbioideae: (Corymbium).                 |
|   |                                             |
| • | \| \| Asteroideae: Cosmopolita. \| \| \| \| |
|   | \| \| Asteroideae: Cosmopolita. \| \| \| \| |
|   | Asteroideae: Cosmopolita.                   |
|   |                                             |

|  | Asteroideae: Cosmopolita. |
|  |                           |

|   | Corymbioideae: (Corymbium).                 |
|   |                                             |
| • | \| \| Asteroideae: Cosmopolita. \| \| \| \| |
|   | \| \| Asteroideae: Cosmopolita. \| \| \| \| |
|   | Asteroideae: Cosmopolita.                   |
|   |                                             |

|  | Asteroideae: Cosmopolita. |
|  |                           |

|   | Corymbioideae: (Corymbium).                 |
|   |                                             |
| • | \| \| Asteroideae: Cosmopolita. \| \| \| \| |
|   | \| \| Asteroideae: Cosmopolita. \| \| \| \| |
|   | Asteroideae: Cosmopolita.                   |
|   |                                             |

|  | Asteroideae: Cosmopolita. |
|  |                           |

|   | Corymbioideae: (Corymbium).                 |
|   |                                             |
| • | \| \| Asteroideae: Cosmopolita. \| \| \| \| |
|   | \| \| Asteroideae: Cosmopolita. \| \| \| \| |
|   | Asteroideae: Cosmopolita.                   |
|   |                                             |

|  | Asteroideae: Cosmopolita. |
|  |                           |

|   | Corymbioideae: (Corymbium).                 |
|   |                                             |
| • | \| \| Asteroideae: Cosmopolita. \| \| \| \| |
|   | \| \| Asteroideae: Cosmopolita. \| \| \| \| |
|   | Asteroideae: Cosmopolita.                   |
|   |                                             |

|  | Asteroideae: Cosmopolita. |
|  |                           |

|   | Corymbioideae: (Corymbium).                 |
|   |                                             |
| • | \| \| Asteroideae: Cosmopolita. \| \| \| \| |
|   | \| \| Asteroideae: Cosmopolita. \| \| \| \| |
|   | Asteroideae: Cosmopolita.                   |
|   |                                             |

|  | Asteroideae: Cosmopolita. |
|  |                           |

|   | Corymbioideae: (Corymbium).                 |
|   |                                             |
| • | \| \| Asteroideae: Cosmopolita. \| \| \| \| |
|   | \| \| Asteroideae: Cosmopolita. \| \| \| \| |
|   | Asteroideae: Cosmopolita.                   |
|   |                                             |

|  | Asteroideae: Cosmopolita. |
|  |                           |

|   | Corymbioideae: (Corymbium).                 |
|   |                                             |
| • | \| \| Asteroideae: Cosmopolita. \| \| \| \| |
|   | \| \| Asteroideae: Cosmopolita. \| \| \| \| |
|   | Asteroideae: Cosmopolita.                   |
|   |                                             |

|  | Asteroideae: Cosmopolita. |
|  |                           |

|   | Corymbioideae: (Corymbium).                 |
|   |                                             |
| • | \| \| Asteroideae: Cosmopolita. \| \| \| \| |
|   | \| \| Asteroideae: Cosmopolita. \| \| \| \| |
|   | Asteroideae: Cosmopolita.                   |
|   |                                             |

|  | Asteroideae: Cosmopolita. |
|  |                           |

|   | Corymbioideae: (Corymbium).                 |
|   |                                             |
| • | \| \| Asteroideae: Cosmopolita. \| \| \| \| |
|   | \| \| Asteroideae: Cosmopolita. \| \| \| \| |
|   | Asteroideae: Cosmopolita.                   |
|   |                                             |

|  | Asteroideae: Cosmopolita. |
|  |                           |

|   | Corymbioideae: (Corymbium).                 |
|   |                                             |
| • | \| \| Asteroideae: Cosmopolita. \| \| \| \| |
|   | \| \| Asteroideae: Cosmopolita. \| \| \| \| |
|   | Asteroideae: Cosmopolita.                   |
|   |                                             |

|  | Asteroideae: Cosmopolita. |
|  |                           |

|   | Corymbioideae: (Corymbium).                 |
|   |                                             |
| • | \| \| Asteroideae: Cosmopolita. \| \| \| \| |
|   | \| \| Asteroideae: Cosmopolita. \| \| \| \| |
|   | Asteroideae: Cosmopolita.                   |
|   |                                             |

|  | Asteroideae: Cosmopolita. |
|  |                           |

|   | Corymbioideae: (Corymbium).                 |
|   |                                             |
| • | \| \| Asteroideae: Cosmopolita. \| \| \| \| |
|   | \| \| Asteroideae: Cosmopolita. \| \| \| \| |
|   | Asteroideae: Cosmopolita.                   |
|   |                                             |

|  | Asteroideae: Cosmopolita. |
|  |                           |

|   | Corymbioideae: (Corymbium).                 |
|   |                                             |
| • | \| \| Asteroideae: Cosmopolita. \| \| \| \| |
|   | \| \| Asteroideae: Cosmopolita. \| \| \| \| |
|   | Asteroideae: Cosmopolita.                   |
|   |                                             |

|  | Asteroideae: Cosmopolita. |
|  |                           |

|   | Corymbioideae: (Corymbium).                 |
|   |                                             |
| • | \| \| Asteroideae: Cosmopolita. \| \| \| \| |
|   | \| \| Asteroideae: Cosmopolita. \| \| \| \| |
|   | Asteroideae: Cosmopolita.                   |
|   |                                             |

|  | Asteroideae: Cosmopolita. |
|  |                           |

|   | Corymbioideae: (Corymbium).                 |
|   |                                             |
| • | \| \| Asteroideae: Cosmopolita. \| \| \| \| |
|   | \| \| Asteroideae: Cosmopolita. \| \| \| \| |
|   | Asteroideae: Cosmopolita.                   |
|   |                                             |

|  | Asteroideae: Cosmopolita. |
|  |                           |

|   | Corymbioideae: (Corymbium).                 |
|   |                                             |
| • | \| \| Asteroideae: Cosmopolita. \| \| \| \| |
|   | \| \| Asteroideae: Cosmopolita. \| \| \| \| |
|   | Asteroideae: Cosmopolita.                   |
|   |                                             |

|  | Asteroideae: Cosmopolita. |
|  |                           |

|   | Corymbioideae: (Corymbium).                 |
|   |                                             |
| • | \| \| Asteroideae: Cosmopolita. \| \| \| \| |
|   | \| \| Asteroideae: Cosmopolita. \| \| \| \| |
|   | Asteroideae: Cosmopolita.                   |
|   |                                             |

|  | Asteroideae: Cosmopolita. |
|  |                           |

|   | Corymbioideae: (Corymbium).                 |
|   |                                             |
| • | \| \| Asteroideae: Cosmopolita. \| \| \| \| |
|   | \| \| Asteroideae: Cosmopolita. \| \| \| \| |
|   | Asteroideae: Cosmopolita.                   |
|   |                                             |

|  | Asteroideae: Cosmopolita. |
|  |                           |

|   | Corymbioideae: (Corymbium).                 |
|   |                                             |
| • | \| \| Asteroideae: Cosmopolita. \| \| \| \| |
|   | \| \| Asteroideae: Cosmopolita. \| \| \| \| |
|   | Asteroideae: Cosmopolita.                   |
|   |                                             |

|  | Asteroideae: Cosmopolita. |
|  |                           |

|   | Corymbioideae: (Corymbium).                 |
|   |                                             |
| • | \| \| Asteroideae: Cosmopolita. \| \| \| \| |
|   | \| \| Asteroideae: Cosmopolita. \| \| \| \| |
|   | Asteroideae: Cosmopolita.                   |
|   |                                             |

|  | Asteroideae: Cosmopolita. |
|  |                           |

|   | Corymbioideae: (Corymbium).                 |
|   |                                             |
| • | \| \| Asteroideae: Cosmopolita. \| \| \| \| |
|   | \| \| Asteroideae: Cosmopolita. \| \| \| \| |
|   | Asteroideae: Cosmopolita.                   |
|   |                                             |

|  | Asteroideae: Cosmopolita. |
|  |                           |

|   | Corymbioideae: (Corymbium).                 |
|   |                                             |
| • | \| \| Asteroideae: Cosmopolita. \| \| \| \| |
|   | \| \| Asteroideae: Cosmopolita. \| \| \| \| |
|   | Asteroideae: Cosmopolita.                   |
|   |                                             |

|  | Asteroideae: Cosmopolita. |
|  |                           |

|   | Corymbioideae: (Corymbium).                 |
|   |                                             |
| • | \| \| Asteroideae: Cosmopolita. \| \| \| \| |
|   | \| \| Asteroideae: Cosmopolita. \| \| \| \| |
|   | Asteroideae: Cosmopolita.                   |
|   |                                             |

|  | Asteroideae: Cosmopolita. |
|  |                           |

|   | Corymbioideae: (Corymbium).                 |
|   |                                             |
| • | \| \| Asteroideae: Cosmopolita. \| \| \| \| |
|   | \| \| Asteroideae: Cosmopolita. \| \| \| \| |
|   | Asteroideae: Cosmopolita.                   |
|   |                                             |

|  | Asteroideae: Cosmopolita. |
|  |                           |

|   | Corymbioideae: (Corymbium).                 |
|   |                                             |
| • | \| \| Asteroideae: Cosmopolita. \| \| \| \| |
|   | \| \| Asteroideae: Cosmopolita. \| \| \| \| |
|   | Asteroideae: Cosmopolita.                   |
|   |                                             |

|  | Asteroideae: Cosmopolita. |
|  |                           |

|   | Corymbioideae: (Corymbium).                 |
|   |                                             |
| • | \| \| Asteroideae: Cosmopolita. \| \| \| \| |
|   | \| \| Asteroideae: Cosmopolita. \| \| \| \| |
|   | Asteroideae: Cosmopolita.                   |
|   |                                             |

|  | Asteroideae: Cosmopolita. |
|  |                           |

|   | Corymbioideae: (Corymbium).                 |
|   |                                             |
| • | \| \| Asteroideae: Cosmopolita. \| \| \| \| |
|   | \| \| Asteroideae: Cosmopolita. \| \| \| \| |
|   | Asteroideae: Cosmopolita.                   |
|   |                                             |

|  | Asteroideae: Cosmopolita. |
|  |                           |

|   | Corymbioideae: (Corymbium).                 |
|   |                                             |
| • | \| \| Asteroideae: Cosmopolita. \| \| \| \| |
|   | \| \| Asteroideae: Cosmopolita. \| \| \| \| |
|   | Asteroideae: Cosmopolita.                   |
|   |                                             |

|  | Asteroideae: Cosmopolita. |
|  |                           |

|   | Corymbioideae: (Corymbium).                 |
|   |                                             |
| • | \| \| Asteroideae: Cosmopolita. \| \| \| \| |
|   | \| \| Asteroideae: Cosmopolita. \| \| \| \| |
|   | Asteroideae: Cosmopolita.                   |
|   |                                             |

|  | Asteroideae: Cosmopolita. |
|  |                           |

|   | Corymbioideae: (Corymbium).                 |
|   |                                             |
| • | \| \| Asteroideae: Cosmopolita. \| \| \| \| |
|   | \| \| Asteroideae: Cosmopolita. \| \| \| \| |
|   | Asteroideae: Cosmopolita.                   |
|   |                                             |

|  | Asteroideae: Cosmopolita. |
|  |                           |

|   | Corymbioideae: (Corymbium).                 |
|   |                                             |
| • | \| \| Asteroideae: Cosmopolita. \| \| \| \| |
|   | \| \| Asteroideae: Cosmopolita. \| \| \| \| |
|   | Asteroideae: Cosmopolita.                   |
|   |                                             |

|  | Asteroideae: Cosmopolita. |
|  |                           |

|   | Corymbioideae: (Corymbium).                 |
|   |                                             |
| • | \| \| Asteroideae: Cosmopolita. \| \| \| \| |
|   | \| \| Asteroideae: Cosmopolita. \| \| \| \| |
|   | Asteroideae: Cosmopolita.                   |
|   |                                             |

|  | Asteroideae: Cosmopolita. |
|  |                           |

|   | Corymbioideae: (Corymbium).                 |
|   |                                             |
| • | \| \| Asteroideae: Cosmopolita. \| \| \| \| |
|   | \| \| Asteroideae: Cosmopolita. \| \| \| \| |
|   | Asteroideae: Cosmopolita.                   |
|   |                                             |

|  | Asteroideae: Cosmopolita. |
|  |                           |

|   | Corymbioideae: (Corymbium).                 |
|   |                                             |
| • | \| \| Asteroideae: Cosmopolita. \| \| \| \| |
|   | \| \| Asteroideae: Cosmopolita. \| \| \| \| |
|   | Asteroideae: Cosmopolita.                   |
|   |                                             |

|  | Asteroideae: Cosmopolita. |
|  |                           |

|   | Corymbioideae: (Corymbium).                 |
|   |                                             |
| • | \| \| Asteroideae: Cosmopolita. \| \| \| \| |
|   | \| \| Asteroideae: Cosmopolita. \| \| \| \| |
|   | Asteroideae: Cosmopolita.                   |
|   |                                             |

|  | Asteroideae: Cosmopolita. |
|  |                           |

|   | Corymbioideae: (Corymbium).                 |
|   |                                             |
| • | \| \| Asteroideae: Cosmopolita. \| \| \| \| |
|   | \| \| Asteroideae: Cosmopolita. \| \| \| \| |
|   | Asteroideae: Cosmopolita.                   |
|   |                                             |

|  | Asteroideae: Cosmopolita. |
|  |                           |

|   | Corymbioideae: (Corymbium).                 |
|   |                                             |
| • | \| \| Asteroideae: Cosmopolita. \| \| \| \| |
|   | \| \| Asteroideae: Cosmopolita. \| \| \| \| |
|   | Asteroideae: Cosmopolita.                   |
|   |                                             |

|  | Asteroideae: Cosmopolita. |
|  |                           |

|   | Corymbioideae: (Corymbium).                 |
|   |                                             |
| • | \| \| Asteroideae: Cosmopolita. \| \| \| \| |
|   | \| \| Asteroideae: Cosmopolita. \| \| \| \| |
|   | Asteroideae: Cosmopolita.                   |
|   |                                             |

|  | Asteroideae: Cosmopolita. |
|  |                           |

|   | Corymbioideae: (Corymbium).                 |
|   |                                             |
| • | \| \| Asteroideae: Cosmopolita. \| \| \| \| |
|   | \| \| Asteroideae: Cosmopolita. \| \| \| \| |
|   | Asteroideae: Cosmopolita.                   |
|   |                                             |

|  | Asteroideae: Cosmopolita. |
|  |                           |

|   | Corymbioideae: (Corymbium).                 |
|   |                                             |
| • | \| \| Asteroideae: Cosmopolita. \| \| \| \| |
|   | \| \| Asteroideae: Cosmopolita. \| \| \| \| |
|   | Asteroideae: Cosmopolita.                   |
|   |                                             |

|  | Asteroideae: Cosmopolita. |
|  |                           |

|   | Corymbioideae: (Corymbium).                 |
|   |                                             |
| • | \| \| Asteroideae: Cosmopolita. \| \| \| \| |
|   | \| \| Asteroideae: Cosmopolita. \| \| \| \| |
|   | Asteroideae: Cosmopolita.                   |
|   |                                             |

|  | Asteroideae: Cosmopolita. |
|  |                           |

|   | Corymbioideae: (Corymbium).                 |
|   |                                             |
| • | \| \| Asteroideae: Cosmopolita. \| \| \| \| |
|   | \| \| Asteroideae: Cosmopolita. \| \| \| \| |
|   | Asteroideae: Cosmopolita.                   |
|   |                                             |

|  | Asteroideae: Cosmopolita. |
|  |                           |

|   | Corymbioideae: (Corymbium).                 |
|   |                                             |
| • | \| \| Asteroideae: Cosmopolita. \| \| \| \| |
|   | \| \| Asteroideae: Cosmopolita. \| \| \| \| |
|   | Asteroideae: Cosmopolita.                   |
|   |                                             |

|  | Asteroideae: Cosmopolita. |
|  |                           |

|   | Corymbioideae: (Corymbium).                 |
|   |                                             |
| • | \| \| Asteroideae: Cosmopolita. \| \| \| \| |
|   | \| \| Asteroideae: Cosmopolita. \| \| \| \| |
|   | Asteroideae: Cosmopolita.                   |
|   |                                             |

|  | Asteroideae: Cosmopolita. |
|  |                           |

|   | Corymbioideae: (Corymbium).                 |
|   |                                             |
| • | \| \| Asteroideae: Cosmopolita. \| \| \| \| |
|   | \| \| Asteroideae: Cosmopolita. \| \| \| \| |
|   | Asteroideae: Cosmopolita.                   |
|   |                                             |

|  | Asteroideae: Cosmopolita. |
|  |                           |

|   | Corymbioideae: (Corymbium).                 |
|   |                                             |
| • | \| \| Asteroideae: Cosmopolita. \| \| \| \| |
|   | \| \| Asteroideae: Cosmopolita. \| \| \| \| |
|   | Asteroideae: Cosmopolita.                   |
|   |                                             |

|  | Asteroideae: Cosmopolita. |
|  |                           |

|   | Corymbioideae: (Corymbium).                 |
|   |                                             |
| • | \| \| Asteroideae: Cosmopolita. \| \| \| \| |
|   | \| \| Asteroideae: Cosmopolita. \| \| \| \| |
|   | Asteroideae: Cosmopolita.                   |
|   |                                             |

|  | Asteroideae: Cosmopolita. |
|  |                           |

|   | Corymbioideae: (Corymbium).                 |
|   |                                             |
| • | \| \| Asteroideae: Cosmopolita. \| \| \| \| |
|   | \| \| Asteroideae: Cosmopolita. \| \| \| \| |
|   | Asteroideae: Cosmopolita.                   |
|   |                                             |

|  | Asteroideae: Cosmopolita. |
|  |                           |

|   | Corymbioideae: (Corymbium).                 |
|   |                                             |
| • | \| \| Asteroideae: Cosmopolita. \| \| \| \| |
|   | \| \| Asteroideae: Cosmopolita. \| \| \| \| |
|   | Asteroideae: Cosmopolita.                   |
|   |                                             |

|  | Asteroideae: Cosmopolita. |
|  |                           |

|   | Corymbioideae: (Corymbium).                 |
|   |                                             |
| • | \| \| Asteroideae: Cosmopolita. \| \| \| \| |
|   | \| \| Asteroideae: Cosmopolita. \| \| \| \| |
|   | Asteroideae: Cosmopolita.                   |
|   |                                             |

|  | Asteroideae: Cosmopolita. |
|  |                           |

|   | Corymbioideae: (Corymbium).                 |
|   |                                             |
| • | \| \| Asteroideae: Cosmopolita. \| \| \| \| |
|   | \| \| Asteroideae: Cosmopolita. \| \| \| \| |
|   | Asteroideae: Cosmopolita.                   |
|   |                                             |

|  | Asteroideae: Cosmopolita. |
|  |                           |

|   | Corymbioideae: (Corymbium).                 |
|   |                                             |
| • | \| \| Asteroideae: Cosmopolita. \| \| \| \| |
|   | \| \| Asteroideae: Cosmopolita. \| \| \| \| |
|   | Asteroideae: Cosmopolita.                   |
|   |                                             |

|  | Asteroideae: Cosmopolita. |
|  |                           |

|   | Corymbioideae: (Corymbium).                 |
|   |                                             |
| • | \| \| Asteroideae: Cosmopolita. \| \| \| \| |
|   | \| \| Asteroideae: Cosmopolita. \| \| \| \| |
|   | Asteroideae: Cosmopolita.                   |
|   |                                             |

|  | Asteroideae: Cosmopolita. |
|  |                           |

|   | Corymbioideae: (Corymbium).                 |
|   |                                             |
| • | \| \| Asteroideae: Cosmopolita. \| \| \| \| |
|   | \| \| Asteroideae: Cosmopolita. \| \| \| \| |
|   | Asteroideae: Cosmopolita.                   |
|   |                                             |

|  | Asteroideae: Cosmopolita. |
|  |                           |

|   | Corymbioideae: (Corymbium).                 |
|   |                                             |
| • | \| \| Asteroideae: Cosmopolita. \| \| \| \| |
|   | \| \| Asteroideae: Cosmopolita. \| \| \| \| |
|   | Asteroideae: Cosmopolita.                   |
|   |                                             |

|  | Asteroideae: Cosmopolita. |
|  |                           |

|   | Corymbioideae: (Corymbium).                 |
|   |                                             |
| • | \| \| Asteroideae: Cosmopolita. \| \| \| \| |
|   | \| \| Asteroideae: Cosmopolita. \| \| \| \| |
|   | Asteroideae: Cosmopolita.                   |
|   |                                             |

|  | Asteroideae: Cosmopolita. |
|  |                           |

|   | Corymbioideae: (Corymbium).                 |
|   |                                             |
| • | \| \| Asteroideae: Cosmopolita. \| \| \| \| |
|   | \| \| Asteroideae: Cosmopolita. \| \| \| \| |
|   | Asteroideae: Cosmopolita.                   |
|   |                                             |

|  | Asteroideae: Cosmopolita. |
|  |                           |

|   | Corymbioideae: (Corymbium).                 |
|   |                                             |
| • | \| \| Asteroideae: Cosmopolita. \| \| \| \| |
|   | \| \| Asteroideae: Cosmopolita. \| \| \| \| |
|   | Asteroideae: Cosmopolita.                   |
|   |                                             |

|  | Asteroideae: Cosmopolita. |
|  |                           |

|   | Corymbioideae: (Corymbium).                 |
|   |                                             |
| • | \| \| Asteroideae: Cosmopolita. \| \| \| \| |
|   | \| \| Asteroideae: Cosmopolita. \| \| \| \| |
|   | Asteroideae: Cosmopolita.                   |
|   |                                             |

|  | Asteroideae: Cosmopolita. |
|  |                           |

### Taxonomía
Las Asteráceas han sido por mucho tiempo reconocidas como un grupo natural y su circunscripción nunca ha sido controvertida (a pesar de que algunos taxónomos han subdividido a la familia en 2 o 3 familias). Arthur Cronquist dispuso a las Asteráceas como la única familia en el orden Asterales dentro de la subclase Asteriidae, asociado con los órdenes Gentianales, Rubiales, Dipsacales y Calycerales y relativamente distante de Campanulales. Los métodos de la sistemática molecular utilizados por el Grupo para la Filogenia de las Angiospermas (APG por su acrónimo en inglés) han permitido comprender más cabalmente las relaciones filogénéticas entre los grupos de plantas. En su publicación del año 2003, el APG sugirió que las Asteráceas forman parte de un orden Asterales más ampliamente definido, dentro del clado informal Astéridas II (o, clado de las campanúlidas, ver Judd y Olmstead, 2004).
En su definición actual, el orden Asterales incluye a las siguientes familias con pétalos valvados, que almacenan inulina y que presentan ácido elágico: Alseuosmiaceae, Argophyllaceae, Calyceraceae, Campanulaceae (incluyendo opcionalmente a Lobeliaceae), Goodeniaceae, Menyanthaceae, Pentaphragmataceae, Phellinaceae, Rousseaceae y Stylidiaceae.
La familia más estrechamente relacionada con las Compuestas es Calyceraceae, distribuida en Suramérica, con la que comparte la presencia de un cáliz altamente modificado y acrescente, gineceo unicarpelar y uniseminado, polen con surcos entre los colpos y fruto especializado. La agregación de las flores en capítulos aparentemente fue un fenómeno de evolución paralela en ambas familias, ya que se trata de una inflorescencia determinada en Calyceraceae mientras que la misma es indeterminada en Asteraceae.
Las sinapomorfias de las compuestas incluyen: el cáliz modificado en una estructura denominada papus, las anteras connadas formando un tubo y los estigmas modificados para funcionar como cepillos en un mecanismo especializado de polinización, los ovarios que contienen un solo óvulo de placentación basal y la producción de lactonas sequiterpénicas.
La familia, entonces, ha sido universalmente reconocida y dispuesta en el orden Asterales de las dicotiledóneas o eudicotiledóneas. Desde el punto de vista de la taxonomía intrafamiliar, tradicionalmente se han reconocido dos subfamilias: Asteroideae (o 'Tubuliflorae') y Cichorioideae (o 'Liguliflorae'), desde que en 1894 Hoffmann reconoció a las mismas como dos linajes diferentes. Asteroideae se caracteriza por la presencia de capítulos radiados y la ausencia de látex. La subfamilia Cichorioideae, en cambio, se caracteriza por la presencia de látex y por sus capítulos con flores liguladas.
Los intentos de ordenar la diversidad de las compuestas en categorías taxonómicas inferiores, tales como tribus, comenzaron con H. Cassini, quien en 1826 subdividió a la familia en 19 tribus y sugirió sus relaciones naturales y fueron continuadas por las contribuciones de G. Bentham en 1873 y Arthur Cronquist en 1955. El estudio filogenético llevado a cabo por R.K. Jensen y J.D. Palmer sobre el ADN cloroplástico y publicado en 1987 fue central para establecer que, además de Cichoroideae y Asteroideae, existía otro clado (más tarde denominado Barnadesioideae) distribuido por Sudamérica y que el mismo era basal dentro de la familia. Los datos morfológicos sumados a los análisis cladísticos permitieron a K. Bremer sugerir una clasificación de las compuestas que incluía tres subfamilias y 17 tribus, cuya sinopsis se provee más adelante.
Los estudios filogenéticos que se han llevado a cabo durante las dos últimas décadas sobre las secuencias del ADN han permitido concluir que las Cichorioideae son parafiléticas. Más recientemente, los estudios moleculares de J.L. Panero y V.A. Funk reconocen 12 subfamilias cada una monofilética, las cuales se describen brevemente a continuación.

### Subfamilias y tribus[46]

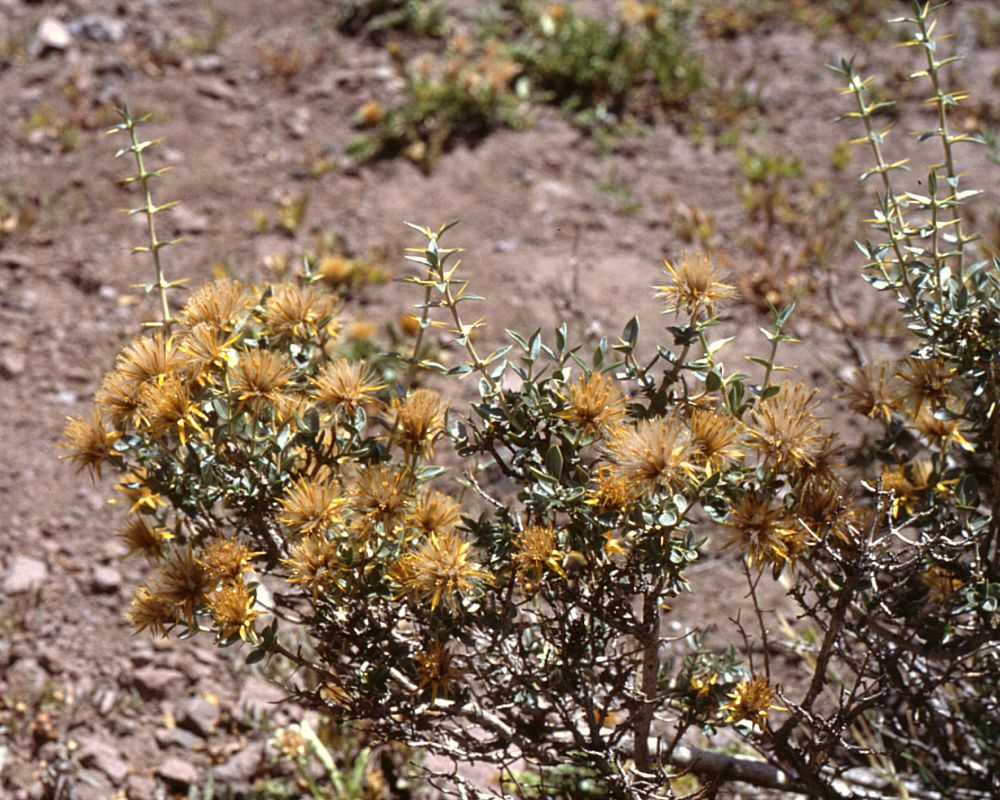
Chuquiraga oppositifolia.

1. Barnadesioideae (D. Don) Bremer & Jansen
Usualmente arbóreas, notablemente pobres en compuestos flavonoides. Además las espinas o aguijones axilares son muy comunes. Las flores y las cipselas presentan largos pelos tricelulares. La corola es bilabiada (4+1), el polen no es espinoso y presenta depresiones entre los colpos, el estilo es glabro o con papilas, el estigma es lobado. La cipsela presenta espinas. Comprende 9 géneros y 94 especies que se distribuyen en Sudamérica, especialmente en Los Andes. La edad del "stem" de este clado es entre 42 y 36 millones de años antes del presente (K. J. Kim et al. 2005). Algunos de los géneros de esta subfamilia, que incluye una sola tribu (Barnadesieae), son: Arnaldoa, Barnadesia, Chuquiraga, Dasyphyllum, Doniophyton, Fulcadea y Schlechtendalia.

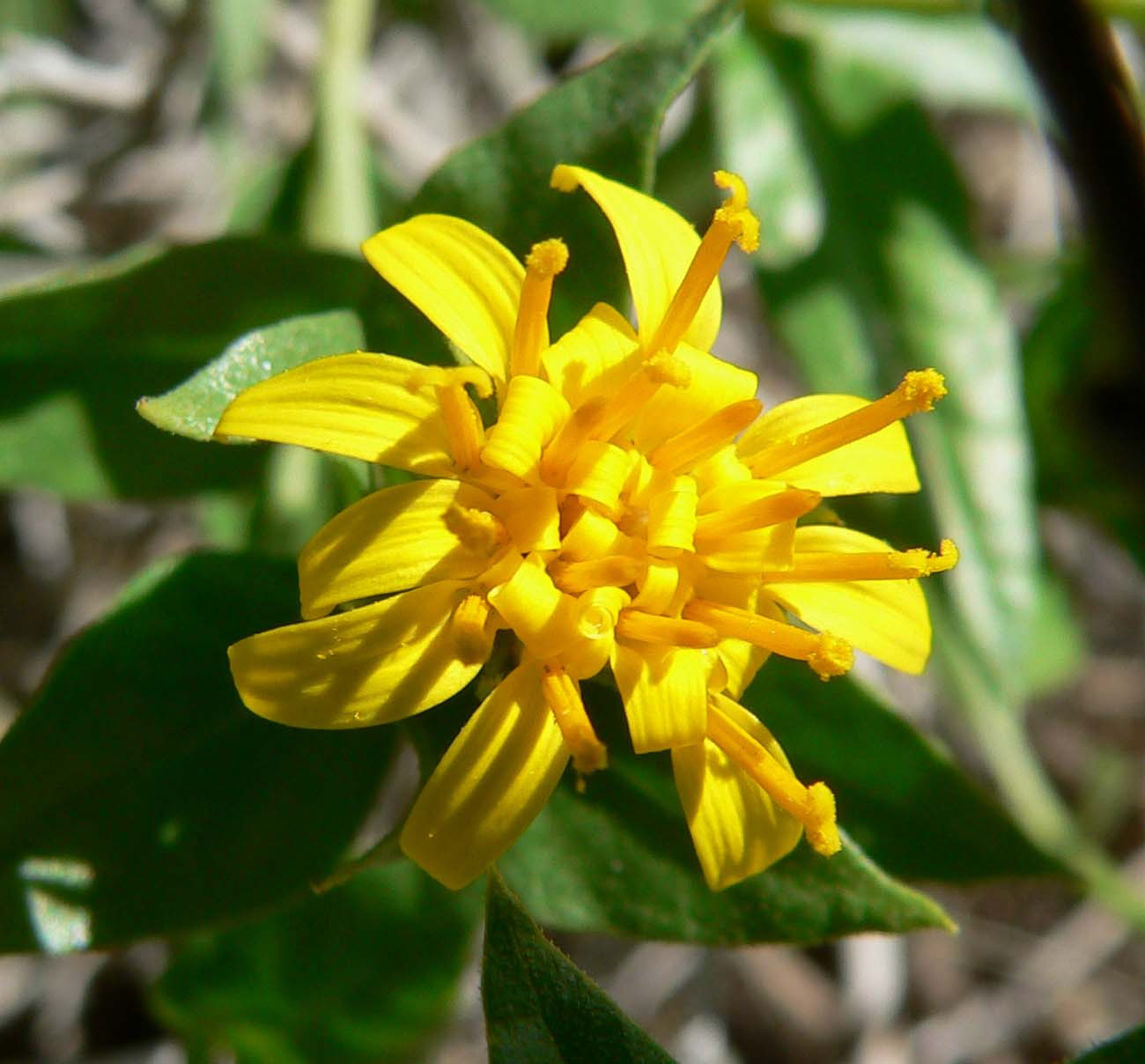
Trixis californica.

2. Mutisioideae Lindley (sinonimia: Mutisiaceae Burnett, Nassauviaceae Burmeister, Perdiciaceae Link)
Esta subfamilia presenta flores con corola bilabiada, pero, a diferencia de Barnadesioideae, los pétalos forman dos grupos, uno conformado por tres miembros y el otro por dos. Los lóbulos del estigma son cortos. El número cromosómico básico es n=6 a 9.
La subfamilia presenta 44 géneros y aproximadamente 630 especies que se distribuyen en Sudamérica. Los 44 géneros se agrupan en las siguientes tribus: Onoserideae (Onoseris, Lycoseris), Nassauvieae (Nassauvia, Criscia), Mutisieae (ejemplo Gerbera, Mutisia)
Los géneros con mayor número de especies son Acourtia (65), Chaptalia (60),
Mutisia (50) y Trixis (50).
3. Stifftioideae Panero
Es una subfamilia recientemente propuesta. Incluye cerca de 10 géneros y 40 especies distribuidas principalmente en Venezuela y Guyana, aunque también tiene representantes en los Andes y el noreste de Sudamérica. Algunos de los géneros que componen esta subfamilia, que incluye una única tribu llamada Stifftieae,
son Hyaloseris, Dinoseris, Duidaeae, Gongylolepis y Stifftia.
4. Wunderlichioideae Panero & Funk
Subfamilia que incluye 8 géneros y aproximadamente 24 especies que se distribuyen especialmente en Venezuela y Guyana, aunque también presenta especies en el este de Sudamérica y en el sudoeste de China. La característica más sobresaliente de los miembros de esta subfamilia es la de presentar estilos y ramas estilares glabras y una deleción en el gen rpoB. En esta subfamilia se reconocen dos tribus: Wundelichieae y Hyalideae.
5. Gochnatioideae Panero & Funk
Con 4 o 5 géneros y unas 90 especies que se distribuyen por América del Sur y América Central, especialmente el Caribe. Esta subfamilia, que incluye una sola tribu denominada Gochnatieae, está caracterizada por sus flores con ramas estilares cortas, glabras y con los ápices redondeados. Los números cromosómicos básicos son n = 22, 23 y 27. El género más representado es Gochnatia que incluye cerca de 70 especies. Los otros géneros de la subfamilia son Richterago, Cnicothamnus y Cyclolepis.
6. Hecastocleidoideae Panero & Funk
Subfamilia caracterizada por sus capítulos unifloros, las flores polisimétricas con corolas pentalobadas, los brazos estilares cortos con ápice redondeado y el papus escamoso. Esta subfamilia, cuyo número cromosómico básico es x=8, comprende una sola tribu (Hecastocleideae) y una sola especie: Hecastocleis shockleyi distribuida en el sudoeste de Estados Unidos.

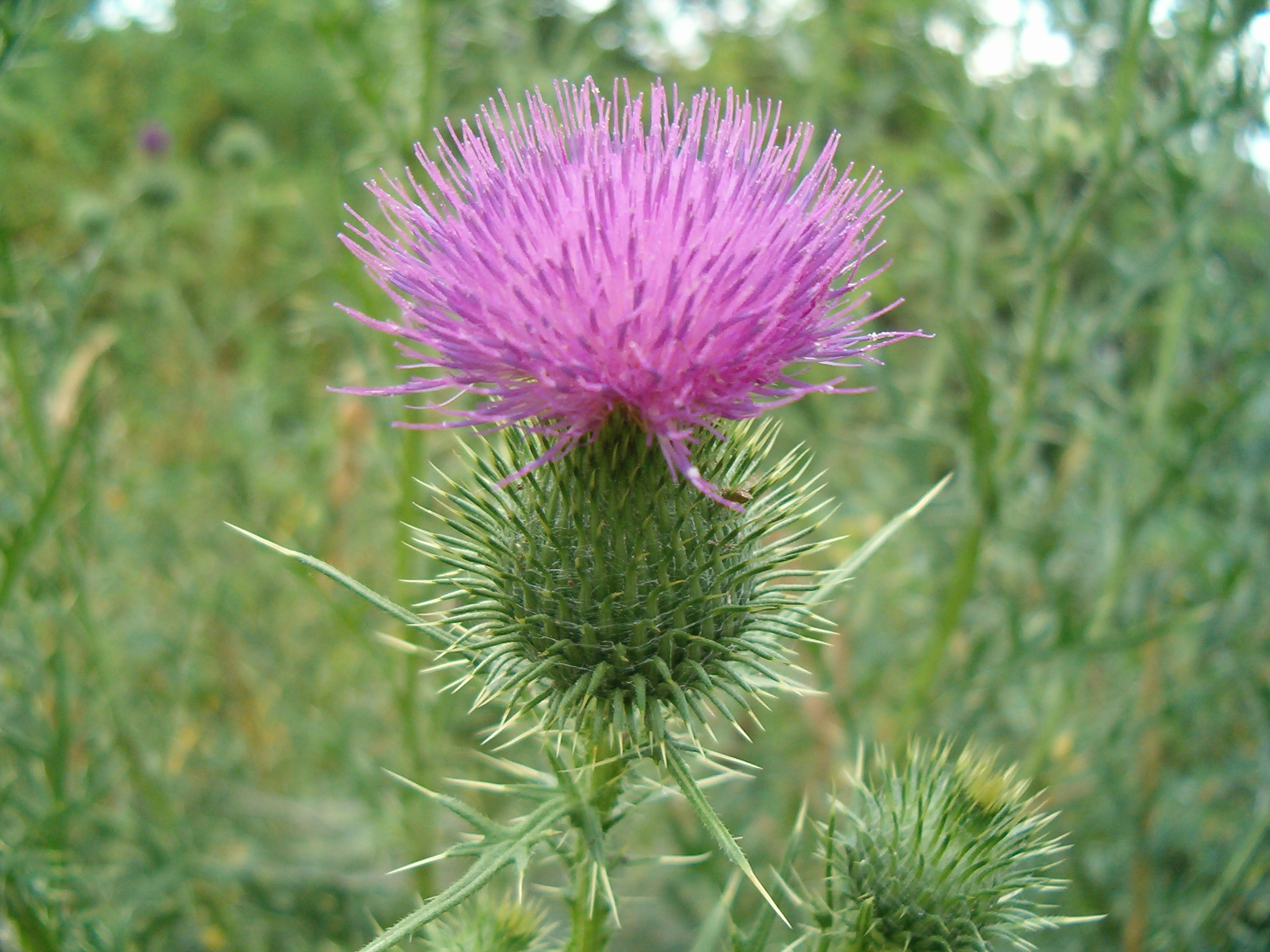
Inflorescencia de Carduus acanthoides, nótese el involucro de brácteas espinosas rodeando al capítulo.

7. Carduoideae Sweet (sin.: Acarnaceae Link, Carduaceae Dumortier, Centaureaceae Martynov, Cynaraceae Durande, Echinopaceae Dumortier, Serrulataceae Martynov)
Es una subfamilia que comprende un centenar de géneros y unas 2850 especies de distribución cosmopolita, pero con una marcada concentración de especies en el Hemisferio Norte (Eurasia y norte de África). El hábito bienal es muy común. Presentan hojas disectas, laticíferos y las flores son usualmente zigomorfas. Las ramas estilares son cortas, con un anillo de pelos por debajo de las ramas estilares. El número cromosómico básico es n=12.
Los géneros de esta subfamilia se reparten en 4 tribus:
Cynareae (=Cardueae), Dicomeae, Oldenburgieae y Tarchonantheae. Los taxones genéricos con mayor número de especies son Centaurea (695), Cousinia (655), Saussurea (300), Cirsium (250), Echinops (120), Carduus (90), Serratula (70), Dicoma (65), Onopordum (60).
8. Pertyoideae Panero & Funk

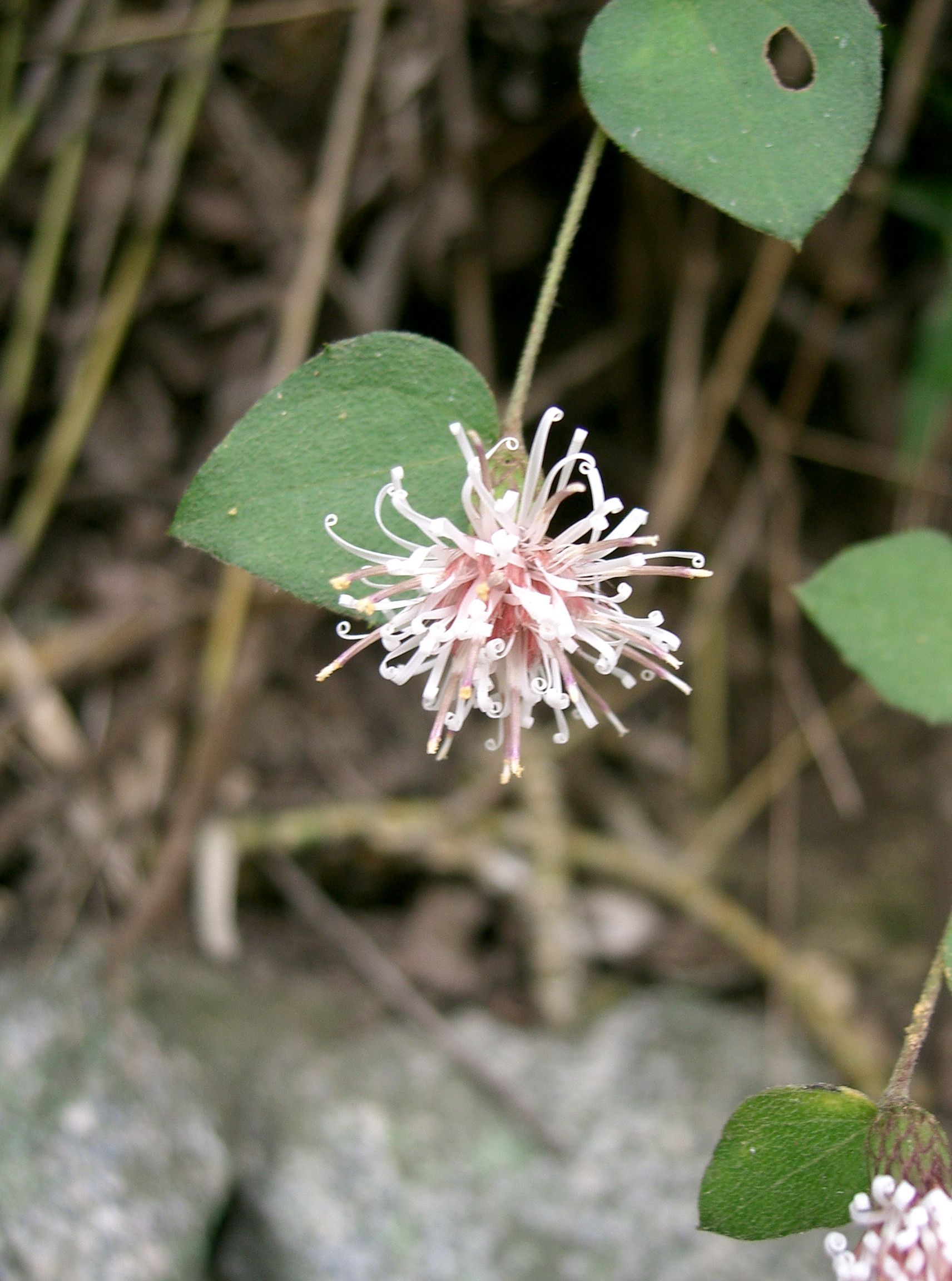
Inflorescencia de Pertya scandens.

Subfamilia que comprende 5 o 6 géneros y unas 70 especies incluidas en una sola tribu (Pertyeae) y distribuidas en Asia (Afganistán hacia el sudeste del continente). Las flores presentan la corola profunda y desigualmente dividida, los brazos estigmáticos son cortos, pilosos a papilosos en su cara abaxial. El número cromosómico básico es x=12 a 15. El género más grande es Ainsliaea con aproximadamente 50 especies.
9. Gymnarrhenoideae Panero & Funk
Es otra subfamilia monotípica, compuesta por una sola tribu (Gymnarrheneae) que incluye a una única especie, Gymnarrhena micrantha distribuida en el norte de África. Los capítulos se hallan agrupados en inflorescencias. Las ramas estilares son largas y con los ápices redondeados. El número cromosómico básico es x=10.

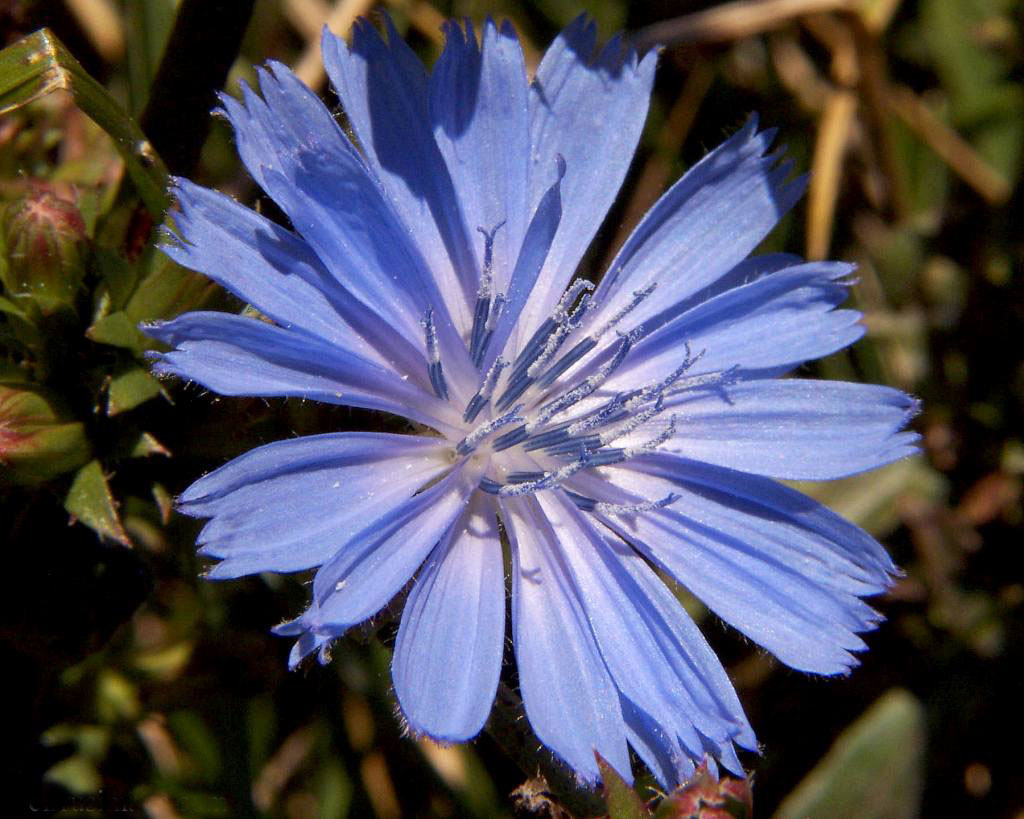
Inflorescencia de Cichorium intybus, nótese que todas las flores son liguladas y que las mismas presentan 5 dientes en su porción apical.

10. Cichorioideae Chevalier (sin.: Aposeridaceae Rafinesque, Arctotidaceae Bessey, Cichoriaceae Jussieu, nom. cons., Cnicaceae Vest, Lactucaceae Drude, Picridaceae Martynov, Vernoniaceae Burmeister)
Es una subfamilia con un número importante de géneros (224) y especies (3600) de distribución cosmopolita. Presentan látex, las flores del disco son profundamente lobadas, los ápices de los brazos estilares son agudos y los pelos también son agudos. Los números cromosómicos básicos más frecuentes son 9 o 10, más raramente 7 o 13. Los géneros con mayor riqueza de especies son: Vernonia (800-1000), Crepis (200), Jurinea (200), Scorzonera (175), Lepidaploa (115), Tragopogon (110), Lessinganthus (100), Hieracium (90-1000), Lactuca (75), Vernonanthura (65), Hypochaeris (60), Sonchus (60) y Taraxacum (60-500). Esta subfamilia ha sido subdividida en las siguientes tribus: Gundelieae, Cichorieae, Arctotideae, Liabeae y Vernonieae.
11. Corymbioideae Panero & Funk
Esta subfamilia con una sola tribu (Corymbieae) comprende un solo género (Corymbium) con 7 especies oriundas de Sudáfrica. Presenta hojas con nervaduras paralelas, capítulos con una flor encerrados por dos brácteas involucrales. La corola con lóbulos anchos y conspicuos. El número cromosómico básico es x= 16.
12. Asteroideae Lindley

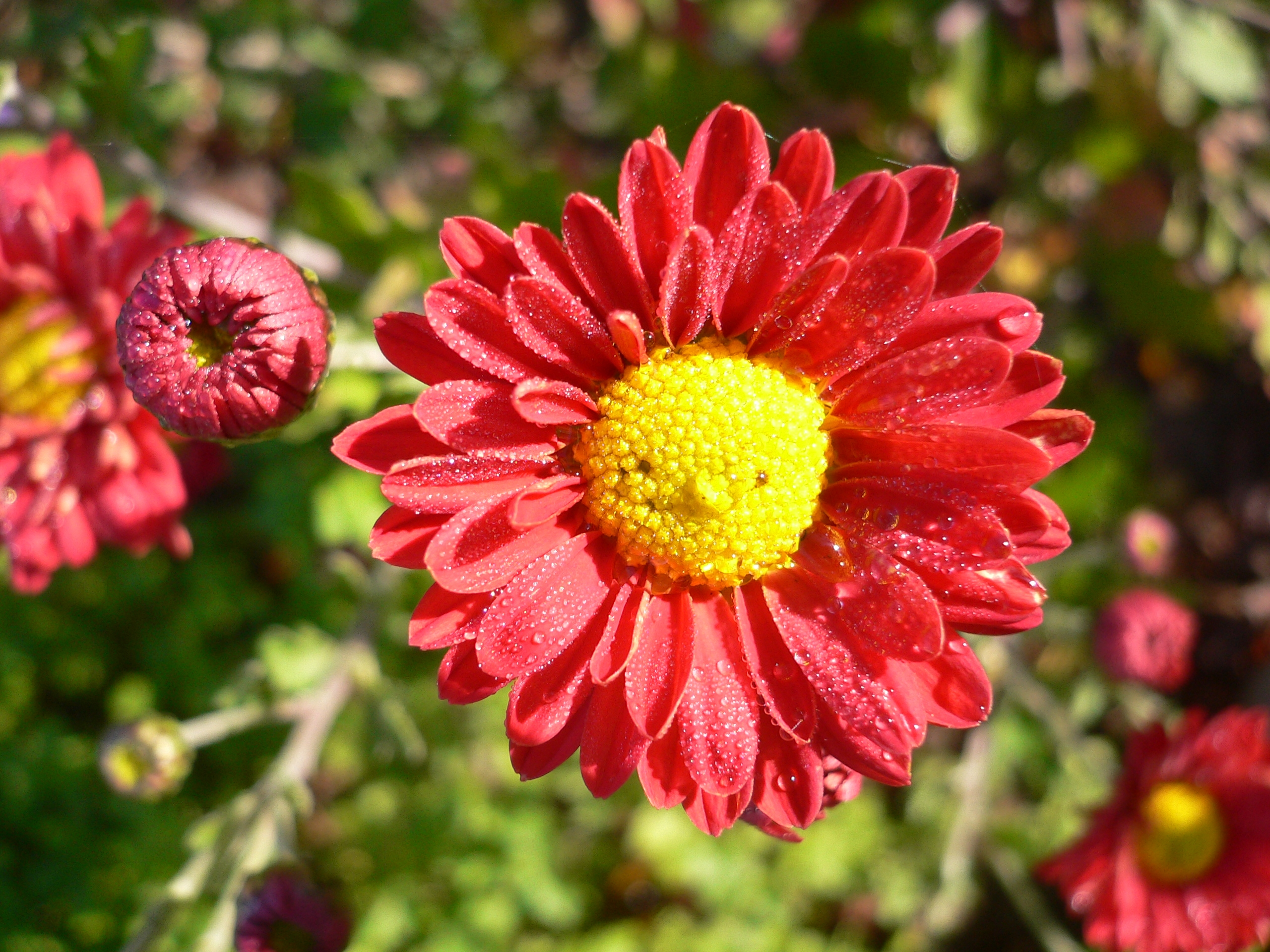
Capítulo heterógamo en Aster, nótense las flores tubulosas centrales, todavía cerradas y de color amarillo, y las flores liguladas de color rojo, en los márgenes de la inflorescencia.

Con 1135 géneros y más de 16 000 especies, esta es la subfamilia con mayor riqueza de las Compuestas. Sus miembros, de distribución cosmopolita, no presentan látex, los capítulos son heterógamos, con flores tubulosas con lóbulos inconspicuos y flores liguladas frecuentemente con tres lóbulos. Las áreas estigmáticas se hallan dispuestas en dos candas marginales. Los géneros con mayor riqueza de especies son Senecio (1000), Eupatorium sensu lato (1200, 40 en sentido estricto), Helichrysum (600), Artemisia(550), Mikania (430), Baccharis (400), Verbesina (300), Ageratina (290), Bidens (235), Stevia (235), Anthemis (210), Erigeron (200), Pentacalia (200), Aster (180), Viguiera (180), Chromolaena (165), Gnaphalium (150), Solidago (150), Tanacetum (150), Olearia (130), Seriphidium (130), Ligularia (125), Achillea (115), Coreopsis (115), Anaphalis (110), Brickellia (110), Calea (110), Blumea (100), Koanophyllum (110), Euryops (100), Pectis (100) y Wedelia (100). Se reconocen 3 supertribus dentro de esta subfamilia: Senecionodae, Asterodae y Helianthodae.
Incluye 20 tribus: Anthemideae, Astereae, Athroismeae, Bahieae, Calenduleae, Chaenactideae, Coreopsideae, Eupatorieae, Feddeae, Gnaphalieae, Helenieae, Heliantheae, Inuleae, Madieae, Millerieae, Neurolaeneae, Perityleae, Polymnieae, Senecioneae, Tageteae.

### Sinopsis de la clasificación tradicional
A continuación se provee una sinopsis de la clasificación más tradicional de las compuestas basada en el análisis cladístico de datos morfológicos. Muchas floras de todo el mundo suscriben a esta sinopsis publicada por Bremer en 1994, la cual divide a las Compuestas de 3 subfamilias, de las cuales las de mayor importancia en número de especies son Cichorioideae y Asteoideae. Adviértase que muchas de las tribus de la clasificación de Bremer (tales como Mutiseae o Cardueae) han sido elevadas al rango de subfamilias en la clasificación más reciente.
Barnadesioideae

Tribu Barnadesieae

Cichorioideae

Tribu Arctotideae

Tribu Cardueae

Tribu Cichorieae

Tribu Liabeae

Tribu Mutisieae

Tribu Vernonieae

Asteroideae

Tribu Anthemideae

Tribu Astereae

Tribu Calenduleae

Tribu Eupatorieae

Tribu Gnaphalieae

Tribu Helenieae

Tribu Heliantheae

Tribu Inuleae

Tribu Plucheae

Tribu Senecioneae

### Géneros y especies principales
Debido al gran número de géneros y especies que engloban en el mundo, el listado de los géneros y de las principales especies de la familia se ha editado en el siguiente anexo: Géneros y especies de Asteraceae.
Los géneros más representados son Senecio (1000 spp.), Vernonia (1000), Cousinia (650), Eupatorium s.l. (1200), Centaurea (600), Artemisia (550), Hieracium (500-600), Helichrysum (500), Baccharis (400), Mikania (400), Saussurea (300), Verbesina (300), Cirsium (250), Jurinea (250), Bidens (200), Crepis (200), Aster (180, excluyendo a segregados como Symphyotrichum, Sericocarpus), Gnaphalium (150), Tragopogon (110), y Solidago (100). Los límites genéricos son muchas veces problemáticos, y muchos de estos grandes géneros son frecuentemente divididos en numerosos segregados (ver Bremer 1994).

### Sinonimia
Los siguientes nombres se consideran sinónimos de Asteraceae:
- Ambrosiaceae Martynov
- Anthemidaceae Martynov
- Artemisiaceae Martynov
- Athanasiaceae Martynov
- Calendulaceae Link
- Coreopsidaceae Link
- Eupatoriaceae Martynov
- Gnaphaliaceae Rudolphi
- Heleniaceae Rafinesque
- Helianthaceae Dumortier
- Helichrysaceae Link
- Inulaceae Bessey
- Madiaceae (Greene) A. Heller
- Matricariaceae J. Voigt
- Partheniaceae Link
- Santolinaceae Martynov
- Senecionaceae Spenne
- Tanacetaceae Vest
- Xanthiaceae Vest

## Importancia económica
La familia comprende más de 40 especies de importancia económica, que incluyen plantas alimenticias (lechuga, topinambur), oleaginosas (girasol, cártamo), medicinales (manzanilla) y ornamentales (dalia, zinia, crisantemo). También otras especies de Helianthus, Cichorium, Cynara, Taraxacum, Artemisia que contiene especias.
Los aceites comestibles de alta calidad del girasol y del cártamo tienen bajo contenido de ácidos grasos saturados y alta concentración de ácidos grasos insaturados. Además, se han desarrollado por mutagénesis otros tipos de aceites, tales como los girasoles con alto contenido de ácido oleico. Además, muchos ácidos grasos noveles para la industria se hallan en los aceites de muchas compuestas, tales como los ácidos grasos dienólicos conjugados de Dimorphoteca, los ácidos grasos acetilénicos de Crepis y los ácidos grasos epoxi en Vernonia y Stokesia.
Las diversas especies de la familia son una rica fuente de insecticidas y otras sustancias químicas de uso industrial, tales como el piretro (Tanacetum, o en Crisantemum), la Pulicaria, la goma (en el guayule). Muchas otras compuestas se cultivan como plantas medicinales o como hierbas aromáticas. Ambrosia es la mayor causa de la fiebre del heno.
Se encuentran ornamentales en Calendula, Dendranthema, Argyranthemum, Leucanthemum (el crisantemo), Dahlia, Tagetes, Senecio, Spaghenticola, Gaillardia, Helianthus, Zinnia, y muchas otras.
Finalmente, las compuestas también incluyen una gran cantidad de especies de malezas (cardos, por ejemplo) que ocasionan pérdidas económicas a muchos cultivos. En la siguiente tabla se sintetizan varios de los usos de las compuestas y se ejemplifica cada uno de ellos.

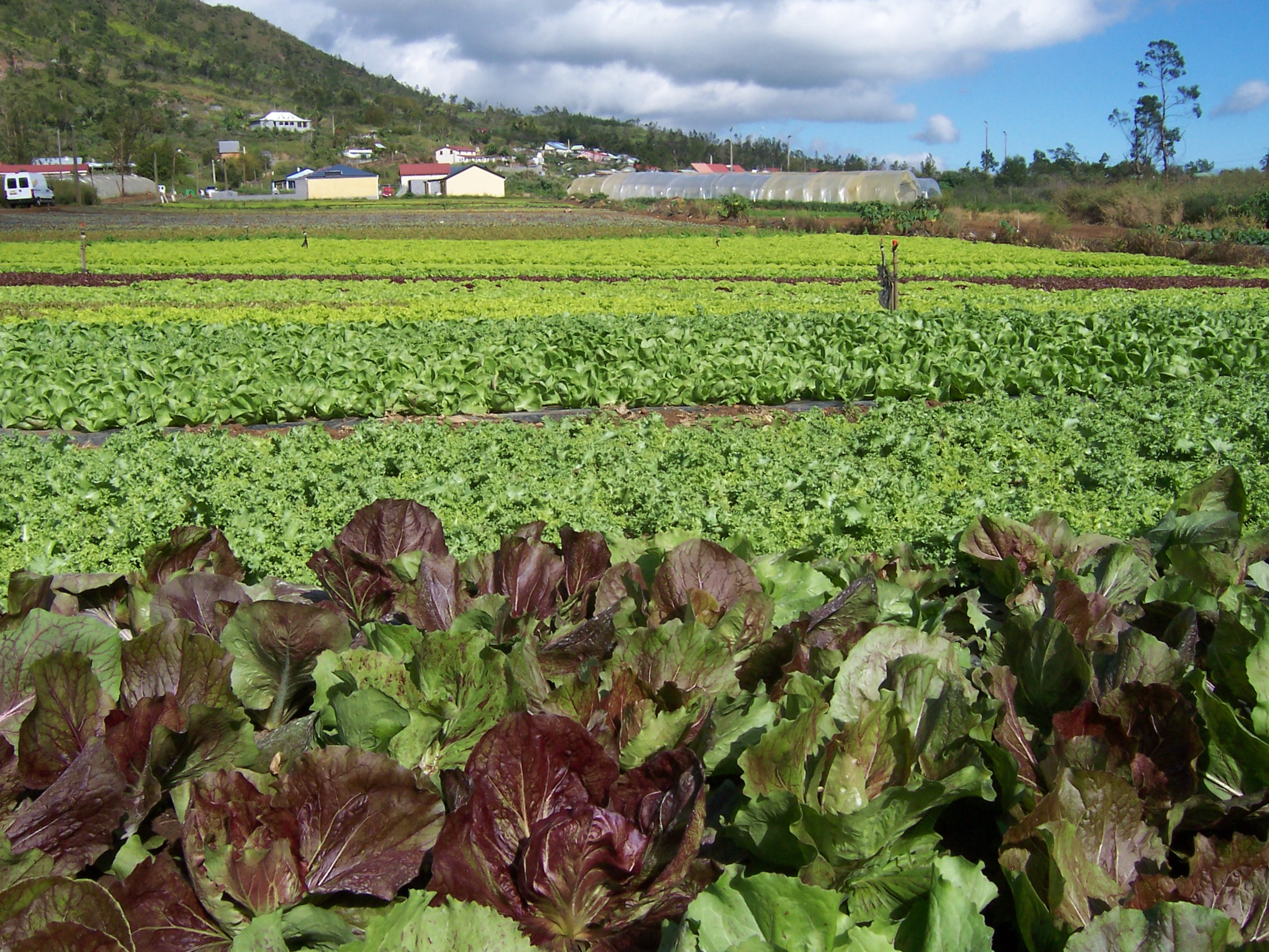
Campo cultivado con lechuga (Lactuca sativa), Isla de la Reunión.

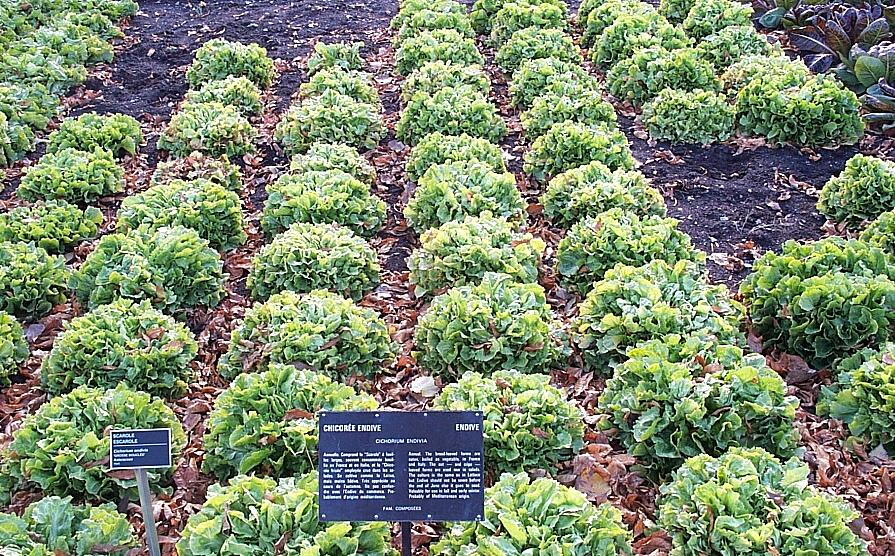
Huerta cultivada con endivia (Cichorium endivia), Jardín Botánico de Montreal, Canadá.

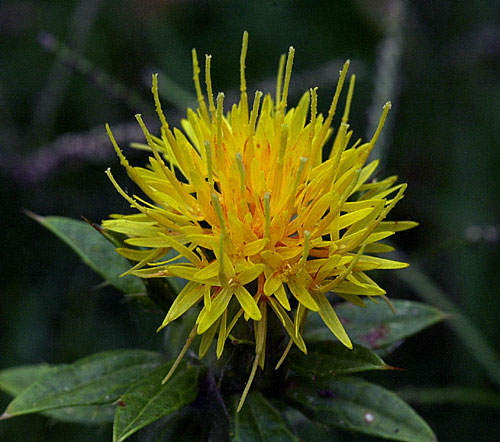
Inflorescencia de cártamo (Carthamus tinctorius).

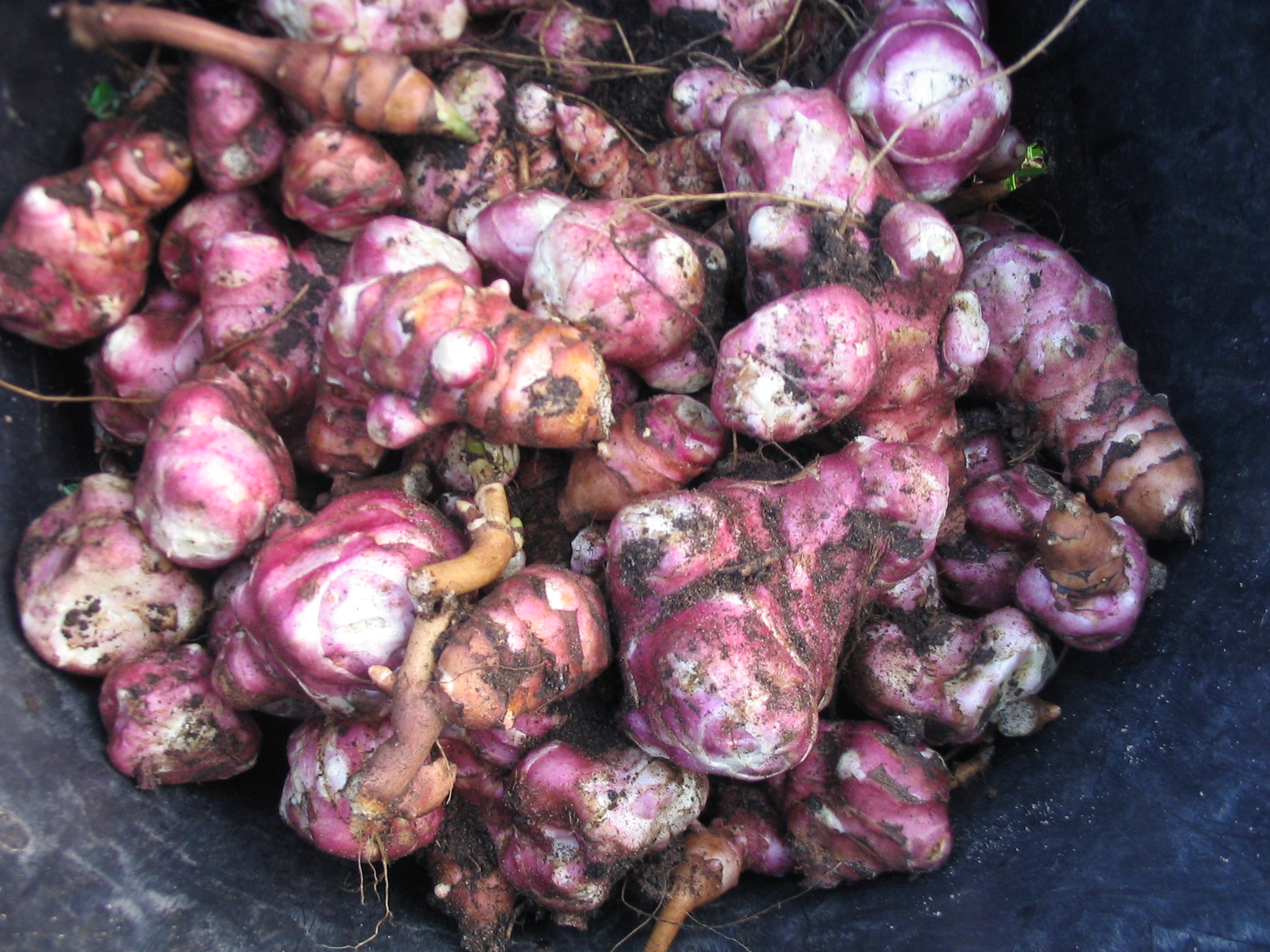
Tubérculos de topinambur (Helianthus tuberosus).

| Especie         | Nombre científico              | Importancia económica                       |
| --------------- | ------------------------------ | ------------------------------------------- |
| Lechuga         | Lactuca sativa L.              | Hortaliza                                   |
| Girasol         | Helianthus annuus L.           | Oleaginosa, ornamental, alimentación animal |
| Cártamo         | Carthamus tinctorius L.        | Oleaginosa, ornamental, alimentación animal |
| Endivia         | Cichorium endivia L.           | Hortaliza                                   |
| Achicoria       | Cichorium intybus L.           | Hortaliza                                   |
| Alcaucil        | Cynara scolymus L.             | Hortaliza                                   |
| Cardo           | Cynara cardunculus L.          | Maleza, hortaliza                           |
| Topinambur      | Helianthus tuberosus L.        | Hortaliza, alimentación animal              |
| Guizotia        | Guizotia abysinnica L.         | Oleaginosa                                  |
| Caléndula       | Calendula officinalis L.       | Hortaliza y ornamental                      |
| Dimorphotheca   | Dimorphotheca pluvialis L.     | Ornamental                                  |
| Vernonia        | Vernonia sp.                   | Oleaginosa y ornamental                     |
| Osteospermum    | Osteospermum sp.               | Oleaginosa y ornamental                     |
| Stokesia laevis | Stokesia laevis                | Oleaginosa y ornamental                     |
| Guayule         | Parthenium argentatum          | Industrial (goma)                           |
| Piretro         | Chrysanthemum cinerariaefolium | Industrial (insecticida)                    |
| Echinacea       | Echinacea sp.                  | Ornamental y medicinal                      |
| Cosmos          | Cosmos sp.                     | Ornamental                                  |
| Tagetes         | Tagetes sp.                    | Ornamental                                  |
| Rudbeckia       | Rudbeckia sp.                  | Ornamental                                  |
| Gerbera         | Gerbera sp.                    | Ornamental                                  |
| Crisantemo      | Chrysanthemum sp.              | Ornamental                                  |
| Zinnia          | Zinnia sp.                     | oleaginosa y ornamental                     |
| Margarita común | Bellis perennis                | Ornamental y hortaliza                      |
| Tanaceto        | Tanacetum vulgare              | Ornamental y hortaliza                      |
| Altamisa        | Tanacetum parthenium           | Ornamental y medicinal                      |
| Cardo asnal     | Onopordum acanthium            | Maleza                                      |
| Helenio         | Inula helenium                 | Medicinal                                   |
| Santolina       | Santolina chamaecyparissus     | Medicinal                                   |
| Cerraja         | Sonchus sp.                    | Maleza                                      |
| Senecio         | Senecio madagascariensis       | Maleza                                      |
| Cardo           | Carduus acanthoides            | Maleza                                      |
| Manzanilla      | Chamaemelum nobile             | Medicinal                                   |

## Glosario de Asteraceae
Un glosario general y específico de Asteraceae se encuentra en Glosario de Asteraceae.